# Séries éliminatoires de la Coupe Stanley 2015
Vous lisez un « bon article » labellisé en 2015.
Année précédente Année suivante
Les séries éliminatoires de la Coupe Stanley 2015 sont la partie finale de la saison de hockey sur glace de la Ligue nationale de hockey et font suite à la saison régulière 2014-2015. Les premiers matchs ont lieu le 15 avril 2015.
Pour l'association de l'Est, le premier tour des séries oppose les Canadiens de Montréal aux Sénateurs d'Ottawa, le Lightning de Tampa Bay aux Red Wings de Détroit, les Rangers de New York aux Penguins de Pittsburgh et les Capitals de Washington aux Islanders de New York. Les champions de la saison régulière, les Rangers, se débarrassent des Penguins en cinq rencontres alors que Washington doit jouer sept matchs pour battre les Islanders. C'est également le cas de Tampa Bay alors que Montréal bat Ottawa en six rencontres. Menés 3 matchs à 1, les joueurs de New York sont au bord de l'élimination en demi-finale d'association mais parviennent à battre les Capitals au bout du septième match et de plus de 10 minutes de prolongation. Dans l'autre demi-finale, le Lightning élimine les Canadiens en six rencontres. 
Les séries de l'association de l'Ouest voient les confrontations des Blues de Saint-Louis au Wild du Minnesota, des Predators de Nashville aux Blackhawks de Chicago, des Ducks d'Anaheim aux Jets de Winnipeg et enfin des Canucks de Vancouver aux Flames de Calgary. Les Ducks sont la première équipe qualifiée pour le deuxième tour avec une victoire 4-0. Toutes les autres séries sont jouées en six matchs avec la qualification de Minnesota, Chicago et Calgary. Les Flames affrontent au tour suivant les Ducks mais sont éliminés 4-1. L'autre demi-finale tourne encore plus court puisque que les joueurs de Minnesota sont battus en quatre rencontres sans réponse.
Les deux finales d'association voient donc l'opposition entre le Lightning de Tampa Bay et les Rangers de New York et celle entre les Blackhawks de Chicago et les joueurs des Ducks d'Anaheim. Aucune des quatre équipes ne parvient à se démarquer de manière franche et les deux séries se terminent à l'issue du septième match : 2-0 pour le Lightning et 5-3 pour les Blackhawks. Le premier match de la finale de la Coupe Stanley 2015 a lieu le 3 juin et les Blackhawks s'imposent 2-1 sur la patinoire du Lightning. Tampa Bay remporte les deux rencontres suivantes mais Chicago s'impose ensuite trois fois de suite pour remporter une troisième Coupe Stanley en six ans. Le défenseur Duncan Keith, auteur de 21 points, est élu meilleur joueur des séries et reçoit le trophée Conn-Smythe alors que Tyler Johnson (Tampa Bay) est le meilleur buteur avec 13 buts. Il termine à égalité de points, soit 23, avec Patrick Kane de Chicago.

## Contexte et déroulement des séries
Comme pour l'édition précédente, les trois meilleures équipes de chaque division sont qualifiées ainsi que les équipes classées aux 7e et 8e places de chaque association, sans distinction de division. La meilleure équipe de chaque association rencontre la 8e et la première équipe de l'autre division rencontre la 7e. Les équipes classées aux 2e et 3e places de chaque division se rencontrent dans la partie de tableau où se situe le champion de leur division. Toutes les séries sont jouées au meilleur des sept matchs. Les deux premiers matchs sont joués chez l'équipe la mieux classée à l'issue de la saison puis les deux suivants sont joués chez l'autre équipe. Si une cinquième, une sixième voire une septième rencontre sont nécessaires, elles sont jouées alternativement chez les deux équipes en commençant par la mieux classée.
Alors qu'en 2014, il n'y avait qu'une seule équipe canadienne en séries éliminatoires, cinq formations du Canada sont qualifiées pour les séries 2015 : les Canadiens de Montréal, les Sénateurs d'Ottawa, les Jets de Winnipeg, les Canucks de Vancouver et les Flames de Calgary. C'est une première depuis 2004. Les Red Wings de Détroit étendent leur séquence avec une 24e qualification consécutive en séries ; c'est la 4e plus longue série de l'histoire de la LNH derrière les Bruins de Boston qui ont participé aux séries à 29 reprises entre 1968 et 1996, les Blackhawks de Chicago qui ont été présents 28 fois de 1970 à 1997, les Blues de Saint-Louis, présents 25 fois entre 1980 et 2004 et à égalité avec les Canadiens de Montréal, 24 fois de 1971 à 1994.
Les diffusions des séries à la télévision évoluent cette année autant aux États-Unis qu'au Canada. En plus de NBC, USA Network retransmet des matchs pour la première fois depuis 1984. Au Canada, les matchs en langue française sont assurés par TVA Sports qui remplace le Réseau des sports après avoir signé en 2013 un accord de douze ans d'une valeur de 5,2 milliards de dollars avec la LNH. La version anglaise est, quant à elle, toujours diffusée sur CBC Television.

## Tableau récapitulatif
|  | Quarts de finale d'association | Quarts de finale d'association | Quarts de finale d'association | Quarts de finale d'association |    |                     | Demi-finales d'association | Demi-finales d'association | Demi-finales d'association | Demi-finales d'association |  |  | Finales d'association | Finales d'association | Finales d'association | Finales d'association |  |  | Finale de la Coupe Stanley | Finale de la Coupe Stanley | Finale de la Coupe Stanley | Finale de la Coupe Stanley |
|  |                                |                                |                                |                                |    |                     |                            |                            |                            |                            |  |  |                       |                       |                       |                       |  |  |                            |                            |                            |                            |
|  | Du 15 au 26 avril              | Du 15 au 26 avril              | Du 15 au 26 avril              | Du 15 au 26 avril              |    |                     | Du 1er au 12 mai           | Du 1er au 12 mai           | Du 1er au 12 mai           | Du 1er au 12 mai           |  |  | Du 16 au 29 mai       | Du 16 au 29 mai       | Du 16 au 29 mai       | Du 16 au 29 mai       |  |  | Du 3 au 15 juin            | Du 3 au 15 juin            | Du 3 au 15 juin            | Du 3 au 15 juin            |
|  | A1                             | Montréal                       | 4                              | 4                              |    |                     | Du 1er au 12 mai           | Du 1er au 12 mai           | Du 1er au 12 mai           | Du 1er au 12 mai           |  |  | Du 16 au 29 mai       | Du 16 au 29 mai       | Du 16 au 29 mai       | Du 16 au 29 mai       |  |  | Du 3 au 15 juin            | Du 3 au 15 juin            | Du 3 au 15 juin            | Du 3 au 15 juin            |
|  | A1                             | Montréal                       | 4                              | 4                              |    |                     | Du 1er au 12 mai           | Du 1er au 12 mai           | Du 1er au 12 mai           | Du 1er au 12 mai           |  |  | Du 16 au 29 mai       | Du 16 au 29 mai       | Du 16 au 29 mai       | Du 16 au 29 mai       |  |  | Du 3 au 15 juin            | Du 3 au 15 juin            | Du 3 au 15 juin            | Du 3 au 15 juin            |
|  | ER                             | Ottawa                         | 2                              | 2                              |    |                     | Du 1er au 12 mai           | Du 1er au 12 mai           | Du 1er au 12 mai           | Du 1er au 12 mai           |  |  | Du 16 au 29 mai       | Du 16 au 29 mai       | Du 16 au 29 mai       | Du 16 au 29 mai       |  |  | Du 3 au 15 juin            | Du 3 au 15 juin            | Du 3 au 15 juin            | Du 3 au 15 juin            |
|  | ER                             | Ottawa                         | 2                              | 2                              | A1 | Montréal            | 2                          | 2                          |                            |                            |  |  | Du 16 au 29 mai       | Du 16 au 29 mai       | Du 16 au 29 mai       | Du 16 au 29 mai       |  |  | Du 3 au 15 juin            | Du 3 au 15 juin            | Du 3 au 15 juin            | Du 3 au 15 juin            |
|  | Du 16 au 29 avril              |                                |                                |                                | A1 | Montréal            | 2                          | 2                          |                            |                            |  |  | Du 16 au 29 mai       | Du 16 au 29 mai       | Du 16 au 29 mai       | Du 16 au 29 mai       |  |  | Du 3 au 15 juin            | Du 3 au 15 juin            | Du 3 au 15 juin            | Du 3 au 15 juin            |
|  |                                |                                | A2                             | Tampa Bay                      | 4  | 4                   |                            |                            |                            |                            |  |  | Du 16 au 29 mai       | Du 16 au 29 mai       | Du 16 au 29 mai       | Du 16 au 29 mai       |  |  | Du 3 au 15 juin            | Du 3 au 15 juin            | Du 3 au 15 juin            | Du 3 au 15 juin            |
|  | A2                             | Tampa Bay                      | A2                             | Tampa Bay                      | 4  | 4                   | 4                          | 4                          |                            |                            |  |  | Du 16 au 29 mai       | Du 16 au 29 mai       | Du 16 au 29 mai       | Du 16 au 29 mai       |  |  | Du 3 au 15 juin            | Du 3 au 15 juin            | Du 3 au 15 juin            | Du 3 au 15 juin            |
|  | A2                             | Tampa Bay                      | Du 30 avril au 13 mai          |                                |    |                     | 4                          | 4                          |                            |                            |  |  | Du 16 au 29 mai       | Du 16 au 29 mai       | Du 16 au 29 mai       | Du 16 au 29 mai       |  |  | Du 3 au 15 juin            | Du 3 au 15 juin            | Du 3 au 15 juin            | Du 3 au 15 juin            |
|  | A3                             | Détroit                        | 3                              | 3                              |    |                     |                            |                            |                            |                            |  |  | Du 16 au 29 mai       | Du 16 au 29 mai       | Du 16 au 29 mai       | Du 16 au 29 mai       |  |  | Du 3 au 15 juin            | Du 3 au 15 juin            | Du 3 au 15 juin            | Du 3 au 15 juin            |
|  | A3                             | Détroit                        | 3                              | 3                              | A2 | Tampa Bay           | 4                          | 4                          |                            |                            |  |  |                       |                       |                       |                       |  |  | Du 3 au 15 juin            | Du 3 au 15 juin            | Du 3 au 15 juin            | Du 3 au 15 juin            |
|  | Du 16 au 24 avril              |                                |                                |                                | A2 | Tampa Bay           | 4                          | 4                          |                            |                            |  |  |                       |                       |                       |                       |  |  | Du 3 au 15 juin            | Du 3 au 15 juin            | Du 3 au 15 juin            | Du 3 au 15 juin            |
|  |                                |                                | M1                             | Rangers de New York            | 3  | 3                   |                            |                            |                            |                            |  |  |                       |                       |                       |                       |  |  | Du 3 au 15 juin            | Du 3 au 15 juin            | Du 3 au 15 juin            | Du 3 au 15 juin            |
|  | M1                             | Rangers de New York            | M1                             | Rangers de New York            | 3  | 3                   | 4                          | 4                          |                            |                            |  |  |                       |                       |                       |                       |  |  | Du 3 au 15 juin            | Du 3 au 15 juin            | Du 3 au 15 juin            | Du 3 au 15 juin            |
|  | M1                             | Rangers de New York            | Du 17 au 30 mai                |                                |    |                     | 4                          | 4                          |                            |                            |  |  |                       |                       |                       |                       |  |  | Du 3 au 15 juin            | Du 3 au 15 juin            | Du 3 au 15 juin            | Du 3 au 15 juin            |
|  | ER                             | Pittsburgh                     | 1                              | 1                              |    |                     |                            |                            |                            |                            |  |  |                       |                       |                       |                       |  |  | Du 3 au 15 juin            | Du 3 au 15 juin            | Du 3 au 15 juin            | Du 3 au 15 juin            |
|  | ER                             | Pittsburgh                     | 1                              | 1                              | M1 | Rangers de New York | 4                          | 4                          |                            |                            |  |  |                       |                       |                       |                       |  |  | Du 3 au 15 juin            | Du 3 au 15 juin            | Du 3 au 15 juin            | Du 3 au 15 juin            |
|  | Du 15 au 27 avril              |                                |                                |                                | M1 | Rangers de New York | 4                          | 4                          |                            |                            |  |  |                       |                       |                       |                       |  |  | Du 3 au 15 juin            | Du 3 au 15 juin            | Du 3 au 15 juin            | Du 3 au 15 juin            |
|  |                                |                                | M2                             | Washington                     | 3  | 3                   |                            |                            |                            |                            |  |  |                       |                       |                       |                       |  |  | Du 3 au 15 juin            | Du 3 au 15 juin            | Du 3 au 15 juin            | Du 3 au 15 juin            |
|  | M2                             | Washington                     | M2                             | Washington                     | 3  | 3                   | 4                          | 4                          |                            |                            |  |  |                       |                       |                       |                       |  |  | Du 3 au 15 juin            | Du 3 au 15 juin            | Du 3 au 15 juin            | Du 3 au 15 juin            |
|  | M2                             | Washington                     | Du 30 avril au 10 mai          |                                |    |                     | 4                          | 4                          |                            |                            |  |  |                       |                       |                       |                       |  |  | Du 3 au 15 juin            | Du 3 au 15 juin            | Du 3 au 15 juin            | Du 3 au 15 juin            |
|  | M3                             | Islanders de New York          | 3                              | 3                              |    |                     |                            |                            |                            |                            |  |  |                       |                       |                       |                       |  |  | Du 3 au 15 juin            | Du 3 au 15 juin            | Du 3 au 15 juin            | Du 3 au 15 juin            |
|  | M3                             | Islanders de New York          | 3                              | 3                              | A2 | Tampa Bay           | 2                          | 2                          |                            |                            |  |  |                       |                       |                       |                       |  |  |                            |                            |                            |                            |
|  | Du 16 au 22 avril              |                                |                                |                                | A2 | Tampa Bay           | 2                          | 2                          |                            |                            |  |  |                       |                       |                       |                       |  |  |                            |                            |                            |                            |
|  |                                |                                | C3                             | Chicago                        | 4  | 4                   |                            |                            |                            |                            |  |  |                       |                       |                       |                       |  |  |                            |                            |                            |                            |
|  | P1                             | Anaheim                        | C3                             | Chicago                        | 4  | 4                   | 4                          | 4                          |                            |                            |  |  |                       |                       |                       |                       |  |  |                            |                            |                            |                            |
|  | P1                             | Anaheim                        |                                |                                |    |                     |                            | 4                          |                            |                            |  |  |                       |                       |                       |                       |  |  |                            |                            |                            |                            |
|  | ER                             | Winnipeg                       | 0                              | 0                              |    |                     |                            |                            |                            |                            |  |  |                       |                       |                       |                       |  |  |                            |                            |                            |                            |
|  | ER                             | Winnipeg                       | 0                              | 0                              | P1 | Anaheim             | 4                          | 4                          |                            |                            |  |  |                       |                       |                       |                       |  |  |                            |                            |                            |                            |
|  | Du 15 au 25 avril              |                                |                                |                                | P1 | Anaheim             | 4                          | 4                          |                            |                            |  |  |                       |                       |                       |                       |  |  |                            |                            |                            |                            |
|  |                                |                                | P3                             | Calgary                        | 1  | 1                   |                            |                            |                            |                            |  |  |                       |                       |                       |                       |  |  |                            |                            |                            |                            |
|  | P2                             | Vancouver                      | P3                             | Calgary                        | 1  | 1                   | 2                          | 2                          |                            |                            |  |  |                       |                       |                       |                       |  |  |                            |                            |                            |                            |
|  | P2                             | Vancouver                      | Du 1er au 7 mai                |                                |    |                     | 2                          | 2                          |                            |                            |  |  |                       |                       |                       |                       |  |  |                            |                            |                            |                            |
|  | P3                             | Calgary                        | 4                              | 4                              |    |                     |                            |                            |                            |                            |  |  |                       |                       |                       |                       |  |  |                            |                            |                            |                            |
|  | P3                             | Calgary                        | 4                              | 4                              | P1 | Anaheim             | 3                          | 3                          |                            |                            |  |  |                       |                       |                       |                       |  |  |                            |                            |                            |                            |
|  | Du 16 au 26 avril              |                                |                                |                                | P1 | Anaheim             | 3                          | 3                          |                            |                            |  |  |                       |                       |                       |                       |  |  |                            |                            |                            |                            |
|  |                                |                                | C3                             | Chicago                        | 4  | 4                   |                            |                            |                            |                            |  |  |                       |                       |                       |                       |  |  |                            |                            |                            |                            |
|  | C1                             | Saint-Louis                    | C3                             | Chicago                        | 4  | 4                   | 2                          | 2                          |                            |                            |  |  |                       |                       |                       |                       |  |  |                            |                            |                            |                            |
|  | C1                             | Saint-Louis                    |                                |                                |    |                     |                            | 2                          |                            |                            |  |  |                       |                       |                       |                       |  |  |                            |                            |                            |                            |
|  | ER                             | Minnesota                      | 4                              | 4                              |    |                     |                            |                            |                            |                            |  |  |                       |                       |                       |                       |  |  |                            |                            |                            |                            |
|  | ER                             | Minnesota                      | 4                              | 4                              | ER | Minnesota           | 0                          | 0                          |                            |                            |  |  |                       |                       |                       |                       |  |  |                            |                            |                            |                            |
|  | Du 15 au 25 avril              |                                |                                |                                | ER | Minnesota           | 0                          | 0                          |                            |                            |  |  |                       |                       |                       |                       |  |  |                            |                            |                            |                            |
|  |                                |                                | C3                             | Chicago                        | 4  | 4                   |                            |                            |                            |                            |  |  |                       |                       |                       |                       |  |  |                            |                            |                            |                            |
|  | C2                             | Nashville                      | C3                             | Chicago                        | 4  | 4                   | 2                          | 2                          |                            |                            |  |  |                       |                       |                       |                       |  |  |                            |                            |                            |                            |
|  | C2                             | Nashville                      |                                |                                |    |                     |                            | 2                          |                            |                            |  |  |                       |                       |                       |                       |  |  |                            |                            |                            |                            |
|  | C3                             | Chicago                        | 4                              | 4                              |    |                     |                            |                            |                            |                            |  |  |                       |                       |                       |                       |  |  |                            |                            |                            |                            |
|  | C3                             | Chicago                        | 4                              | 4                              |    |                     |                            |                            |                            |                            |  |  |                       |                       |                       |                       |  |  |                            |                            |                            |                            |
|  |                                |                                |                                |                                |    |                     |                            |                            |                            |                            |  |  |                       |                       |                       |                       |  |  |                            |                            |                            |                            |

## Détails des matchs

### Quarts de finale d'association

#### Montréal contre Ottawa

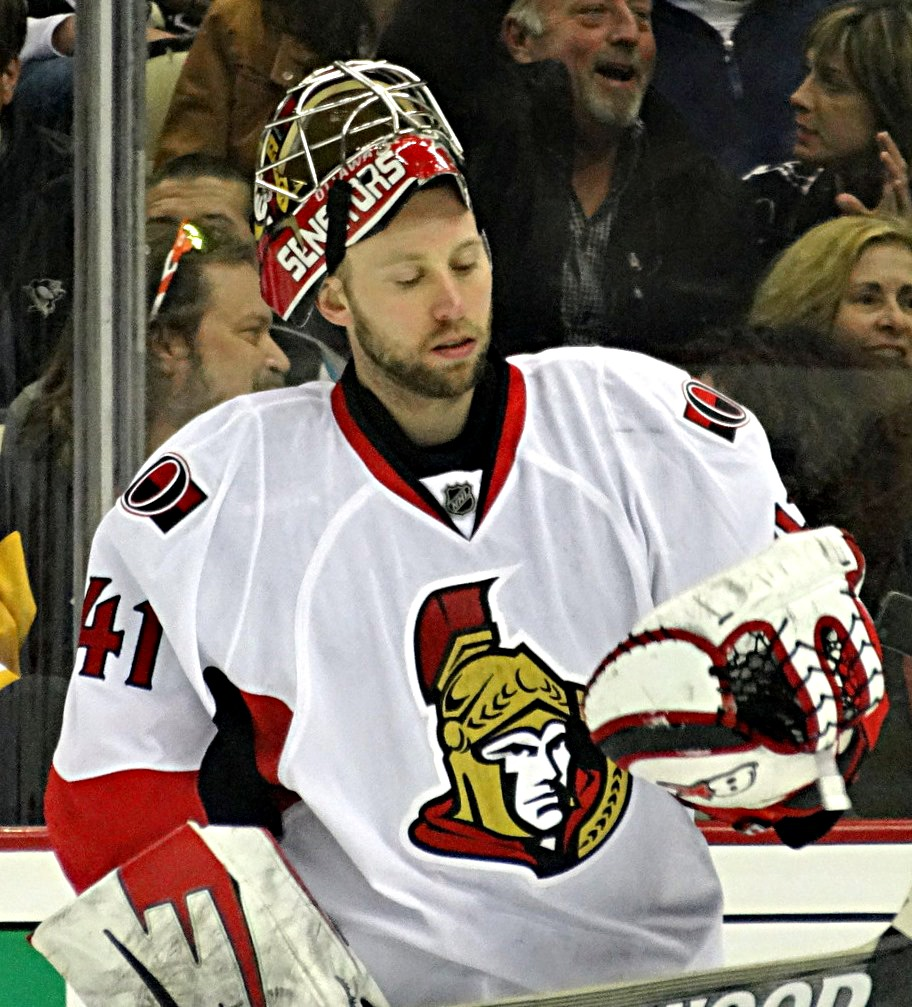
Craig Anderson réussit un blanchissage pour Ottawa lors du 4e match puis gagne le 5e mais Ottawa est quand même éliminé en six rencontres par Montréal

Les Canadiens de Montréal connaissent une très bonne saison 2014-2015 : ils finissent meilleure équipe de la division Atlantique avec 110 points ; leur gardien, Carey Price, décroche un record de l'équipe en comptant 44 victoires. Dans le même temps, leurs défenseurs Pernell Karl Subban et Andreï Markov dépassent respectivement 60 et 50 points. Les joueurs de Montréal sont opposés aux Sénateurs d'Ottawa qui parviennent à se qualifier au terme d'une remontée de fin de saison. Erik Karlsson, le défenseur et capitaine d'Ottawa, est le meilleur pointeur de son équipe qui s'appuie également sur son gardien Andrew Hammond, qui joue toute la première partie de la saison avec les Senators de Binghamton dans la Ligue américaine de hockey. Les deux équipes se sont rencontrées quatre fois au cours de la saison avec à la clé trois victoires pour Ottawa.
Les Canadiens accueillent les Sénateurs pour le premier match des séries sans leur meilleur attaquant, Max Pacioretty, blessé depuis le 5 avril. Ce sont les visiteurs qui marquent les premiers sur une erreur du défenseur Markov qui pousse le palet dans son propre but. En deuxième période, les Canadiens égalisent puis reprennent l’avantage en 15 secondes grâce à deux buts consécutifs de Torrey Mitchell et Tomáš Plekanec. Six secondes plus tard, Lars Eller écope d’une pénalité puis seulement neuf secondes après, Subban est puni d’une pénalité majeure de 5 minutes en plus d’être expulsé du match en raison d'un coup de bâton sur Mark Stone. Lors de cette infériorité de Montréal, les Sénateurs égalisent par Kyle Turris mais les Canadiens répliquent par Eller avant qu'Ottawa n’égalise à nouveau grâce à Mika Zibanejad. C’est finalement Brian Flynn qui marque le dernier but du match, toujours en 2e période, qui donne la première victoire aux Canadiens. La fin de match est marquée par des affrontements entre plusieurs joueurs de chaque équipe : du côté d'Ottawa Clarke MacArthur reçoit 12 minutes de pénalités, Turris 14 et du côté de Montréal Tom Gilbert 12 et enfin Plekanec 2 minutes.
Comme pour le premier match, les joueurs d'Ottawa sont les premiers à trouver le fond du filet par MacArthur en fin de première période. Montréal réagit lors du deuxième tiers temps en réalisant 14 lancers cadrés dont 2 buts par Max Pacioretty en supériorité numérique puis par Subban à la 36e minute du match. Patrick Wiercioch permet à Ottawa d'égaliser lors d'une supériorité numérique de la dernière période du temps réglementaire. Les deux équipes jouent donc les prolongations et ce sont les joueurs locaux qui sortent vainqueurs. Alors que les joueurs des Sénateurs sortent le palet de leur zone pour le porter en attaque, Plekanec le subtilise pour le transmettre immédiatement à Brendan Gallagher qui tente un lancer. Hammond réalise l'arrêt mais Alex Galchenyuk récupère le palet, tourne sur lui-même avant de propulser la rondelle au fond du filet et donner la victoire aux siens.
Le troisième match, joué au Centre Canadian Tire, débute de la même manière que le précédent : les Sénateurs marquent en premier au bout de 11 minutes de jeu par MacArthur. Ce dernier parvient à tromper Price grâce à de beaux dribbles au sein de la défense des Canadiens. Quelques minutes plus tard, les Canadiens pensent avoir trouvé le fond du filet sur un lancer puissant de Subban depuis la ligne bleue mais le palet vient frapper la base du poteau pour se loger entre les jambières de Craig Anderson, titularisé pour la première fois de la série. Au cours de la deuxième période, Karlsson réalise une mise en échec virile sur Nathan Beaulieu qui ne revient ensuite pas au jeu de la rencontre. Malgré 28 lancers de Montréal depuis le début du match, Anderson garde ses buts inviolés saufs pendant les deux premières périodes. Il craque finalement à la 54e minute sur un tir de Dale Weise. Au bout de 8 minutes de prolongation, ce même Weise donne la victoire aux Canadiens sur un lancer depuis le côté de la patinoire.

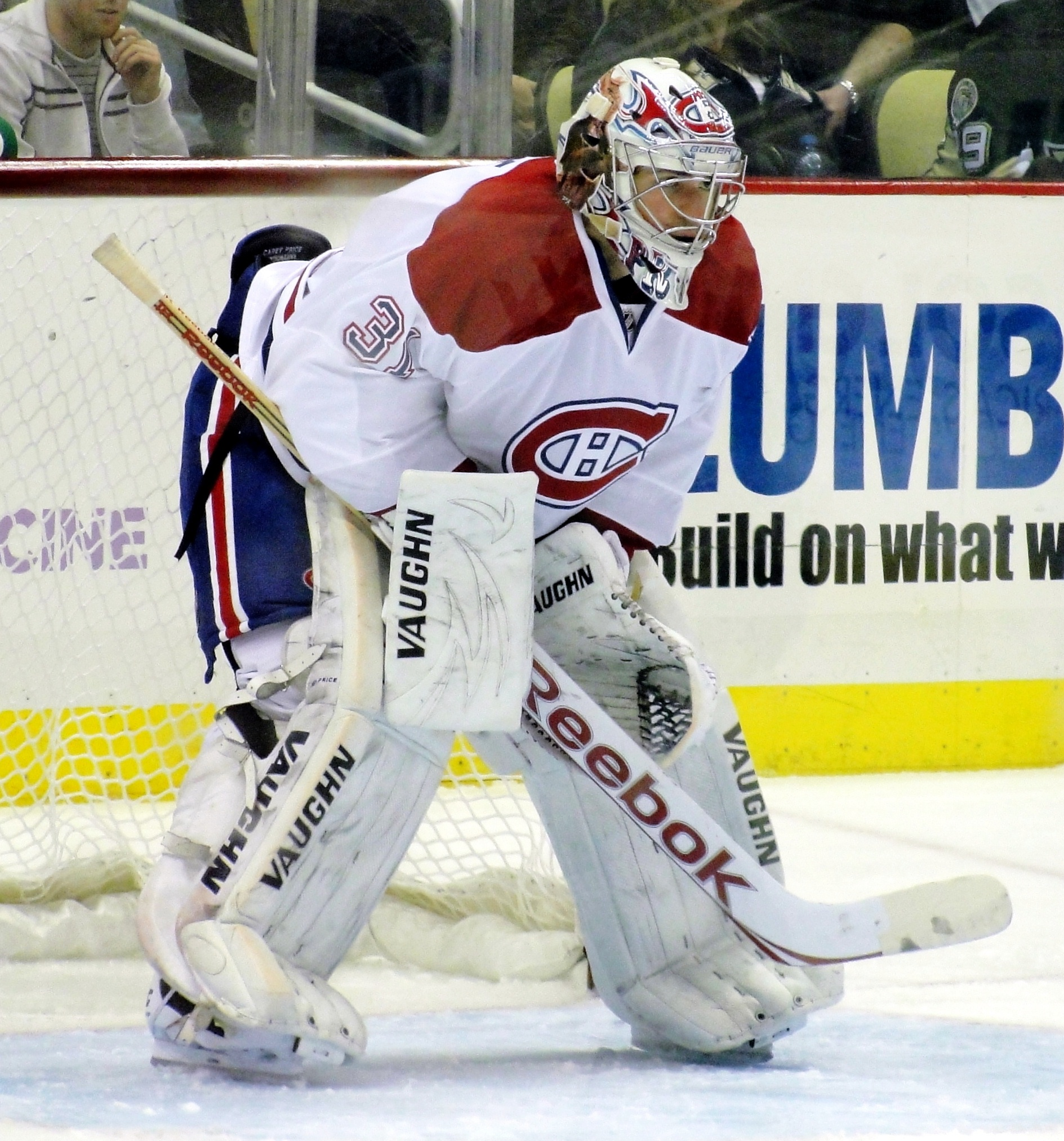
Carey Price aide son équipe à se qualifier avec un blanchissage lors du dernier match de la série.

Pour le quatrième match, l'entraîneur d'Ottawa fait à nouveau confiance à Anderson devant le but. Aucune des deux équipes ne parvient à marquer lors des deux premières périodes, les Canadiens étant inefficaces notamment en supériorité numérique. Lors du troisième tiers-temps, ce sont les Sénateurs qui marquent et ouvrent le score pour la quatrième fois en quatre matchs. Mike Hoffman profite de la présence de Zibanejad qui masque la vue de Price pour inscrire son premier but lors de cette série. Les Canadiens ne parviennent pas cette fois-ci à revenir au score et la rencontre se termine pour la quatrième fois sur un écart d'un but, cette fois pour les Sénateurs, grâce au premier blanchissage d'Anderson depuis le 17 décembre 2014. Après cette rencontre, les Canadiens ne comptent qu'un seul but marqué en 16 supériorités numériques. À l'occasion du cinquième match, les Canadiens ont l'occasion de remporter la série sur leur glace face aux Sénateurs mais ce sont ces derniers qui s'illustrent en premier par Bobby Ryan. Wiercioch parvient aux visiteurs de doubler la mise avant la fin du premier tiers-temps. Karlsson inscrit un troisième but en supériorité numérique au cours de la période suivante avant que Tom Gilbert ne vienne réduire la différence de but au début de la dernière période. Malgré tout, les joueurs d'Ottawa l'emportent en inscrivant deux buts de plus avant la fin du temps réglementaire.
Forts des deux succès précédents, les Sénateurs comptent gagner le sixième match, joué à domicile, pour un septième match décisif alors que les Canadiens ont déjà gâché deux occasions de se qualifier pour la suite de la compétition. À la 13e minute, Greg Pateryn tente un lancer depuis la ligne bleue vers le portier des Sénateurs mais la rondelle vient frapper le coude de Gallagher qui se trouve sur la trajectoire du palet. Ce dernier pivote sur lui-même puis reprend de volet la rondelle qu'il envoie dans les filets d'Anderson. Les deux équipes tentent tour à tour leur chance mais Price et Anderson arrêtent par la suite tous les lancers. Petit à petit, les Canadiens se replient de plus en plus sur leur but étant rapidement devancé au nombre de lancers : 13 à 13 au premier tiers puis 3 à 16 au deuxième et enfin 4 à 14 lors de l'ultime période. À deux minutes de la fin, Dave Cameron, l'entraîneur des Sénateurs, joue sa dernière carte en faisant sortir son gardien mais la défense de Montréal tient bon et finalement avec une seconde de jeu dans le temps réglementaire, Pacioretty inscrit un second but pour son équipe. La victoire doit beaucoup à la prestation de Carey Price dans les buts qui arrête 43 lancers.
| 15 avril | Montréal | 4-3 (0-1, 4-2, 0-0) | Ottawa | Centre Bell 21 287 spectateurs |

| Feuille de match | Feuille de match | Feuille de match            | Feuille de match | Feuille de match                                                                        |
| ---------------- | --- | --------------------------- | --- | --------------------------------------------------------------------------------------- |
|                  | - Mitchell (Flynn, Subban) — 27 min 53 s Plekanec (Galchenyuk, Subban) — 28 min 8 s - Eller (Flynn) — 31 min 42 s (IN) - Flynn (Prust, Beaulieu) — 37 min 17 s | 0-1 1-1 2-1 2-2 3-2 3-3 4-3 | Michálek — 12 min 25 s - Turris (Karlsson, Wiercioch) — 30 min 36 s (SN) - Zibanejad (Wiercioch, Karlsson) — 32 min 36 s (SN) - | Arbitrage : Dave Jackson, Steve Kozari Ghislain Hebert, Pierre Racicot, David Brisebois |
| Price            | Gardiens | Hammond                     | | Arbitrage : Dave Jackson, Steve Kozari Ghislain Hebert, Pierre Racicot, David Brisebois |
| 33 min           | Pénalités | 30 min                      | | Arbitrage : Dave Jackson, Steve Kozari Ghislain Hebert, Pierre Racicot, David Brisebois |
| 39               | Tirs | 33                          | | Arbitrage : Dave Jackson, Steve Kozari Ghislain Hebert, Pierre Racicot, David Brisebois |

| 17 avril | Montréal | 3-2 (pr) (0-1, 2-0, 0-1, 1-0) | Ottawa | Centre Bell 21 287 spectateurs |

| Feuille de match | Feuille de match | Feuille de match    | Feuille de match                                                                         | Feuille de match                                                              |
| ---------------- | --- | ------------------- | ---------------------------------------------------------------------------------------- | ----------------------------------------------------------------------------- |
|                  | - Pacioretty (Desharnais, Markov) — 27 min 18 s (SN) Subban (Smith-Pelly, Desharnais) — 36 min 30 s - Galchenyuk (Gallagher, Plekanec) — 63 min 40 s | 0-1 1-1 2-1 2-2 3-2 | MacArthur (Stone, Ceci) — 18 min 42 s - Wiercioch (Stone, Karlsson) — 53 min 25 s (SN) - | Arbitrage : Gord Dwyer, Eric Furlatt, Dean Morton Ryan Galloway, Steve Miller |
| Price            | Gardiens | Hammond             |                                                                                          | Arbitrage : Gord Dwyer, Eric Furlatt, Dean Morton Ryan Galloway, Steve Miller |
| 6 min            | Pénalités | 12 min              |                                                                                          | Arbitrage : Gord Dwyer, Eric Furlatt, Dean Morton Ryan Galloway, Steve Miller |
| 42               | Tirs | 31                  |                                                                                          | Arbitrage : Gord Dwyer, Eric Furlatt, Dean Morton Ryan Galloway, Steve Miller |

| 19 avril | Ottawa | 1-2 (pr) (1-0, 0-0, 0-1, 0-1) | Montréal | Centre Canadian Tire 20 500 spectateurs |

| Feuille de match | Feuille de match                            | Feuille de match | Feuille de match                                                                | Feuille de match                                                                   |
| ---------------- | ------------------------------------------- | ---------------- | ------------------------------------------------------------------------------- | ---------------------------------------------------------------------------------- |
|                  | MacArthur (Stone, Karlsson) — 11 min 28 s - | 1-0 1-1 1-2      | - Weise (Prust, Mitchell) — 54 min 13 s Weise (Mitchel, Iemeline) — 68 min 47 s | Arbitrage : Dan O'Rourke, Dan O'Halloran, Brian Pochmara Derek Nansen, Derek Amell |
| Anderson         | Gardiens                                    | Price            |                                                                                 | Arbitrage : Dan O'Rourke, Dan O'Halloran, Brian Pochmara Derek Nansen, Derek Amell |
| 14 min           | Pénalités                                   | 6 min            |                                                                                 | Arbitrage : Dan O'Rourke, Dan O'Halloran, Brian Pochmara Derek Nansen, Derek Amell |
| 34               | Tirs                                        | 49               |                                                                                 | Arbitrage : Dan O'Rourke, Dan O'Halloran, Brian Pochmara Derek Nansen, Derek Amell |

| 22 avril | Ottawa | 1-0 (0-0, 0-0, 1-0) | Montréal | Centre Canadian Tire 20 500 spectateurs |

| Feuille de match | Feuille de match            | Feuille de match | Feuille de match | Feuille de match                                                                                             |
| ---------------- | --------------------------- | ---------------- | ---------------- | --- |
|                  | Hoffman (Ceci) — 49 min 5 s | 1-0              | -                | Arbitrage : Francis Charron, Kelly Sutherland, Ghislain Hebert Brad Kovachik, Matt MacPherson, Bryan Pancich |
| Anderson         | Gardiens                    | Price            |                  | Arbitrage : Francis Charron, Kelly Sutherland, Ghislain Hebert Brad Kovachik, Matt MacPherson, Bryan Pancich |
| 6 min            | Pénalités                   | 4 min            |                  | Arbitrage : Francis Charron, Kelly Sutherland, Ghislain Hebert Brad Kovachik, Matt MacPherson, Bryan Pancich |
| 32               | Tirs                        | 28               |                  | Arbitrage : Francis Charron, Kelly Sutherland, Ghislain Hebert Brad Kovachik, Matt MacPherson, Bryan Pancich |

| 24 avril | Montréal | 1-5 (0-2, 0-1, 1-2) | Ottawa | Centre Bell 21 287 spectateurs |

| Feuille de match | Feuille de match                           | Feuille de match        | Feuille de match | Feuille de match                                                                                           |
| ---------------- | ------------------------------------------ | ----------------------- | --- | --- |
|                  | - Gilbert (Pateryn, Eller) — 41 min 44 s - | 0-1 0-2 0-3 1-3 1-4 1-5 | Ryan (Hoffman, Zibanejad) — 9 min 29 s Wiercioch — 15 min 39 s Karlsson (Turris) — 34 min 29 s (SN) - Condra — 54 min 2 s Hoffman (Zibanejad, Chiasson) — 59 min 10 s | Arbitrage : Kevin Pollock, Brad Meier, Francois St. Laurent Greg Devorski, Michel Cormier, Matt MacPherson |
| Price            | Gardiens                                   | Anderson                | | Arbitrage : Kevin Pollock, Brad Meier, Francois St. Laurent Greg Devorski, Michel Cormier, Matt MacPherson |
| 20 min           | Pénalités                                  | 18 min                  | | Arbitrage : Kevin Pollock, Brad Meier, Francois St. Laurent Greg Devorski, Michel Cormier, Matt MacPherson |
| 46               | Tirs                                       | 25                      | | Arbitrage : Kevin Pollock, Brad Meier, Francois St. Laurent Greg Devorski, Michel Cormier, Matt MacPherson |

| 26 avril | Ottawa | 0-2 (0-1, 0-0, 0-1) | Montréal | Centre Canadian Tire 20 500 spectateurs |

| Feuille de match | Feuille de match | Feuille de match | Feuille de match                                                                   | Feuille de match                                                                                |
| ---------------- | ---------------- | ---------------- | ---------------------------------------------------------------------------------- | ----------------------------------------------------------------------------------------------- |
|                  | -                | 0-1 0-2          | Gallagher (Pateryn, Plekanec) — 13 min 26 s Pacioretty (Subban) — 59 min 59 s (CV) | Arbitrage : Brian Pochmara, Brad Watson, Chris Lee Matt MacPherson, Mark Shewchyk, Brian Murphy |
| Anderson         | Gardiens         | Price            |                                                                                    | Arbitrage : Brian Pochmara, Brad Watson, Chris Lee Matt MacPherson, Mark Shewchyk, Brian Murphy |
| 2 min            | Pénalités        | 8 min            |                                                                                    | Arbitrage : Brian Pochmara, Brad Watson, Chris Lee Matt MacPherson, Mark Shewchyk, Brian Murphy |
| 43               | Tirs             | 20               |                                                                                    | Arbitrage : Brian Pochmara, Brad Watson, Chris Lee Matt MacPherson, Mark Shewchyk, Brian Murphy |

#### Tampa Bay contre Détroit

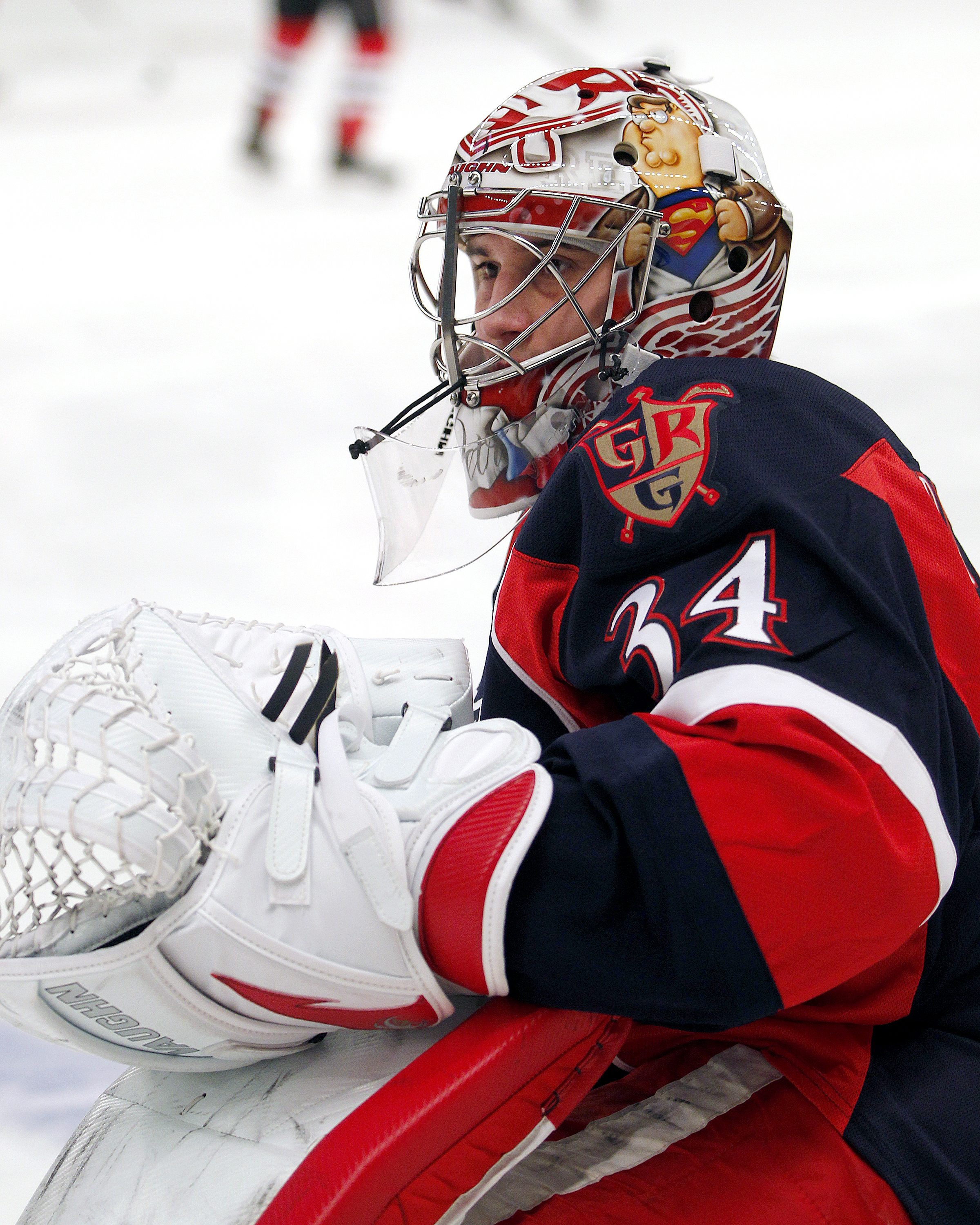
Petr Mrázek (ici en 2013) joue ses premiers matchs de série, réalise deux blanchissages mais ne permet pas aux Red Wings de battre le Lightning.

Deuxième de la division Atlantique, le Lightning termine la saison 2014-2015 avec 50 victoires et 108 points, qui constituent des records pour l'équipe floridienne. Le Lightning est mené par Steven Stamkos qui est le meilleur buteur avec 43 buts et partage le titre de meilleur pointeur de l'équipe avec Tyler Johnson, les deux joueurs comptant chacun 72 points. Les Red Wings, avec 100 points et la troisième place de la division Atlantique, se qualifient en séries pour une 24e saison de suite. Il s'agit d'une toute première confrontation entre ces deux équipes en séries alors que le directeur général du Lightning, Steve Yzerman, a joué 23 ans au sein de l'équipe de Détroit.
Pour le premier match de la série, l'entraîneur de Détroit, Mike Babcock, décide de confier les buts de son équipe à Petr Mrázek au lieu de prendre le vétéran Jimmy Howard. Mrázek prouve sa valeur lors de cette rencontre puisqu'il réalise 44 arrêts pour ses débuts en série, ne concédant que deux buts, un au premier tiers temps et le second une dizaine de minutes avant la fin du temps réglementaire. Dans le même temps, Pavel Datsiouk inscrit deux buts alors que le but de la victoire est compté par Luke Glendening en infériorité numérique. Finalement, les joueurs de Détroit ne tirent que 14 fois au but mais ils remportent tout de même le match sur le score de 3-2. Mrázek débute dans les buts pour le deuxième match mais il cède une première fois au bout de 3 minutes sur un but de Tyler Johnson qui récupère un rebond sur le poteau d'un lancer de Nikita Nesterov. La deuxième période ne réussit pas à Mrázek qui concède trois buts dont un deuxième par Johnson et accorde ainsi 4 buts sur 18 lancers. Il est remplacé au début du dernier tiers temps par Howard qui arrête 11 palets pour 1 but accordé. Tomáš Tatar sauve l'honneur des Red Wings en inscrivant l'unique but de son équipe à la 45e minute.

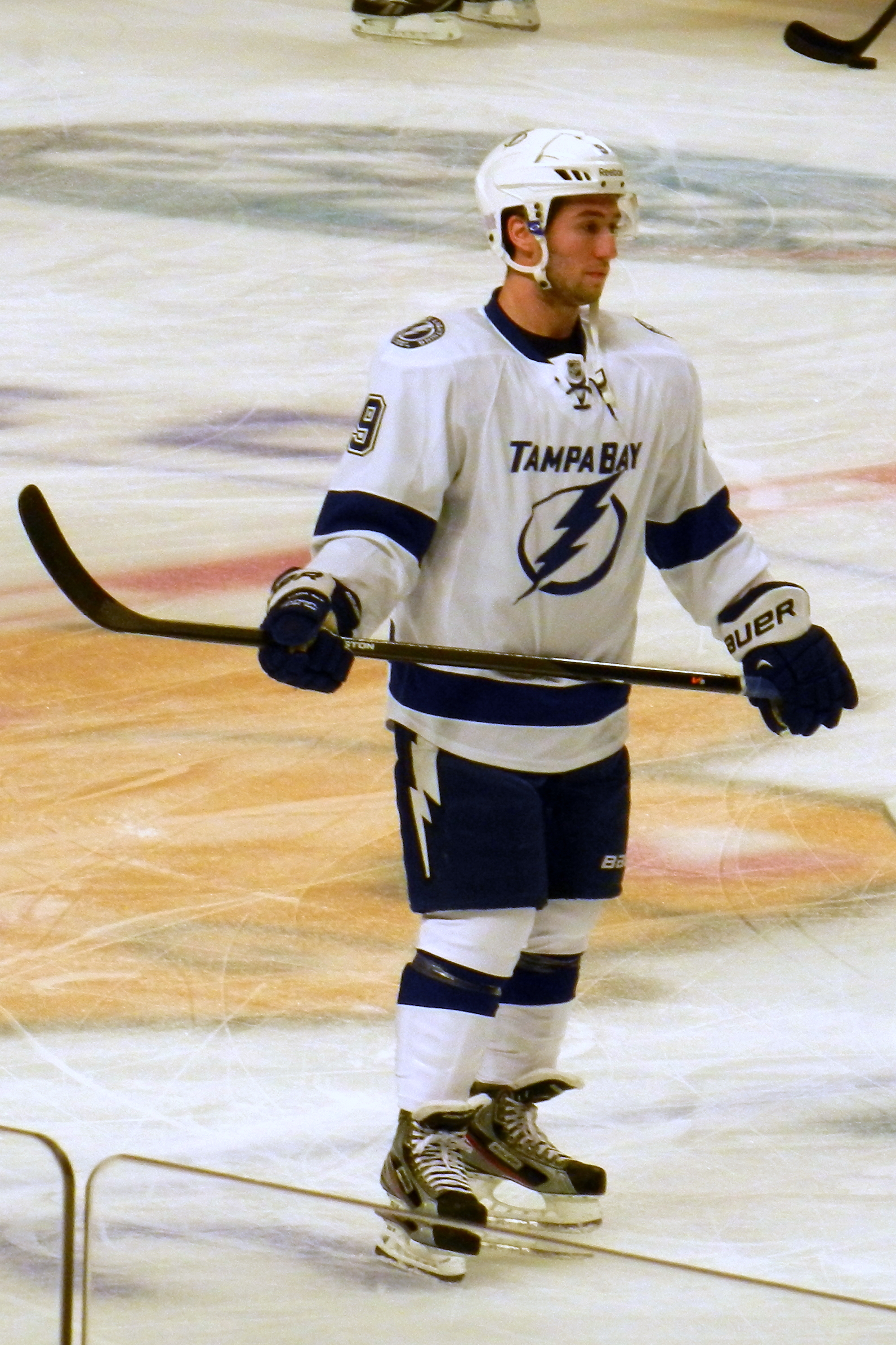
Tyler Johnson marque un doublé lors des deuxième, quatrième et sixième matchs.

De retour sur sa glace, l'équipe de Détroit voit ses buts à nouveau gardés par Mrázek qui s'illustre une nouvelle fois en première période en arrêtant tous les lancers adverses. Dans le même temps, les Red Wings inscrivent un premier but à la huitième minute, Datsiouk lance l'attaque depuis son camp, passe le palet à Tatar qui tente un lancer vers le but. La course de la rondelle est déviée par Datsiouk devant Bishop qui ne peut rien faire. Les deux buts restent vierges de tout but jusqu'à la 46e minute et un nouveau but de Détroit en supériorité numérique grâce à Riley Sheahan. En toute fin de match, Glendening marque un troisième but pour les joueurs locaux dans le but déserté. Détroit s'impose donc sur le score de 3-0 avec un premier blanchissage pour le jeune gardien lors d'un match des séries. Mrázek continue sur sa lancée au début du quatrième match puisque pendant les deux premières périodes il ne concède toujours pas le moindre but et réalise 22 arrêts. Dans le même temps, ses coéquipiers inscrivent deux buts en deuxième période et les locaux abordent la troisième période pleins de confiance. L'invisibilité de Mrázek prend fin à la 54e minute par l'intermédiaire de Tyler Johnson. Une minute plus tard, Ondřej Palát égalise à la suite d'une bonne passe de Johnson juste devant les buts du portier tchèque. Les deux équipes jouent donc les prolongations et au cours de la première, Palát presse la défense adverse pour récupérer le palet. Victor Hedman récupère la rondelle sur le côté droit de l'équipe et fait une passe à Johnson au centre qui inscrit le but de la victoire pour le Lightning.
Le cinquième match de la série se joue donc dans la ville de Tampa mais Mrázek vole une nouvelle fois la vedette en arrêtant l'intégralité des 28 lancers des joueurs du Lightning. Pendant ce temps, quatre buts sont inscrits par les joueurs de Détroit : le premier par Sheahan en première période et en supériorité numérique, le deuxième par Drew Miller à la 35e, le troisième par Pavel Datsiouk en supériorité numérique et enfin le dernier par DeKeyser qui profite de la sortie de Bishop pour sceller la victoire. À la suite de cette victoire, Détroit a l'occasion de se qualifier pour le deuxième tour à l'occasion du sixième match devant son public du Joe Louis Arena mais le match commence mal avec deux buts des joueurs du Lightning dans la première période. Ils inscrivent un troisième but dans la deuxième période, le deuxième de la soirée pour Johnson qui inscrit donc une nouvelle fois deux buts au cours du même match. Les locaux réagissent en inscrivant deux buts, un en deuxième période et l'autre au début de la dernière période. Malgré ce retour, les joueurs de Tampa marquent deux buts de plus en fin de match pour une victoire 5-2.
L'ultime match de la série se joue le 29 avril 2015 et il s'agit de la dernière rencontre du premier tour des séries. Les gardiens de but sont à l'honneur au cours de ce match puisque aucun but n'est inscrit par une équipe au cours des deux premières périodes. Mrázek arrête ainsi 7 lancers contre 14 pour Bishop lors du premier tiers-temps puis 9 contre 5 au cours du tiers suivant. Le score évolue enfin au début du troisième tiers-temps quand Ryan Callahan récupère le palet derrière les buts de Détroit. Il remet le palet sur le côté opposé à Braydon Coburn qui reprend de volée et trompe Mrázek. Bishop de son côté continue à frustrer les attaquants adverses en arrêtant tous les lancers qu'il reçoit. Mike Babcock sort son gardien dans les derniers instants de jeu pour apporter le surnombre mais la tactique ne fonctionne pas et Anton Stralman en profite pour inscrire un deuxième but pour la victoire du Lightning de Tampa Bay.
| 16 avril | Tampa Bay | 2-3 (1-1, 0-1, 1-1) | Détroit | Amalie Arena 19 204 spectateurs |

| Feuille de match | Feuille de match                                                        | Feuille de match    | Feuille de match                                                                                         | Feuille de match                                                                       |
| ---------------- | ----------------------------------------------------------------------- | ------------------- | --- | -------------------------------------------------------------------------------------- |
|                  | - Boyle — 14 min 31 s (IN) - Nesterov (Callahan, Killorn) — 48 min 26 s | 0-1 1-1 1-2 1-3 2-3 | Datsiouk (Quincey, Helm) — 9 min 3 s - Datsiouk (Helm) — 20 min 8 s (SN) Glendening — 45 min 50 s (IN) - | Arbitrage : Chris Rooney, Kelly Sutherland, Frederick L'Ecuyer Steve Barton, Tim Nowak |
| Bishop           | Gardiens                                                                | Mrázek              | | Arbitrage : Chris Rooney, Kelly Sutherland, Frederick L'Ecuyer Steve Barton, Tim Nowak |
| 8 min            | Pénalités                                                               | 14 min              | | Arbitrage : Chris Rooney, Kelly Sutherland, Frederick L'Ecuyer Steve Barton, Tim Nowak |
| 46               | Tirs                                                                    | 14                  | | Arbitrage : Chris Rooney, Kelly Sutherland, Frederick L'Ecuyer Steve Barton, Tim Nowak |

| 18 avril | Tampa Bay | 5-1 (1-0, 3-0, 1-1) | Détroit | Amalie Arena 19 204 spectateurs |

| Feuille de match | Feuille de match | Feuille de match        | Feuille de match                           | Feuille de match                                                                       |
| ---------------- | --- | ----------------------- | ------------------------------------------ | -------------------------------------------------------------------------------------- |
|                  | Johnson (Nesterov, Koutcherov) — 3 min 5 s (SN) Killorn (Callahan, Stamkos) — 27 min 56 s Šustr (Filppula, Namestnikov) — 34 min 48 s Johnson (Hedman) — 39 min 22 s - Filppula (Stamkos, Nesterov) — 55 min 26 s (SN) | 1-0 2-0 3-0 4-0 4-1 5-1 | - Tatar (Quincey, Nyquist) — 45 min 49 s - | Arbitrage : Wes McCauley, Justin St. Pierre, Rob Martell Greg Devorski, Michel Cormier |
| Bishop           | Gardiens | Mrázek Howard           |                                            | Arbitrage : Wes McCauley, Justin St. Pierre, Rob Martell Greg Devorski, Michel Cormier |
| 12 min           | Pénalités | 12 min                  |                                            | Arbitrage : Wes McCauley, Justin St. Pierre, Rob Martell Greg Devorski, Michel Cormier |
| 30               | Tirs | 24                      |                                            | Arbitrage : Wes McCauley, Justin St. Pierre, Rob Martell Greg Devorski, Michel Cormier |

| 21 avril | Détroit | 3-0 (1-0, 0-0, 2-0) | Tampa Bay | Joe Louis Arena 20 027 spectateurs |

| Feuille de match | Feuille de match | Feuille de match | Feuille de match | Feuille de match                                                          |
| ---------------- | --- | ---------------- | ---------------- | ------------------------------------------------------------------------- |
|                  | Datsiouk (Tatar, Ericsson) — 8 min 46 s Sheahan (Abdelkader, Zetterberg) — 46 min 42 s (SN) Glendening (Ericsson, Miller) — 59 min 11 s (CV) | 1-0 2-0 3-0      |                  | Arbitrage : Brad Watson, Chris Lee Jean Hebert, Derek Nanson, Derek Amell |
| Mrázek           | Gardiens | Bishop           |                  | Arbitrage : Brad Watson, Chris Lee Jean Hebert, Derek Nanson, Derek Amell |
| 14 min           | Pénalités | 10 min           |                  | Arbitrage : Brad Watson, Chris Lee Jean Hebert, Derek Nanson, Derek Amell |
| 21               | Tirs | 22               |                  | Arbitrage : Brad Watson, Chris Lee Jean Hebert, Derek Nanson, Derek Amell |

| 23 avril | Détroit | 2-3 (pr) (0-0, 2-0, 0-2, 0-1) | Tampa Bay | Joe Louis Arena 20 027 spectateurs |

| Feuille de match | Feuille de match                                                                          | Feuille de match    | Feuille de match                                                                                                 | Feuille de match                                                                 |
| ---------------- | ----------------------------------------------------------------------------------------- | ------------------- | --- | -------------------------------------------------------------------------------- |
|                  | Nyquist (Zetterberg, Abdelkader) — 25 min 42 s Andersson (Sheahan, Jurco) — 34 min 24 s - | 1-0 2-0 2-1 2-2 2-3 | - Johnson (Stralman) — 54 min 34 s Palát (Johnson, Garrison) — 55 min 51 s Johnson (Hedman, Palat) — 62 min 25 s | Arbitrage : Mike Leggo, Dan O'Halloran, Brad Meier Scott Cherrey, Scott Driscoll |
| Mrázek           | Gardiens                                                                                  | Bishop              | | Arbitrage : Mike Leggo, Dan O'Halloran, Brad Meier Scott Cherrey, Scott Driscoll |
| 12 min           | Pénalités                                                                                 | 12 min              | | Arbitrage : Mike Leggo, Dan O'Halloran, Brad Meier Scott Cherrey, Scott Driscoll |
| 24               | Tirs                                                                                      | 29                  | | Arbitrage : Mike Leggo, Dan O'Halloran, Brad Meier Scott Cherrey, Scott Driscoll |

| 25 avril | Tampa Bay | 0-4 (0-1, 0-1, 0-2) | Détroit | Amalie Arena 19 204 spectateurs |

| Feuille de match | Feuille de match | Feuille de match | Feuille de match | Feuille de match                                                                       |
| ---------------- | ---------------- | ---------------- | --- | -------------------------------------------------------------------------------------- |
|                  | -                | 0-1 0-2 0-3 0-4  | Sheahan (Kronwall, Zetterberg) — 19 min 37 s (SN) Miller (Glendening, Ericsson) — 35 min 46 s Datsiouk (Ericsson, Helm) — 55 min 47 s (SN) DeKeyser (Quincey, Andersson) — 58 min 22 s (CV) | Arbitrage : Mike Leggo, Francis Charron, Kelly Sutherland Brad Kovachik, Bryan Pancich |
| Bishop           | Gardiens         | Mrázek           | | Arbitrage : Mike Leggo, Francis Charron, Kelly Sutherland Brad Kovachik, Bryan Pancich |
| 8 min            | Pénalités        | 8 min            | | Arbitrage : Mike Leggo, Francis Charron, Kelly Sutherland Brad Kovachik, Bryan Pancich |
| 28               | Tirs             | 30               | | Arbitrage : Mike Leggo, Francis Charron, Kelly Sutherland Brad Kovachik, Bryan Pancich |

| 27 avril | Détroit | 2-5 (0-2, 1-1, 1-2) | Tampa Bay | Joe Louis Arena 20 027 spectateurs |

| Feuille de match | Feuille de match                                                   | Feuille de match            | Feuille de match | Feuille de match                                                                                 |
| ---------------- | ------------------------------------------------------------------ | --------------------------- | --- | ------------------------------------------------------------------------------------------------ |
|                  | Tatar (Kronwall) — 32 min 26 s (SN) Tatar (Datsiouk) — 41 min 39 s | 0-1 0-2 0-3 1-3 2-3 2-4 2-5 | Johnson (Koutcherov, Hedman) — 3 min 47 s Garrison (Stamkos, Koutcherov) — 11 min 10 s Johnson (Palát, Koutcherov) — 29 min 9 s Killorn — 54 min 51 s Paquette — 59 min 3 s (IN) | Arbitrage : Dave Jackson, Gord Dwyer, Steve Kozari Pierre Racicot, Steve Miller, David Brisebois |
| Mrázek           | Gardiens                                                           | Bishop                      | | Arbitrage : Dave Jackson, Gord Dwyer, Steve Kozari Pierre Racicot, Steve Miller, David Brisebois |
| 12 min           | Pénalités                                                          | 22 min                      | | Arbitrage : Dave Jackson, Gord Dwyer, Steve Kozari Pierre Racicot, Steve Miller, David Brisebois |
| 24               | Tirs                                                               | 28                          | | Arbitrage : Dave Jackson, Gord Dwyer, Steve Kozari Pierre Racicot, Steve Miller, David Brisebois |

| 29 avril | Tampa Bay | 2-0 (0-0, 0-0, 2-0) | Détroit | Amalie Arena 19 204 spectateurs |

| Feuille de match | Feuille de match                                                              | Feuille de match | Feuille de match | Feuille de match                                                                               |
| ---------------- | ----------------------------------------------------------------------------- | ---------------- | ---------------- | ---------------------------------------------------------------------------------------------- |
|                  | Coburn (Callahan, Killorn) — 43 min 58 s Stralman (Bishop) — 58 min 42 s (CV) | 1-0 2-0          |                  | Arbitrage : Wes McCauley, Jean Hebert, Kevin Pollock Pierre Racicot, Derek Nansen, Derek Amell |
| Bishop           | Gardiens                                                                      | Mrázek           |                  | Arbitrage : Wes McCauley, Jean Hebert, Kevin Pollock Pierre Racicot, Derek Nansen, Derek Amell |
| 8 min            | Pénalités                                                                     | 10 min           |                  | Arbitrage : Wes McCauley, Jean Hebert, Kevin Pollock Pierre Racicot, Derek Nansen, Derek Amell |
| 17               | Tirs                                                                          | 31               |                  | Arbitrage : Wes McCauley, Jean Hebert, Kevin Pollock Pierre Racicot, Derek Nansen, Derek Amell |

#### Rangers de New York contre Pittsburgh

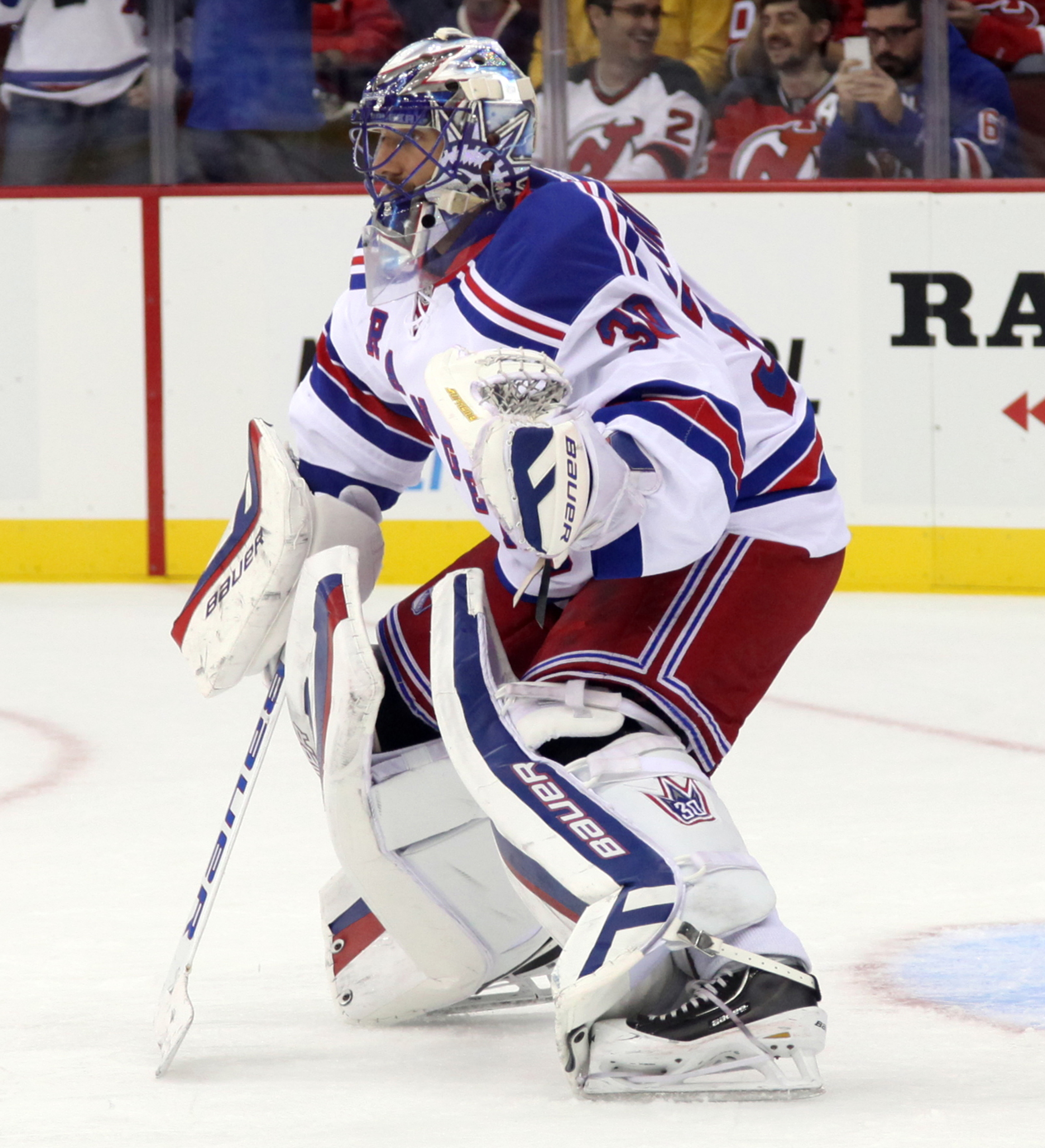
Henrik Lundqvist, le gardien vedette des Rangers de New York

Avec 113 points à l'issue de la saison régulière, un nouveau record de franchise, les Rangers de New York sont la meilleure équipe de la LNH et décrochent le trophée des présidents. Ils finissent ainsi le calendrier avec 53 victoires, une de plus que lors de la saison 1993-1994, malgré deux matches de moins. Lors des séries de 1994, les Rangers parviennent ensuite à remporter la Coupe Stanley, la dernière en date de leur histoire. L'équipe 2014-2015 des Rangers est emmenée par Henrik Lundqvist dans les buts qui compte à lui seul 30 victoires malgré près de huit semaines d'absences. Rick Nash est le meilleur pointeur de l'équipe avec 69 points, le 20e de la LNH. Les joueurs de New York sont opposés lors de ce premier tour aux Penguins de Pittsburgh qui ne décrochent leur billet que lors de la dernière journée de la saison régulière et en prenant la dernière place de l'association de l'Ouest. Sidney Crosby est le meilleur pointeur de l'équipe de Pennsylvanie avec 84 points, le troisième plus haut total de points du circuit. Rangers et Penguins se sont rencontrés à quatre reprises au cours de la saison régulière avec trois victoires et une défaite en prolongation pour les joueurs de New York.
Le premier match de la série a lieu le 16 avril et les Rangers ouvrent la marque dès l'entame de jeu après moins de 30 secondes jouées. New York récupère leur palet dans sa zone et le remonte en deux passes. Rick Nash tente un lancer depuis le côté gauche de la patinoire qui est repoussé par le gardien de Pittsburgh, Marc-André Fleury, mais Derick Brassard reprend le rebond juste devant lui pour inscrite le premier but de son équipe. En fin de première période, David Perron reçoit une pénalité pour les Penguins et les Rangers en profitent pour doubler la mise sur un tir puissant depuis la ligne bleue du défenseur Ryan McDonagh. Pittsburgh revient dans le jeu à la mi-match ; Blake Comeau profite de ce que Maxim Lapierre est en train de masquer Henrik Lundqvist pour réduire l'écart. Malgré ce retour, Lundqvist ne concède plus de but jusqu'à la fin de la rencontre et les Rangers remportent ainsi la victoire.
Il faut attendre la 17e minute de la première période de la deuxième rencontre pour voir les Rangers inscrire le premier but. Les Penguins parviennent à égaliser à la mi-match d'un but en supériorité numérique puis avant la fin de la deuxième période, ils inscrivent deux buts de plus par l'intermédiaire de Crosby. À la 43e minute, Brassard permet aux Rangers d'espérer revenir au score mais six minutes plus tard, Chris Kunitz redonne deux buts d'avance aux Penguins sur une nouvelle supériorité numérique. Malgré un but de Nash pour les Rangers dans les dernière secondes du jeu, les Penguins gagnent ce deuxième match.
Les Rangers marquent les premiers lors de la troisième rencontre en profitant d'un mauvais changement de lignes des Penguins : Keith Yandle lance Carl Hagelin dans le dos de la défense en train de sortir et ce dernier parvient facilement à tromper Fleury. Les joueurs locaux ne tirent que trois fois au but lors du premier tiers, dont une tentative sur le poteau par leur capitaine Sidney Crosby. Chris Kreider vient doubler la marque à la mi-match : Marc Staal tente un lancer depuis la ligne bleue, le palet passe à côté des buts et revient dans la palette de Kreider qui bat Fleury à bout portant. L'unique but des Penguins de la soirée est inscrit dans la dernière période par l'intermédiaire de Patric Hornqvist, seule période du match où les Penguins tentent plus de lancer que les Rangers avec 13 tirs pour cette seule période, contre 11 pour les deux premiers tiers-temps. Le quatrième match démarre plutôt bien pour les Penguins qui inscrivent un but au bout d'un peu plus de 2 minutes de jeu lorsque Hornqvist détourne un lancer de Ben Lovejoy devant Lundqvist. Brassard profite d'une situation confuse devant les buts de Fleury pour égaliser à la 37e minute. Plus aucun but n'étant inscrit au cours du temps réglementaire, les deux équipes jouent les prolongations. Finalement, ce sont les Rangers qui s'imposent une nouvelle fois avec un but au bout de 3 minutes de jeu dans le temps supplémentaire, but inscrit par Kevin Hayes, alors que Lundqvist réalise 22 arrêts au cours de la rencontre.
Pour le cinquième match de la série, les deux équipes sont de retour à New York et à la quatrième minute Nick Spaling, joueur des Penguins, est pénalisé pour avoir faire trébucher Martin St-Louis. Sur la supériorité numérique, Stepan en profite pour ouvrir le score pour les locaux. Spaling parvient à égaliser pour les Penguins à la fin de la deuxième période en déviant le palet de son bras gauche ; les arbitres utilisent l'arbitrage vidéo pour finalement accorder le but aux Penguins. Fleury et Lundqvist arrêtent tous les lancers jusqu'à la fin du temps réglementaire et une nouvelle fois, les deux équipes doivent jouer les prolongations. À la 70e minute, Hagelin récupère le palet derrière le but de Fleury, fait une boucle puis fait un lancer soudain qui trompe le portier des Penguins. Les Rangers de New York se qualifient donc en remportant leurs quatre victoires sur le score de 2-1.
| 16 avril | New York | 2-1 (2-0, 0-1, 0-0) | Pittsburgh | Madison Square Garden 18 006 spectateurs |

| Feuille de match | Feuille de match                                                                   | Feuille de match | Feuille de match                          | Feuille de match                                                                       |
| ---------------- | ---------------------------------------------------------------------------------- | ---------------- | ----------------------------------------- | -------------------------------------------------------------------------------------- |
|                  | Brassard (Nash, Girardi) — 28 s McDonagh (Yandle, Zuccarello) — 15 min 16 s (SN) - | 1-0 2-0 2-1      | - Comeau (Lovejoy, Spaling) — 26 min 15 s | Arbitrage : Jean Hebert, Marc Joannette Ghislain Hebert, Scott Cherrey, Scott Driscoll |
| Lundqvist        | Gardiens                                                                           | Fleury           |                                           | Arbitrage : Jean Hebert, Marc Joannette Ghislain Hebert, Scott Cherrey, Scott Driscoll |
| 2 min            | Pénalités                                                                          | 10 min           |                                           | Arbitrage : Jean Hebert, Marc Joannette Ghislain Hebert, Scott Cherrey, Scott Driscoll |
| 38               | Tirs                                                                               | 25               |                                           | Arbitrage : Jean Hebert, Marc Joannette Ghislain Hebert, Scott Cherrey, Scott Driscoll |

| 18 avril | New York | 3-4 (1-0, 0-3, 2-1) | Pittsburgh | Madison Square Garden 18 006 spectateurs |

| Feuille de match | Feuille de match | Feuille de match            | Feuille de match | Feuille de match                                                                       |
| ---------------- | --- | --------------------------- | --- | -------------------------------------------------------------------------------------- |
|                  | Stepan (Miller, McDonagh) — 17 min 5 s - Brassard (Zuccarello, Yandle) — 43 min 16 s (SN) - Nash (Stepan, Boyle) — 59 min 54 s | 1-0 1-1 1-2 1-3 2-3 2-4 3-4 | - Sutter (Downie, Kunitz) — 30 min 1 s (SN) Crosby (Hornqvist, Cole) — 34 min 7 s Crosby (Kunitz, Martin) — 38 min 46 s - Kunitz (Sutter, Perron) — 49 min 41 s (SN) - | Arbitrage : Chris Rooney, Frederick L'Ecuyer, Steve Kozari Mark Shewchyk, Brian Murphy |
| Lundqvist        | Gardiens | Fleury                      | | Arbitrage : Chris Rooney, Frederick L'Ecuyer, Steve Kozari Mark Shewchyk, Brian Murphy |
| 8 min            | Pénalités | 14 min                      | | Arbitrage : Chris Rooney, Frederick L'Ecuyer, Steve Kozari Mark Shewchyk, Brian Murphy |
| 26               | Tirs | 22                          | | Arbitrage : Chris Rooney, Frederick L'Ecuyer, Steve Kozari Mark Shewchyk, Brian Murphy |

| 20 avril | Pittsburgh | 1-2 (0-1, 0-1, 1-0) | New York | Consol Energy Center 18 645 spectateurs |

| Feuille de match | Feuille de match                         | Feuille de match | Feuille de match                                                               | Feuille de match                                                                                 |
| ---------------- | ---------------------------------------- | ---------------- | ------------------------------------------------------------------------------ | ------------------------------------------------------------------------------------------------ |
|                  | - Hornqvist (Crosby, Cole) — 53 min 12 s | 0-1 0-2 1-2      | Hagelin (Yandle, Girardi) — 8 min 43 s Kreider (Staal, Girardi) — 31 min 7 s - | Arbitrage : Francis Charron, Kelly Sutherland, François St.Laurent Greg Devorski, Michel Cormier |
| Fleury           | Gardiens                                 | Lundqvist        |                                                                                | Arbitrage : Francis Charron, Kelly Sutherland, François St.Laurent Greg Devorski, Michel Cormier |
| 10 min           | Pénalités                                | 8 min            |                                                                                | Arbitrage : Francis Charron, Kelly Sutherland, François St.Laurent Greg Devorski, Michel Cormier |
| 24               | Tirs                                     | 26               |                                                                                | Arbitrage : Francis Charron, Kelly Sutherland, François St.Laurent Greg Devorski, Michel Cormier |

| 22 avril | Pittsburgh | 1-2 (pr) (1-0, 0-1, 0-0, 0-1) | New York | Consol Energy Center 18 619 spectateurs |

| Feuille de match | Feuille de match                           | Feuille de match | Feuille de match                                                                  | Feuille de match                                                                          |
| ---------------- | ------------------------------------------ | ---------------- | --------------------------------------------------------------------------------- | ----------------------------------------------------------------------------------------- |
|                  | Hornqvist (Lovejoy, Martin) — 2 min 22 s - | 1-0 1-1 1-2      | - Brassard (Nash, McDonagh) — 37 min 15 s Hayes (Hagelin, St-Louis) — 63 min 14 s | Arbitrage : Wes McCauley, Kevin Pollock, Francois St. Laurent Shane Heyer, Kiel Murchison |
| Fleury           | Gardiens                                   | Lundqvist        |                                                                                   | Arbitrage : Wes McCauley, Kevin Pollock, Francois St. Laurent Shane Heyer, Kiel Murchison |
| 6 min            | Pénalités                                  | 6 min            |                                                                                   | Arbitrage : Wes McCauley, Kevin Pollock, Francois St. Laurent Shane Heyer, Kiel Murchison |
| 23               | Tirs                                       | 24               |                                                                                   | Arbitrage : Wes McCauley, Kevin Pollock, Francois St. Laurent Shane Heyer, Kiel Murchison |

| 24 avril | New York | 2-1 (pr) (1-0, 0-1, 0-0, 1-0) | Pittsburgh | Madison Square Garden 18 006 spectateurs |

| Feuille de match | Feuille de match                                                                     | Feuille de match | Feuille de match                           | Feuille de match                                                                                           |
| ---------------- | ------------------------------------------------------------------------------------ | ---------------- | ------------------------------------------ | --- |
|                  | Stepan (Boyle, Brassard) — 4 min 23 s (SN) - Hagelin (Moore, McDonagh) — 70 min 52 s | 1-0 1-1 2-1      | - Spaling (Downie, Crosby) — 37 min 23 s - | Arbitrage : Wes McCauley, Justin St. Pierre, Dan O'Halloran Pierre Racicot, Tony Sericolo, David Brisebois |
| Lundqvist        | Gardiens                                                                             | Fleury           |                                            | Arbitrage : Wes McCauley, Justin St. Pierre, Dan O'Halloran Pierre Racicot, Tony Sericolo, David Brisebois |
| 6 min            | Pénalités                                                                            | 6 min            |                                            | Arbitrage : Wes McCauley, Justin St. Pierre, Dan O'Halloran Pierre Racicot, Tony Sericolo, David Brisebois |
| 36               | Tirs                                                                                 | 38               |                                            | Arbitrage : Wes McCauley, Justin St. Pierre, Dan O'Halloran Pierre Racicot, Tony Sericolo, David Brisebois |

#### Washington contre Islanders de New York

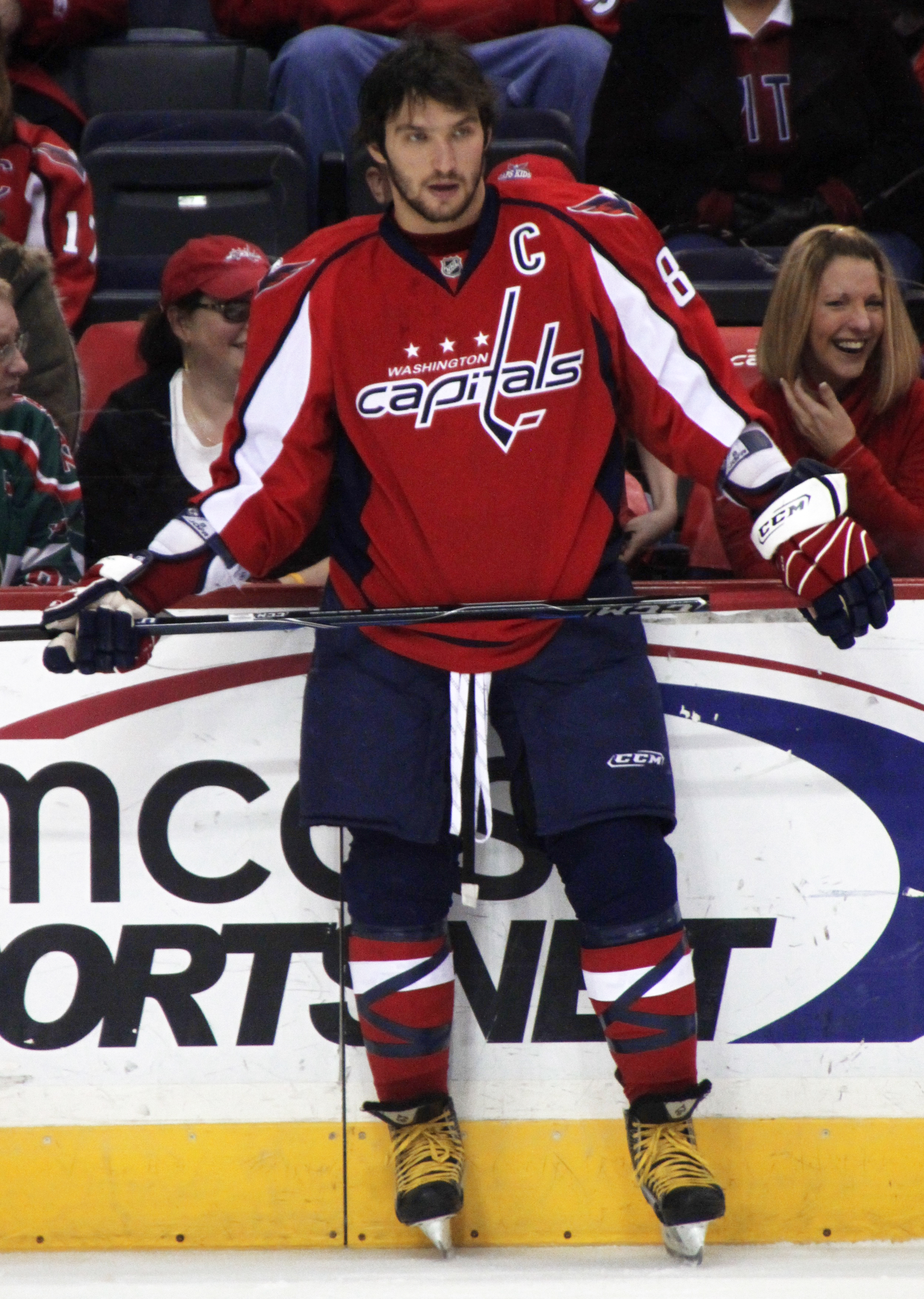
Aleksandr Ovetchkine, meilleur buteur de la ligue pour une troisième saison consécutive.

Les Capitals et les Islanders, respectivement classés deuxièmes et troisièmes de la division Métropolitaine avec le même nombre de points (101), s'affrontent en séries pour la première fois depuis 1993. Du côté de Washington, avec 53 buts marqués, Aleksandr Ovetchkine termine meilleur buteur de la ligue pour une troisième saison consécutive et remporte le cinquième trophée Maurice-Richard de sa carrière. Nicklas Bäckström mène la LNH au niveau des aides avec 60 réalisations. New York est mené par John Tavares qui compte 86 points et se classe deuxième pointeur de la ligue.
Le premier match de la série se joue à Washington mais ce sont les visiteurs qui inscrivent le premier but de la soirée par l'intermédiaire de Brock Nelson à la sixième minute. Les Capitals égalisent à la fin de la première période par Marcus Johansson qui profite d'un mauvais renvoi du gardien des Islanders, Jaroslav Halák. Au cours de la deuxième période, Ryan Strome puis Joshua Bailey inscrivent deux nouveaux buts pour les Islanders. Nelson inscrit un quatrième but pour son équipe en fin de match alors que Braden Holtby est sorti des buts pour ajouter un sixième joueur sur la glace. Avant le match numéro 2, la franchise des Capitals annonce que Holtby était malade avant les débuts de la série et que Philipp Grubauer prendra sa place dans les buts pour le match suivant.
Ce dernier ne débute pas de la meilleure des manières pour Grubauer qui encaisse un premier but à la cinquième minute puis un deuxième à la 23e. Il faut attendre la mi-match pour que Karl Alzner redonne l'espoir aux joueurs des Capitals. Moins de trois minutes plus tard, Kyle Okposo redonne deux buts d'avance aux visiteurs. La période se finit sur le score de 3-2 après le premier but des séries par Ovetchkine à la 36e minute. Au début du troisième tiers-temps, Ryan Strome reçoit deux minutes de pénalité et Bäckström en profite pour s'infiltrer au milieu de la défense de New York et inscrire le but de l'égalisation. Quatre minutes plus tard, Jason Chimera inscrit le but de la victoire à la suite d'un mauvais dégagement de la défensive adverse.

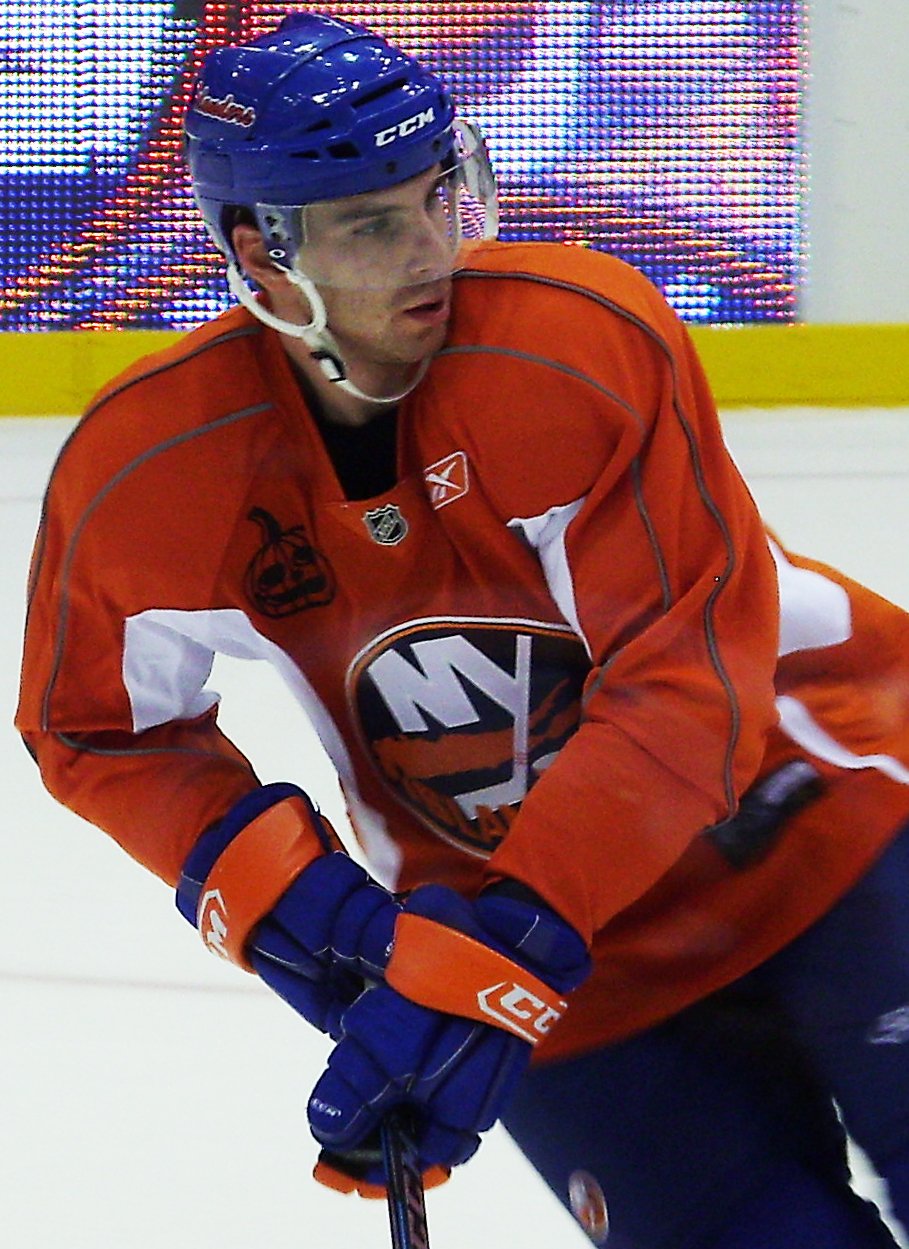
John Tavares, capitaine des Islanders et deuxième meilleur pointeur de la LNH en 2014-2015.

La série se déplace à Uniondale pour le troisième match alors que Holtby est de retour dans les buts de Washington. Malgré 16 lancers reçus, ce dernier arrête tous les lancers dirigés contre lui en première période. Au cours du deuxième tiers-temps, Okposo dévie un lancer de Ľubomír Višňovský pour ouvrir la marque pour les locaux à la 32e minute. Bäckström égalise en fin de match et les deux équipes sont forcées de jouer les prolongations. Il ne faut cependant que quinze secondes à Tavares pour donner la victoire aux Islanders. Ovetchkine inscrit son deuxième but des séries lors de la première période du quatrième match mais à la fin de cette période, Casey Cizikas égalise pour les Islanders. Les deux équipes se séparent sur le score de 1-1 à la fin du temps réglementaire et pour la deuxième fois, les deux formations doivent jouer les prolongations. Il faut attendre la 71e minute pour voir la fin du match avec une victoire des Capitals grâce à un but de Bäckström.
Le cinquième match de la série se joue à Washington mais débute mal pour les joueurs locaux qui accordent un but dès la cinquième minute de jeu sur un lancer de Bailey. Le jeune Ievgueni Kouznetsov, en inscrivant son premier but en séries quelques minutes plus tard, permet à son équipe de d'égaliser avant la fin de la période. Il reprend de volée et en l'air une rondelle lancée par Marcus Johansson. Les Capitals maintiennent une pression constante sur les buts de Halák au cours de la deuxième période en tirant 18 fois vers lui, dont un but par Alzner. La dernière période est à sens unique avec trois nouveaux buts des Capitals dont un second de Kouznetsov. Après avoir accordé 5 buts en 35 lancers, Halák est remplacé à la 49e minute par Michal Neuvirth, ancien gardien de Washington. Le score final est de 5-1  pour Washington.
Les Islanders sont de retour à domicile pour le sixième match. En cas d'élimination, la franchise new-yorkaise joue son dernier match dans sa patinoire, le Nassau Veterans Memorial Coliseum, puisqu'elle doit rejoindre le Barclays Center dès la saison 2015-2016. Tavares le capitaine des Islanders ouvre le score pour son équipe en profitant d'un écran de Brock Nelson devant Holtby. Les Capitals égalisent à la fin de la période par un but de Carlson en supériorité numérique à 5 secondes de la sonnerie de la pause. Malgré 10 tirs des Capitals et 17 des Islanders au cours de la deuxième période, aucun but n'est inscrit et il faut attendre la 50e minute pour voir Nikolaï Kouliomine donner le but de la victoire aux locaux. Tavares défie le gardien adverse puis le palet est récupéré sur l'aile par Leddy, celui-ci transmet à Kouliomine qui trompe en tête à tête le gardien de Washington. Un dernier but est marqué par Clutterbuck dans la dernière minute alors que Holtby a été enlevé pour apporter un sixième joueur sur la glace
Devant son public, l'équipe des Capitals de Washington est la plus dangereuse au cours de la première période du septième match de la série avec 11 tirs sur cette seule période. Malgré toutes ces tentatives, Halák s'impose et ne laisse rien passer. De leur côté, les Islanders n'effectuent que 3 lancers. Joel Ward inscrit le premier but de la soirée un peu avant la mi-match pour les Capitals. Brooks Orpik effectue un lancer puissant depuis la ligne bleue et Ward récupère le rebond pour faire vibrer les cordes des buts des Islanders. Encore une fois, les Capitals effectuent le plus de tirs de la période avec 10 tirs contre 4. Frans Nielsen égalise pour les Islanders au début du dernier tiers-temps sur un lancer anodin. Kouznetsov donne ensuite la victoire aux Capitals avec un but à la 52e minute. Il récupère le palet dos au but sur le côté gauche de la défense des Islanders, contourne Nielsen pour se rapprocher du but adverse, laisse Halák se coucher sur la glace avant de lui passer la rondelle au-dessus du dos. Les joueurs de Washington remportent le match sur le score de 2-1 en réalisant 26 lancers contre seulement 11 tirs pour les Islanders. Ces derniers n'ont pas remporté la moindre série depuis 22 ans.
| 15 avril | Washington | 1-4 (1-1, 0-2, 0-1) | New York | Verizon Center 18 506 spectateurs |

| Feuille de match | Feuille de match               | Feuille de match    | Feuille de match | Feuille de match                                                              |
| ---------------- | ------------------------------ | ------------------- | --- | ----------------------------------------------------------------------------- |
|                  | Johansson (Laich) — 19 min 3 s | 0-1 1-1 1-2 1-3 1-4 | Nelson (Bailey, Boychuk) — 6 min 6 s Strome (Tavares) — 23 min 50 s Bailey (Okposo, Nielsen) — 30 min 36 s Nelson (Lee, Grabner) — 58 min 41 s (CV) | Arbitrage : Gord Dwyer, Eric Furlatt, Kevin Pollock Derek Nansen, Derek Amell |
| Holtby           | Gardiens                       | Halák               | | Arbitrage : Gord Dwyer, Eric Furlatt, Kevin Pollock Derek Nansen, Derek Amell |
| 6 min            | Pénalités                      | 4 min               | | Arbitrage : Gord Dwyer, Eric Furlatt, Kevin Pollock Derek Nansen, Derek Amell |
| 25               | Tirs                           | 27                  | | Arbitrage : Gord Dwyer, Eric Furlatt, Kevin Pollock Derek Nansen, Derek Amell |

| 17 avril | Washington | 4-3 (0-1, 2-2, 2-0) | New York | Verizon Center 18 506 spectateurs |

| Feuille de match | Feuille de match | Feuille de match            | Feuille de match                                                                                                  | Feuille de match                                                                        |
| ---------------- | --- | --------------------------- | --- | --------------------------------------------------------------------------------------- |
|                  | Alzner (Green, Bäckström) — 31 min 26 s Ovetchkine (Niskanen, Bäckström) — 36 min 9 s Bäckström (Carlson) — 43 min 44 s (SN) Chimera (Beagle, Niskanen) — 47 min 37 s | 0-1 0-2 1-2 1-3 2-3 3-3 4-3 | Clutterbuck (Martin) — 5 min 14 s Strome (Tavares, Višňovský) — 23 min 24 s Okposo (Bailey, de Haan) — 34 min 9 s | Arbitrage : Dave Jackson, Steve Kozari Ghislain Hebert, Pierre Racicot, David Brisebois |
| Grubauer         | Gardiens | Halák                       | | Arbitrage : Dave Jackson, Steve Kozari Ghislain Hebert, Pierre Racicot, David Brisebois |
| 2 min            | Pénalités | 2 min                       | | Arbitrage : Dave Jackson, Steve Kozari Ghislain Hebert, Pierre Racicot, David Brisebois |
| 35               | Tirs | 21                          | | Arbitrage : Dave Jackson, Steve Kozari Ghislain Hebert, Pierre Racicot, David Brisebois |

| 19 avril | New York | 2-1 (pr) (0-0, 1-0, 0-1, 1-0) | Washington | Nassau Veterans Memorial Coliseum 16 170 spectateurs |

| Feuille de match | Feuille de match                                                                     | Feuille de match | Feuille de match                          | Feuille de match                                                                          |
| ---------------- | ------------------------------------------------------------------------------------ | ---------------- | ----------------------------------------- | ----------------------------------------------------------------------------------------- |
|                  | Okposo (Višňovský, Bailey) — 32 min 37 s - Tavares (Kouliomine, Leddy) — 60 min 15 s | 1-0 1-1 2-1      | - Bäckström (Green, Ward) — 53 min 54 s - | Arbitrage : Kevin Pollock, Francois St. Laurent Dave Jackson, Shane Heyer, Kiel Murchison |
| Halák            | Gardiens                                                                             | Holtby           |                                           | Arbitrage : Kevin Pollock, Francois St. Laurent Dave Jackson, Shane Heyer, Kiel Murchison |
| 6 min            | Pénalités                                                                            | 6 min            |                                           | Arbitrage : Kevin Pollock, Francois St. Laurent Dave Jackson, Shane Heyer, Kiel Murchison |
| 42               | Tirs                                                                                 | 25               |                                           | Arbitrage : Kevin Pollock, Francois St. Laurent Dave Jackson, Shane Heyer, Kiel Murchison |

| 21 avril | New York | 1-2 (pr) (1-1, 0-0, 0-0, 0-1) | Washington | Nassau Veterans Memorial Coliseum 16 170 spectateurs |

| Feuille de match | Feuille de match                           | Feuille de match | Feuille de match                                                                       | Feuille de match                                                                 |
| ---------------- | ------------------------------------------ | ---------------- | -------------------------------------------------------------------------------------- | -------------------------------------------------------------------------------- |
|                  | Cizikas (Clutterbuck, Leddy) — 19 min 47 s | 0-1 1-1 1-2      | Ovetchkine (Carlson, Bäckström) — 13 min 6 s Bäckström (Ward, Ovetchkine) — 71 min 9 s | Arbitrage : Dan O'Halloran, Brad Meir, Dean Morton Scott Cherrey, Scott Driscoll |
| Halák            | Gardiens                                   | Holtby           |                                                                                        | Arbitrage : Dan O'Halloran, Brad Meir, Dean Morton Scott Cherrey, Scott Driscoll |
| 2 min            | Pénalités                                  | 8 min            |                                                                                        | Arbitrage : Dan O'Halloran, Brad Meir, Dean Morton Scott Cherrey, Scott Driscoll |
| 13               | Tirs                                       | 10               |                                                                                        | Arbitrage : Dan O'Halloran, Brad Meir, Dean Morton Scott Cherrey, Scott Driscoll |

| 23 avril | Washington | 5-1 (1-1, 1-0, 3-0) | New York | Verizon Center 18 506 spectateurs |

| Feuille de match | Feuille de match | Feuille de match                         | Feuille de match                       | Feuille de match                                                                           |
| ---------------- | --- | ---------------------------------------- | -------------------------------------- | ------------------------------------------------------------------------------------------ |
|                  | - Kouznetsov (Johansson, Alzner) — 13 min 6 s Alzner (Brouwer, Beagle) — 30 min 31 s Laich (Beagle, Chimera) — 42 min 42 s Kouznetsov (Niskanen, Ward) — 46 min 19 s Chimera (Johansson, Kouznetsov) — 49 min | 0-1 1-1 2-1 3-1 4-1 5-1                  | Bailey (Tavares, Leddy) — 5 min 48 s - | Arbitrage : Chris Rooney, Kelly Sutherland, Frederick L'Ecuyer Ryan Galloway, Steve Miller |
| Holtby           | Gardiens | Halák (49 min 0 s) Neuvirth (11 min 0 s) |                                        | Arbitrage : Chris Rooney, Kelly Sutherland, Frederick L'Ecuyer Ryan Galloway, Steve Miller |
| 9 min            | Pénalités | 31 min                                   |                                        | Arbitrage : Chris Rooney, Kelly Sutherland, Frederick L'Ecuyer Ryan Galloway, Steve Miller |
| 41               | Tirs | 23                                       |                                        | Arbitrage : Chris Rooney, Kelly Sutherland, Frederick L'Ecuyer Ryan Galloway, Steve Miller |

| 25 avril | New York | 3-1 (1-1, 0-0, 2-0) | Washington | Nassau Veterans Memorial Coliseum 16 170 spectateurs |

| Feuille de match | Feuille de match | Feuille de match | Feuille de match                                     | Feuille de match                                                                              |
| ---------------- | --- | ---------------- | ---------------------------------------------------- | --------------------------------------------------------------------------------------------- |
|                  | Tavares (Strome, Leddy) — 6 min 56 s - Kouliomine (Leddy, Tavares) — 50 min 33 s Clutterbuck (Boychuk) — 59 min 7 s (CV) | 1-0 1-1 2-1 3-1  | - Carlson (Ovetchkine, Brouwer) — 19 min 55 s (SN) - | Arbitrage : Dan O'Rourke, Brian Pochmara, Ghislain Hebert Steve Barton, Tim Nowak, Brian Mach |
| Halák            | Gardiens | Holtby           |                                                      | Arbitrage : Dan O'Rourke, Brian Pochmara, Ghislain Hebert Steve Barton, Tim Nowak, Brian Mach |
| 38 min           | Pénalités | 14 min           |                                                      | Arbitrage : Dan O'Rourke, Brian Pochmara, Ghislain Hebert Steve Barton, Tim Nowak, Brian Mach |
| 38               | Tirs | 39               |                                                      | Arbitrage : Dan O'Rourke, Brian Pochmara, Ghislain Hebert Steve Barton, Tim Nowak, Brian Mach |

| 27 avril | Washington | 2-1 (0-0, 1-0, 1-1) | New York | Verizon Center 18 506 spectateurs |

| Feuille de match | Feuille de match                                                                   | Feuille de match | Feuille de match                       | Feuille de match                                                                                   |
| ---------------- | ---------------------------------------------------------------------------------- | ---------------- | -------------------------------------- | -------------------------------------------------------------------------------------------------- |
|                  | Ward (Orpik, Ovetchkine) — 38 min 35 s Kouznetsov (Chimera, Carlson) — 52 min 42 s | 1-0 1-1 2-1      | Nielson (Hickey, Strome) — 43 min 13 s | Arbitrage : Francis Charron, Dan O'Rourke, Dan O'Halloran Greg Devorski, Michel Cormier, Tim Nowak |
| Holtby           | Gardiens                                                                           | Halák            |                                        | Arbitrage : Francis Charron, Dan O'Rourke, Dan O'Halloran Greg Devorski, Michel Cormier, Tim Nowak |
| 2 min            | Pénalités                                                                          | 0 min            |                                        | Arbitrage : Francis Charron, Dan O'Rourke, Dan O'Halloran Greg Devorski, Michel Cormier, Tim Nowak |
| 26               | Tirs                                                                               | 11               |                                        | Arbitrage : Francis Charron, Dan O'Rourke, Dan O'Halloran Greg Devorski, Michel Cormier, Tim Nowak |

#### Saint-Louis contre Minnesota

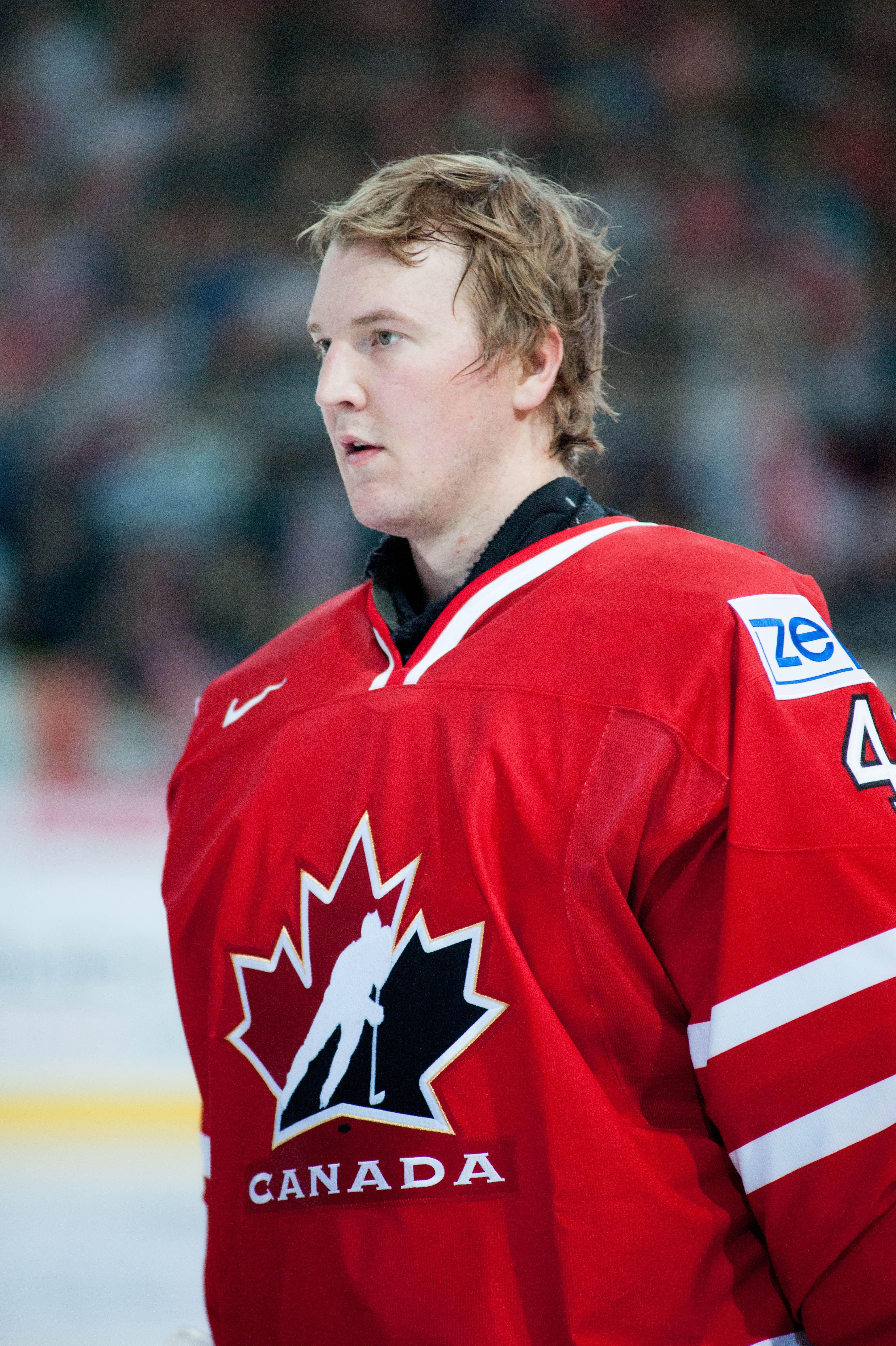
Devan Dubnyk (ici en photographie avec l'équipe du Canada en 2012) garde les buts du Wild depuis le mois de janvier.

Les Blues de Saint-Louis, premiers de la division Centrale, sont opposés au Wild du Minnesota, première des deux équipes repêchées dans l'association de l'Ouest. Vladimir Tarassenko mène les Blues au chapitre des buts et des points avec 37 buts et 73 points et figure parmi les dix meilleurs pointeurs de la ligue. Saint-Louis termine sa saison avec quatre victoires lors des cinq derniers matchs. N'ayant pas été dans une position où l'équipe pouvait se qualifier aux séries après la première moitié de saison, le Wild parvient à se qualifier en séries après avoir effectué une remontée grâce à notamment une prestation du gardien de but Devan Dubnyk, arrivé des Coyotes de l'Arizona en cours de saison. L'équipe du Minnesota est la meilleure du circuit sur la deuxième partie de la saison et compte notamment sur Mikko Koivu premier joueur de l'histoire de la franchise à dépasser les 500 points en carrière.
Le premier match de la série a lieu à Saint-Louis et Dubnyk y dispute le premier match de sa carrière en séries éliminatoires. Minnesota ouvre la marque après moins de trois minutes de jeu grâce à Jason Zucker qui récupère la rondelle après avoir tiré une première fois et trompe le gardien en faisant le tour du filet. Bien que dominé en première période par Saint-Louis, le Wild n'encaisse pas de but et rentre au vestiaire avec un but d'avance. En début de deuxième période, Minnesota profite d'une supériorité numérique pour doubler son avantage par Mathew Dumba d'un tir de la ligne bleue. Le score ne change plus jusqu'en troisième tiers-temps où les Blues parviennent à réduire la marque sur une déviation de Jaden Schwartz. En fin de match, l'entraîneur de Saint-Louis fait sortir son gardien pour apporter un attaquant supplémentaire. Le Wild en profite pour marquer dans le but vide par Mikael Granlund et porter le score à 3-1. Malgré une infériorité numérique, les Blues réduisent à nouveau le score à moins d'une minute du terme mais Jason Pominville scelle le score de la rencontre moins de 40 secondes plus tard, toujours au cours de cette pénalité et encore dans le but vide. Pour la première fois lors des neuf dernières tentatives, le Wild mène 1-0 dans une série.
Lors de la deuxième rencontre, Saint-Louis ouvre la marque par Tarassenko qui n'avait tiré aucune fois au but lors du match précédent. Les Blues aggravent le score en fin de première période en supériorité numérique et toujours par Tarassenko. Aucune équipe ne parvient à marquer en seconde période et Saint-Louis entame le dernier tiers-temps avec deux buts d'avance mais le Wild réduit le score rapidement grâce à un lancer frappé de Marco Scandella. Minnesota est tout près d'égaliser quand Charlie Coyle frappe la barre du but de Minnesota puis le dos du gardien mais c'est finalement Saint-Louis qui marque encore, à moins de deux minutes de la fin du match pour mener 3-1. Tarassenko clos définitivement la marque, à 16 secondes de la fin, et réussit le premier coup du chapeau d'un joueur des Blues en séries éliminatoires depuis Mike Sillinger en 2004.
Le troisième match se joue au Minnesota. Les deux équipes se neutralisent lors du premier tiers-temps et il faut attendre plus de 14 minutes en deuxième période pour voir l'équipe locale ouvrir le score par sa première ligne. Pominville marque son deuxième but des séries grâce au travail de ses coéquipiers Granlund et Zach Parisé. Moins de deux minutes plus tard, ce trio s'illustre à nouveau en marquant un deuxième but par Parisé sur des passes de Granlund et Pominville. Plus aucun but n'est ensuite marqué jusqu'à deux minutes de la fin du match où Nino Niederreiter profite de l'absence du gardien adverse, sorti au profit d'un attaquant supplémentaire, pour inscrire un troisième et dernier but. Le Wild s'impose 3-0 et Dubnyk enregistre le premier blanchissage en séries de sa carrière.

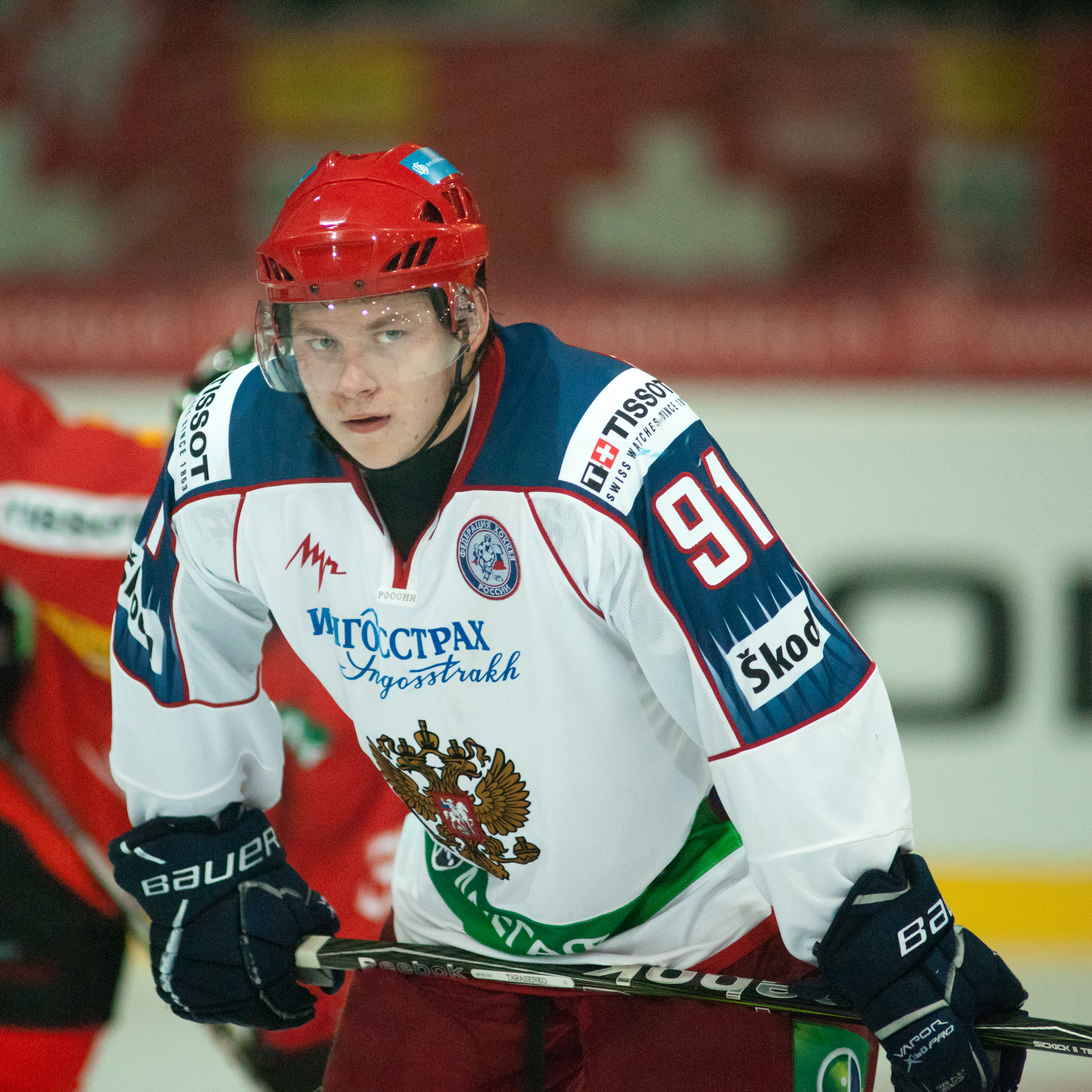
Vladimir Tarassenko inscrit six buts au cours de la série mais voit quand même son équipe éliminée en six rencontres.

La rencontre suivante, toujours jouée au Minnesota, voit les Blues marquer en premier après cinq minutes de jeu par Ryan Reaves depuis la ligne bleue. Une minute 25 plus tard, Tarassenko marque son quatrième but de la série sur une déviation. Moins de cinq minutes après le premier but, c'est au tour du capitaine de Saint-Louis, David Backes, d'aggraver la marque et de permettre à son équipe de mener 3-0 en milieu de première période. Le Wild reprend espoir en début de deuxième tiers-temps quand Jared Spurgeon profite d'une supériorité numérique pour réduire le score mais les Blues reprennent trois buts d'avance moins de deux minutes plus tard par Paul Stastny. Tarassenko inscrit un nouveau but sur une échappée après 35 minutes de jeu. Une minute plus tard, Patrik Berglund marque le sixième but de son équipe ce qui met un terme au match de Dubnyk qui a encaissé six buts en seulement 17 tirs et qui est remplacé par Darcy Kuemper. C'est la première fois que Dubnyk accorde plus de quatre buts depuis son arrivée au Wild en janvier. Le score n'évolue plus en troisième période et Saint-Louis égalise à 2-2 dans la série.
La cinquième confrontation entre les deux franchises a lieu à Saint-Louis. En supériorité numérique, Tarassenko marque son sixième but des séries pour l'équipe locale, alors un record pour les séries 2015, pour donner l'avantage à son équipe 1-0 après huit minutes de jeu. Trois minutes plus tard le Wild égalise grâce à Scandella sur un lancer frappé. Minnesota prend l'avantage en fin de deuxième période par Niederreiter puis accroît cette avance par Koivu en supériorité numérique moins de deux minutes plus tard. Le Wild assure sa victoire avec un but de Coyle en troisième période pour prendre l'avantage 3-2 dans la série. Après avoir encaissé six buts lors du match précédent, Dubnyk réalise 36 arrêts en 37 tirs.
Pour le sixième match, les deux équipes se retrouvent au Minnesota. L'équipe locale inscrit le seul but du premier tiers-temps en infériorité numérique par Parisé qui, après avoir pris l'avantage sur un défenseur adverse, marque dans un angle fermé. En deuxième période, Justin Fontaine permet au Wild de prendre deux buts d'avance sur un tir qui passe entre les jambières du gardien adverse, Jake Allen. Ce dernier, après avoir encaissé deux buts en seulement 13 tirs, est alors remplacé par Brian Elliott. Moins de quatre secondes avant la fin de la deuxième période, T. J. Oshie réduit le score pour les Blues qui, après avoir été dominés 10 tirs à 4 en début de match, tirent ensuite 15 fois au but contre 7 fois pour le Wild. En tout début de troisième tiers-temps, Parisé redonne deux buts d'avance au Wild en reprenant un tir de Pominville repoussé par Elliott. Les Blues ne parviennent ensuite pas à marquer et, profitant du but laissé vide par Elliott pour un sixième attaquant, Niederreiter marque le dernier but de la rencontre qui qualifie le Wild pour le deuxième tour des séries où ils affrontent les Blackhawks de Chicago. C'est la première fois depuis 1991 qu'une équipe du Minnesota parvient à se qualifier sur sa propre glace, et la première fois dans l'histoire du club. Dubnyk, après avoir cédé sa place lors du quatrième match, n'encaisse après que deux buts en 68 tirs.
| 16 avril | Saint-Louis | 2-4 (0-1, 0-1, 2-2) | Minnesota | Scottrade Center 19 671 spectateurs |

| Feuille de match | Feuille de match                                                                                       | Feuille de match        | Feuille de match | Feuille de match                                                                           |
| ---------------- | --- | ----------------------- | --- | ------------------------------------------------------------------------------------------ |
|                  | - Schwartz (Shattenkirk, Berglund) — 47 min 12 s - Steen (Tarassenko, Shattenkirk) — 59 min 1 s (IN) - | 0-1 0-2 1-2 1-3 2-3 2-4 | Zucker (Fontaine) — 2 min 47 s Dumba (Spurgeon, Stewart) — 24 min 10 s (SN) - Granlund (Pominville, Parisé) — 58 min 47 s (CV) - Pominville (Parisé) — 59 min 40 s (SN + CV) | Arbitrage : Wes McCauley, Justin St. Pierre Francis Charron, Greg Devorski, Michel Cormier |
| Allen            | Gardiens                                                                                               | Dubnyk                  | | Arbitrage : Wes McCauley, Justin St. Pierre Francis Charron, Greg Devorski, Michel Cormier |
| 18 min           | Pénalités                                                                                              | 4 min                   | | Arbitrage : Wes McCauley, Justin St. Pierre Francis Charron, Greg Devorski, Michel Cormier |
| 21               | Tirs                                                                                                   | 29                      | | Arbitrage : Wes McCauley, Justin St. Pierre Francis Charron, Greg Devorski, Michel Cormier |

| 18 avril | Saint-Louis | 4-1 (2-0, 0-0, 2-1) | Minnesota | Scottrade Center 19 243 spectateurs |

| Feuille de match | Feuille de match | Feuille de match    | Feuille de match                           | Feuille de match                                                                        |
| ---------------- | --- | ------------------- | ------------------------------------------ | --------------------------------------------------------------------------------------- |
|                  | Tarassenko (Steen, Shattenkirk) — 13 min 18 s Tarassenko (Steen, Shattenkirk) — 18 min 1 s (SN) - Berglund (Schwartz) — 58 min 2 s Tarassenko (Lehterä) — 59 min 43 s (CV) | 1-0 2-0 2-1 3-1 4-1 | - Scandella (Vanek, Coyle) — 41 min 46 s - | Arbitrage : Francis Charron, Kelly Sutherland Graham Skilliter, Steve Barton, Tim Nowak |
| Allen            | Gardiens | Dubnyk              |                                            | Arbitrage : Francis Charron, Kelly Sutherland Graham Skilliter, Steve Barton, Tim Nowak |
| 2 min            | Pénalités | 6 min               |                                            | Arbitrage : Francis Charron, Kelly Sutherland Graham Skilliter, Steve Barton, Tim Nowak |
| 27               | Tirs | 25                  |                                            | Arbitrage : Francis Charron, Kelly Sutherland Graham Skilliter, Steve Barton, Tim Nowak |

| 20 avril | Minnesota | 3-0 (0-0, 2-0, 1-0) | Saint-Louis | Xcel Energy Center 19 165 spectateurs |

| Feuille de match | Feuille de match | Feuille de match | Feuille de match | Feuille de match                                                                 |
| ---------------- | --- | ---------------- | ---------------- | -------------------------------------------------------------------------------- |
|                  | Pominville (Parisé, Granlund) — 34 min 18 s Parisé (Pominville, Granlund) — 36 min 13 s Niederreiter — 57 min 58 s (CV) | 1-0 2-0 3-0      |                  | Arbitrage : Jean Hebert, Marc Joannette Ghislain Hebert, Steve Barton, Tim Nowak |
| Dubnyk           | Gardiens | Allen            |                  | Arbitrage : Jean Hebert, Marc Joannette Ghislain Hebert, Steve Barton, Tim Nowak |
| 0 min            | Pénalités | 16 min           |                  | Arbitrage : Jean Hebert, Marc Joannette Ghislain Hebert, Steve Barton, Tim Nowak |
| 23               | Tirs | 17               |                  | Arbitrage : Jean Hebert, Marc Joannette Ghislain Hebert, Steve Barton, Tim Nowak |

| 22 avril | Minnesota | 1-6 (0-3, 1-3, 0-0) | Saint-Louis | Xcel Energy Center 19 390 spectateurs |

| Feuille de match                           | Feuille de match                                     | Feuille de match            | Feuille de match | Feuille de match                                                                   |
| ------------------------------------------ | ---------------------------------------------------- | --------------------------- | --- | ---------------------------------------------------------------------------------- |
|                                            | Spurgeon (Niederreiter, Granlund) — 21 min 41 s (SN) | 0-1 0-2 0-3 1-3 1-4 1-5 1-6 | Reaves (Pietrangelo, Porter) — 5 min 34 s Tarassenko (Shattenkirk, Backes) — 6 min 59 s Backes (Shattenkirk, Oshie) — 10 min 6 s Stastny (Berglund, Jaškin) — 23 min 39 s Tarassenko (Lehtera, Shattenkirk) — 35 min 47 s Berglund — 36 min 50 s | Arbitrage : Justin St. Pierre, Gord Dwyer, Eric Furlatt Jay Sharrers, Darren Gibbs |
| Dubnyk (36 min 50 s) Kuemper (23 min 10 s) | Gardiens                                             | Allen                       | | Arbitrage : Justin St. Pierre, Gord Dwyer, Eric Furlatt Jay Sharrers, Darren Gibbs |
| 4 min                                      | Pénalités                                            | 2 min                       | | Arbitrage : Justin St. Pierre, Gord Dwyer, Eric Furlatt Jay Sharrers, Darren Gibbs |
| 18                                         | Tirs                                                 | 26                          | | Arbitrage : Justin St. Pierre, Gord Dwyer, Eric Furlatt Jay Sharrers, Darren Gibbs |

| 24 avril | Saint-Louis | 1-4 (1-1, 0-2, 0-1) | Minnesota | Scottrade Center 19 653 spectateurs |

| Feuille de match | Feuille de match                              | Feuille de match    | Feuille de match | Feuille de match                                                             |
| ---------------- | --------------------------------------------- | ------------------- | --- | ---------------------------------------------------------------------------- |
|                  | Tarassenko (Steen, Schwartz) — 8 min 4 s (SN) | 1-0 1-1 1-2 1-3 1-4 | Scandella (Spurgeon) — 11 min 6 s Niederreiter (Stewart) — 34 min 56 s Koivu (Parisé, Suter) — 36 min 22 s (SN) Coyle (Vanek) — 54 min 50 s | Arbitrage : Dave Jackson, Brad Watson, Chris Lee Shane Heyer, Kiel Murchison |
| Allen            | Gardiens                                      | Dubnyk              | | Arbitrage : Dave Jackson, Brad Watson, Chris Lee Shane Heyer, Kiel Murchison |
| 6 min            | Pénalités                                     | 6 min               | | Arbitrage : Dave Jackson, Brad Watson, Chris Lee Shane Heyer, Kiel Murchison |
| 37               | Tirs                                          | 19                  | | Arbitrage : Dave Jackson, Brad Watson, Chris Lee Shane Heyer, Kiel Murchison |

| 26 avril | Minnesota | 4-1 (1-0, 1-1, 2-0) | Saint-Louis | Xcel Energy Center 19 318 spectateurs |

| Feuille de match | Feuille de match | Feuille de match                          | Feuille de match                                   | Feuille de match                                                                                           |
| ---------------- | --- | ----------------------------------------- | -------------------------------------------------- | --- |
|                  | Parisé (Cooke) — 7 min 14 s (IN) Fontaine (Scandella) — 31 min 19 s - Parisé (Pominville, Granlund) — 41 min 1 s Niederreiter (Koivu) — 58 min 8 s (CV) | 1-0 2-0 2-1 3-1 4-1                       | - Oshie (Shattenkirk, Pietrangelo) — 39 min 56 s - | Arbitrage : Justin St. Pierre, Kevin Pollock, Francois St. Laurent Brian Mach, Ryan Galloway, Steve Miller |
| Dubnyk           | Gardiens | Allen (31 min 19 s) Elliott (26 min 11 s) |                                                    | Arbitrage : Justin St. Pierre, Kevin Pollock, Francois St. Laurent Brian Mach, Ryan Galloway, Steve Miller |
| 6 min            | Pénalités | 4 min                                     |                                                    | Arbitrage : Justin St. Pierre, Kevin Pollock, Francois St. Laurent Brian Mach, Ryan Galloway, Steve Miller |
| 21               | Tirs | 31                                        |                                                    | Arbitrage : Justin St. Pierre, Kevin Pollock, Francois St. Laurent Brian Mach, Ryan Galloway, Steve Miller |

#### Nashville contre Chicago

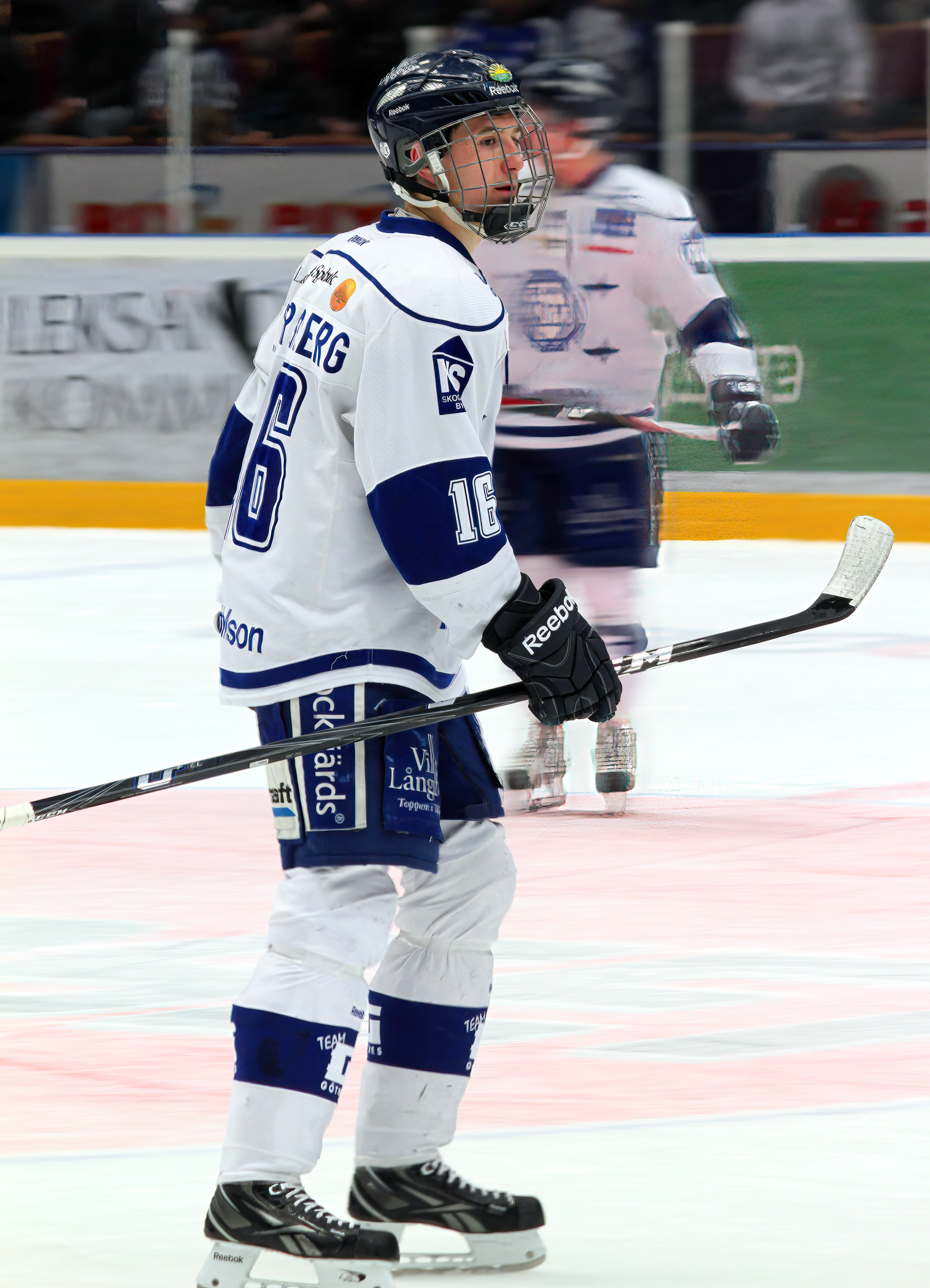
Filip Forsberg (ici avec Leksands IF en 2012) inscrit 6 points pour Nashville contre Chicago.

Les Predators de Nashville et les Blackhawks de Chicago, respectivement 2e et 3e de la division Centrale, se rencontrent pour ce premier tour des séries. Lors de la saison régulière, Chicago a remporté trois des quatre confrontations les opposant à Nashville. Chicago, mené par son entraîneur Joel Quenneville, participe pour la 7e année consécutive aux séries éliminatoires, les ayant remporté en 2010 et 2013. Patrick Kane, joueur vedette de l'équipe qui a manqué 21 matchs en raison d'une fracture à la clavicule alors qu'il était en tête des pointeurs de la ligue avec 64 points marqués en 61 matchs, est annoncé forfait pour le début de la série mais reçoit finalement l'aval des médecins deux jours avant le premier match pour reprendre la compétition. Nashville, qui menait la ligue avec 84 points mi-février, connaît une fin de saison plus difficile mais termine finalement 2e de sa division ce qui lui permet d'avoir l'avantage de la glace face à Chicago. Les Predators peuvent s'appuyer sur leur gardien Pekka Rinne qui connaît une des meilleures saisons de sa carrière, malgré une entorse au genou, et est invité au match des étoiles de la ligue en janvier 2015.
Le premier match de la série est joué à Nashville et l’équipe locale prend rapidement les devants en menant 3-0 après le premier tiers-temps grâce à Colin Wilson, Viktor Stålberg puis à nouveau Wilson en supériorité numérique. L’entraîneur de Chicago décide alors de remplacer son gardien titulaire, Corey Crawford, par son suppléant Scott Darling. Les Blackhawks se reprennent en deuxième période et inscrivent à leur tour 3 buts par Niklas Hjalmarsson, Patrick Sharp et Jonathan Toews, les deux derniers buts étant à chaque fois inscrits en supériorité numérique sur une passe de Kane. Aucune des deux équipes ne parvient à marquer en troisième période et le match se poursuit en prolongation. Après une première période à nouveau sans but, ce sont finalement les Blackhawks qui s’imposent sur un but de Duncan Keith après plus de 87 minutes de jeu. Darling, pour sa part, ne concède aucun but en arrêtant les 42 tirs auxquels il fait face.
Nashville commence le deuxième match de la même manière en inscrivant un premier but dans les trois premières minutes de la rencontre ; Sharp égalise en fin de période mais les joueurs locaux reprennent le dessus quelques secondes avant la fin du tiers-temps. La deuxième période est marquée par la blessure de Shea Weber, capitaine de l'équipe des Predators, après une mise en échec derrière ses buts. Une minute plus tard, Chicago égalise une nouvelle fois, cette fois par l'intermédiaire de Kane. Craig Smith permet tout de même à Nashville de finir la période avec un but d'avance à la 34e minute. Aucun but n'est inscrit dans les dix premières minutes de la dernière période du temps réglementaire puis Nashville inscrit trois buts en moins de trois minutes. Les deux équipes se rendent ainsi à Chicago pour la suite de la série avec une victoire chacune.

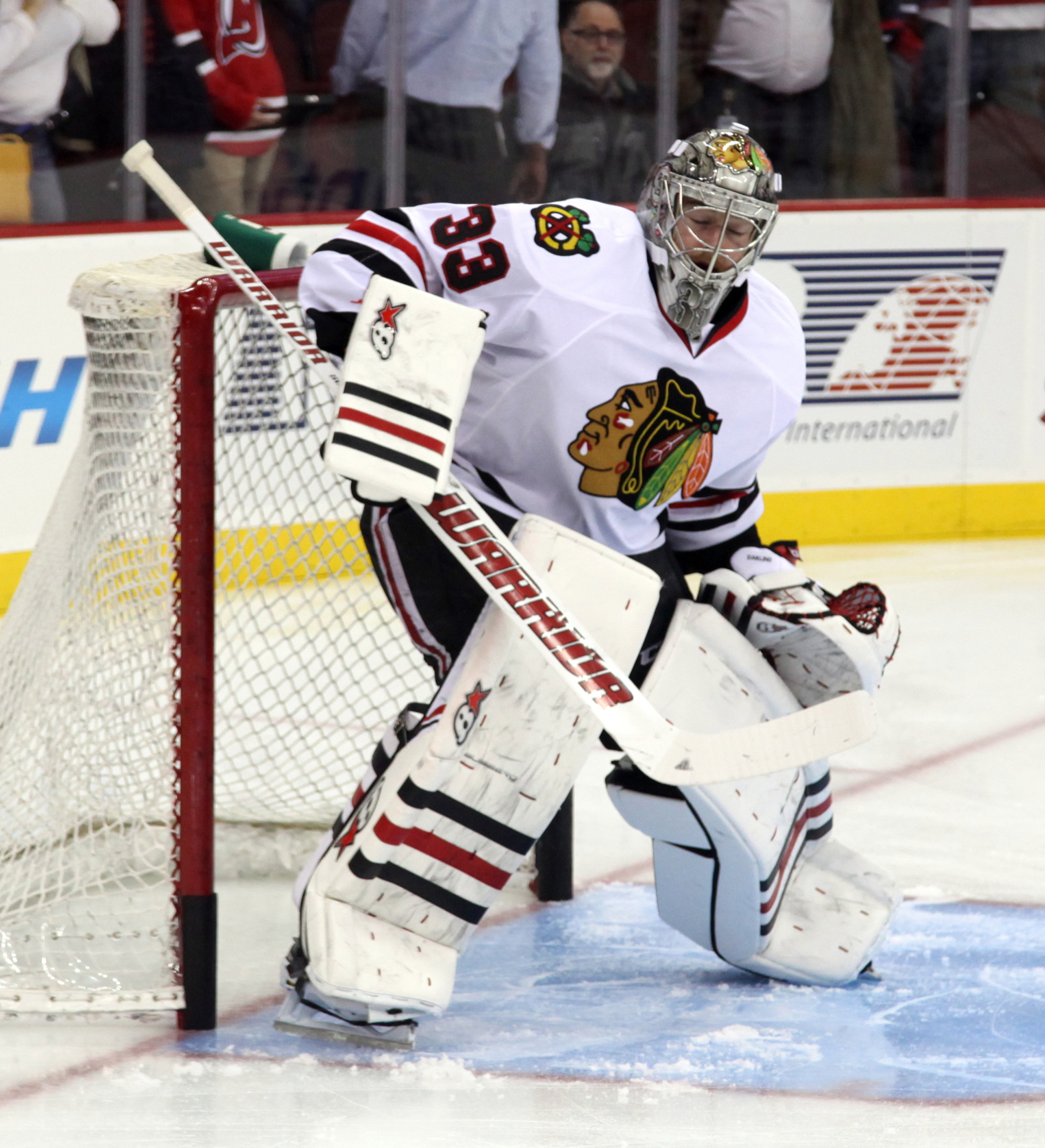
Après deux mauvais matchs de Corey Crawford, Scott Darling (ici en photographie) commence tous les matchs de Chicago.

Pour le troisième match, Quenneville fait confiance à Darling devant le but. C'est la première fois de sa carrière que le gardien recrue commence un match de séries éliminatoires après avoir remplacé Crawford lors du premier match. Ce sont les Blackhawks qui marquent les premiers par Andrew Desjardins mais Nashville égalise 31 secondes plus tard par Mike Ribeiro. En deuxième période, Chicago marque après 36 secondes de jeu par Toews mais Nashville égalise à nouveau dans les secondes qui suivent grâce à Mattias Ekholm. Saad permet aux Blackhawks de reprendre l'avantage moins de trois minutes plus tard puis Seabrook donne deux buts d'avance à son équipe toujours en deuxième période. Aucun but n'est marqué par la suite au cours de cette période ni de la dernière du match. Pour la troisième fois en trois matchs, Nashville a plus tiré que Chicago mais grâce à Darling, qui a arrêté 27 tirs après le but d'Ekholm, les Blackhawks s'imposent 4-2 pour mener 2-1 dans la série.
Darling est à nouveau reconduit devant le but de Chicago pour la quatrième rencontre mais Nashville profite d'une supériorité numérique en milieu de première période pour prendre l'avantage par Colin Wilson. Un peu plus d'une minute plus tard, Chicago égalise grâce à Antoine Vermette qui dévie une passe de Michal Rozsíval. Chicago domine le début du deuxième tiers-temps mais Nashville résiste et reprend l'avantage par James Neal en fin de période pour mener 2-1. Les Blackhawks ont quelques occasions en début de troisième tiers-temps et parviennent finalement à égaliser à neuf minutes de la fin du match par Saad qui reprend une passe de Marián Hossa. Les deux équipes, malgré plusieurs tentatives chacune, ne réussissent pas à marquer avant la fin du temps réglementaire et elles doivent disputer une prolongation. La première prolongation voit les deux équipes tirer un total de 23 fois au but mais les deux gardiens s'interposent et une deuxième prolongation est nécessaire. Celle-ci ne donne rien et c'est au cours de la troisième période supplémentaire que le match se décide : Kane passe à Seabrook qui profite d'un écran de Bryan Bickell devant le gardien de Nashville pour donner la victoire aux Blackhawks après 101 minutes de jeu.
De retour à domicile, les Predators doivent s'imposer pour éviter l'élimination. Ce sont pourtant les Blackhawks qui ouvrent la marque en première période grâce au premier but dans ces séries de Brad Richards. Mais Chicago n'a pu conserver longtemps son avance, Filip Forsberg égalisant ensuite rapidement. Malgré une supériorité numérique à cheval sur la première et la deuxième période, Chicago ne parvient pas à reprendre l'avantage, Rinne arrêtant toutes leurs tentatives. En deuxième tiers-temps, bien que Nashville prend l'ascendant, le score n'évolue pas, en partie grâce à Darling. Au début de la troisième période, Neal donne l'avantage à Nashville puis quelques minutes plus tard, à la suite d'une pénalité infligée à Rozsival, les Predators prennent deux buts d'avance. 12 secondes seulement plus tard, Forsberg marque son deuxième but de la soirée sur une passe de Mike Fisher et Nashville mène 4-1. À cinq minutes du terme, Kris Versteeg profite d'une passe de Kane pour redonner espoir aux Blackhawks mais Forsberg inscrit un coup du chapeau et clos la marque pour donner la victoire 5-2 aux Predators qui reviennent à 3-2 dans la série.
Les dix premières minutes du sixième match sont dominées par les Predators qui tirent dix fois au but contre quatre pour les Blackhawks. Nashville mène 2-0 après un peu plus de huit minutes de jeu grâce à Neal qui marque deux fois de suite. Sharp permet ensuite à Chicago de revenir à 2-1 mais Cullen redonne deux buts d'avance à Nashville 39 secondes plus tard. Ce troisième but des Predators signe la fin du match pour Darling qui est remplacé par Crawford. Les Blackhawks réduisent le score par Toews qui dévie du patin un tir de Sharp. Six secondes avant la fin du premier tiers-temps, Kane bat Rinne depuis le cercle gauche et égalise à 3-3. Après une première période qui a vu six buts, aucune équipe ne parvient à marquer lors du deuxième tiers-temps. Les deux équipes se neutralisent en troisième période jusqu'à ce que Keith marque à moins de quatre minutes de la fin du match et donne la victoire et la qualification pour le deuxième tour aux Blackhawks. Pour sa part, Crawford, qui a remplacé Darling, repousse les 13 lancers auxquels il fait face.
| 15 avril | Nashville | 3-4 (2 pr) (3-0, 0-3, 0-0, 0-0, 0-1) | Chicago | Bridgestone Arena 17 225 spectateurs |

| Feuille de match | Feuille de match                                                                                      | Feuille de match                        | Feuille de match | Feuille de match                                                                    |
| ---------------- | --- | --------------------------------------- | --- | ----------------------------------------------------------------------------------- |
|                  | Wilson — 6 min 7 s Stålberg (Järnkrok, Cullen) — 17 min 20 s Wilson (Jones, Ellis) — 19 min 33 s (SN) | 1-0 2-0 3-0 3-1 3-2 3-3 3-4             | Hjalmarsson (Teräväinen, Toews) — 21 min 43 s Sharp (Kane, Hossa) — 28 min 32 s (SN) Toews (Kane, Keith) — 33 min 50 s (SN) Keith (Hossa, Toews) — 87 min 49 s | Arbitrage : Dan O'Halloran, Brad Meier Francis Charron, Mark Shewchyk, Brian Murphy |
| Rinne            | Gardiens                                                                                              | Crawford (20 min) Darling (67 min 44 s) | | Arbitrage : Dan O'Halloran, Brad Meier Francis Charron, Mark Shewchyk, Brian Murphy |
| 12 min           | Pénalités                                                                                             | 12 min                                  | | Arbitrage : Dan O'Halloran, Brad Meier Francis Charron, Mark Shewchyk, Brian Murphy |
| 54               | Tirs                                                                                                  | 42                                      | | Arbitrage : Dan O'Halloran, Brad Meier Francis Charron, Mark Shewchyk, Brian Murphy |

| 17 avril | Nashville | 6-2 (2-1, 1-1, 3-0) | Chicago | Bridgestone Arena 17 208 spectateurs |

| Feuille de match | Feuille de match | Feuille de match                | Feuille de match                                                              | Feuille de match                                                                       |
| ---------------- | --- | ------------------------------- | ----------------------------------------------------------------------------- | -------------------------------------------------------------------------------------- |
|                  | Wilson (Smith, Ribeiro) — 2 min 47 s (SN) - Josi (Weber) — 19 min 56 s - Smith (Franson, Ribeiro) — 34 min 54 s Forsberg — 52 min 41 s Smith (Forsberg, Rinne) — 55 min 28 s Santorelli (Järnkrok, Stålberg) — 55 min | 1-0 1-1 2-1 2-2 3-2 4-2 5-2 6-2 | - Sharp (Hjalmarsson, Shaw) — 16 min 13 s - Kane (Seabrook) — 30 min 32 s - - | Arbitrage : Chris Lee, Kevin Pollock, Francois St. Laurent Shane Heyer, Kiel Murchison |
| Rinne            | Gardiens | Crawford                        |                                                                               | Arbitrage : Chris Lee, Kevin Pollock, Francois St. Laurent Shane Heyer, Kiel Murchison |
| 10 min           | Pénalités | 22 min                          |                                                                               | Arbitrage : Chris Lee, Kevin Pollock, Francois St. Laurent Shane Heyer, Kiel Murchison |
| 35               | Tirs | 26                              |                                                                               | Arbitrage : Chris Lee, Kevin Pollock, Francois St. Laurent Shane Heyer, Kiel Murchison |

| 19 avril | Chicago | 4-2 (1-1, 3-1, 0-0) | Nashville | United Center 22 020 spectateurs |

| Feuille de match | Feuille de match | Feuille de match        | Feuille de match                                                  | Feuille de match                                                                  |
| ---------------- | --- | ----------------------- | ----------------------------------------------------------------- | --------------------------------------------------------------------------------- |
|                  | Desjardins (Hossa, Oduya) — 14 min 48 s Toews (Hossa, Keith) — 20 min 36 s Saad — 23 min 38 s Seabrook (Toews, Shaw) — 32 min 41 s | 1-0 1-1 2-1 2-2 3-2 4-2 | Ribeiro (Smith) — 15 min 19 s Ekholm (Ellis, Smith) — 20 min 58 s | Arbitrage : Chris Lee, Brad Watson Scott Cherrey, Scott Driscoll, Ghislain Hebert |
| Darling          | Gardiens | Rinne                   |                                                                   | Arbitrage : Chris Lee, Brad Watson Scott Cherrey, Scott Driscoll, Ghislain Hebert |
| 6 min            | Pénalités | 6 min                   |                                                                   | Arbitrage : Chris Lee, Brad Watson Scott Cherrey, Scott Driscoll, Ghislain Hebert |
| 30               | Tirs | 37                      |                                                                   | Arbitrage : Chris Lee, Brad Watson Scott Cherrey, Scott Driscoll, Ghislain Hebert |

| 21 avril | Chicago | 3-2 (3 pr) (1-1, 0-1, 1-0, 0-0, 0-0, 1-0) | Nashville | United Center 22 014 spectateurs |

| Feuille de match | Feuille de match                                                                                            | Feuille de match    | Feuille de match                                           | Feuille de match                                                                            |
| ---------------- | --- | ------------------- | ---------------------------------------------------------- | ------------------------------------------------------------------------------------------- |
|                  | Vermette (Rozsíval, Sharp) — 13 min 5 s Saad (Hossa, Keith) — 51 min 3 s Seabrook (Kane, Bickell) — 101 min | 0-1 1-1 1-2 2-2 3-2 | Wilson (Ellis, Jones) — 11 min 38 s (SN) Neal — 37 min 2 s | Arbitrage : Wes McCauley, Justin St. Pierre, Frederick L'Ecuyer Ryan Galloway, Steve Miller |
| Darling          | Gardiens | Rinne               |                                                            | Arbitrage : Wes McCauley, Justin St. Pierre, Frederick L'Ecuyer Ryan Galloway, Steve Miller |
| 8 min            | Pénalités                                                                                                   | 10 min              |                                                            | Arbitrage : Wes McCauley, Justin St. Pierre, Frederick L'Ecuyer Ryan Galloway, Steve Miller |
| 48               | Tirs | 52                  |                                                            | Arbitrage : Wes McCauley, Justin St. Pierre, Frederick L'Ecuyer Ryan Galloway, Steve Miller |

| 23 avril | Nashville | 5-2 (1-1, 0-0, 4-1) | Chicago | Bridgestone Arena 17 238 spectateurs |

| Feuille de match | Feuille de match | Feuille de match            | Feuille de match                                                                   | Feuille de match                                                                              |
| ---------------- | --- | --------------------------- | ---------------------------------------------------------------------------------- | --------------------------------------------------------------------------------------------- |
|                  | Forsberg — 14 min 42 s Neal (Stålberg) — 40 min 47 s Wilson (Ribeiro, Jones) — 43 min 2 s (SN) Forsberg (Fisher, Neal) — 43 min 14 s Forsberg — 59 min 49 s (SN) | 0-1 1-1 2-1 3-1 4-1 4-2 5-2 | Richards (Bickell, Seabrook) — 13 min 27 s Versteeg (Kane, Richards) — 54 min 52 s | Arbitrage : Dan O' Rourke, Brian Pochmara, Eric Furlatt Derek Nansen, Derek Amell, Brian Mach |
| Rinne            | Gardiens | Darling                     |                                                                                    | Arbitrage : Dan O' Rourke, Brian Pochmara, Eric Furlatt Derek Nansen, Derek Amell, Brian Mach |
| 18 min           | Pénalités | 22 min                      |                                                                                    | Arbitrage : Dan O' Rourke, Brian Pochmara, Eric Furlatt Derek Nansen, Derek Amell, Brian Mach |
| 29               | Tirs | 30                          |                                                                                    | Arbitrage : Dan O' Rourke, Brian Pochmara, Eric Furlatt Derek Nansen, Derek Amell, Brian Mach |

| 25 avril | Chicago | 4-3 (3-3, 0-0, 1-0) | Nashville | United Center |

| Feuille de match                         | Feuille de match | Feuille de match            | Feuille de match                                                                                       | Feuille de match                                                                               |
| ---------------------------------------- | --- | --------------------------- | --- | ---------------------------------------------------------------------------------------------- |
|                                          | - Sharp (Keith, Toews) — 10 min 37 s - Toews (Sharp, Kane) — 12 min 14 s (SN) Kane (Keith, Richards) — 19 min 54 s Keith (Toews) — 56 min 12 s | 0-1 0-2 1-2 1-3 2-3 3-3 4-3 | Neal (Jones) — 1 min 10 s Neal (Franson, Forsberg) — 8 min 9 s (SN) - Cullen (Ribeiro) — 11 min 16 s - | Arbitrage : Dave Jackson, Gord Dwyer, Eric Furlatt Jay Sharrers, Darren Gibbs, Matt MacPherson |
| Darling (11 min 16) Crawford (48 min 44) | Gardiens | Rinne                       | | Arbitrage : Dave Jackson, Gord Dwyer, Eric Furlatt Jay Sharrers, Darren Gibbs, Matt MacPherson |
| 6 min                                    | Pénalités | 4 min                       | | Arbitrage : Dave Jackson, Gord Dwyer, Eric Furlatt Jay Sharrers, Darren Gibbs, Matt MacPherson |
| 32                                       | Tirs | 25                          | | Arbitrage : Dave Jackson, Gord Dwyer, Eric Furlatt Jay Sharrers, Darren Gibbs, Matt MacPherson |

#### Anaheim contre Winnipeg

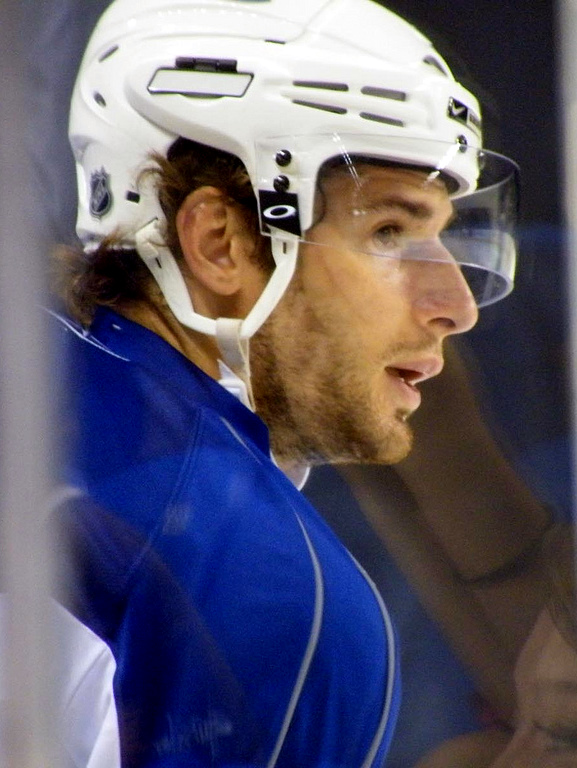
Ryan Kesler, auteur de cinq points lors de la série contre les Jets, aide les Ducks à se qualifier en quatre matchs

Les Ducks d’Anaheim, premiers de l’association de l’Ouest pour la deuxième saison consécutive et champions de la division Pacifique pour la troisième fois de suite, sont opposés aux Jets de Winnipeg qui, bien qu’ayant enregistré un record de franchise de 99 points, ont terminé à la cinquième place de leur division et dernière équipe repêchée. Il s’agit de la première apparition des Jets en séries éliminatoires depuis leur création en 2011 après le déménagement des Thrashers d'Atlanta. Les deux équipes se sont rencontrées à trois reprises lors de la saison régulière et les Ducks se sont imposés à chaque fois en marquant quatre buts. Avec 70 points, Ryan Getzlaf est le meilleur pointeur des Ducks sur la saison régulière alors que les Jets comptent sur leur premier trio composé d'Andrew Ladd, Bryan Little et Blake Wheeler.
Sami Vatanen marque le premier but de la série dès les premières minutes de la rencontre en profitant de la présence de son coéquipier Emerson Etem, devant le gardien de Winnipeg, Ondřej Pavelec. Moins d'une minute plus tard, Adam Lowry égalise pour les Jets sur un jeu collectif puis c'est au tour de Drew Stafford d'inscrire un nouveau but pour Winnipeg à la 25e minute. Les Ducks commencent ainsi le troisième tiers-temps avec un but de retard mais Corey Perry inscrit un premier but à la 41e minute puis un second une dizaine de minutes plus tard, ce dernier étant dans un premier temps refusé avant d'être accordé lors de l'arrêt de jeu suivant. Ryan Getzlaf inscrit un quatrième but pour Anaheim à quelques minutes de la fin du match. Deux jours plus tard, les deux équipes se retrouvent pour le deuxième match et il faut attendre la 35e minute pour voir l'ouverture du score. Cette dernière vient par Adam Pardy alors que Lee Stempniak se trouve dans l'enclave d'Andersen. Étant donné que Stempniak a été poussé par Ryan Kesler, le but est accordé par le corps arbitral. Patrick Maroon égalise pour les Ducks dans les dix dernières minutes du match en déviant un lancer de Cam Fowler. Les deux équipes semblent se diriger vers les prolongations mais alors qu'il ne reste que 21 secondes de jeu, Jakob Silfverberg récupère le palet derrière les buts de Pavelec qu'il parvient à tromper pour donner une deuxième victoire aux Ducks.
De retour dans leur patinoire pour la première fois en séries, les Jets ouvrent le score par Stempniak en récupérant un rebond d'Anderson un peu avant la moitié de la première période. Fowler égalise pour les Ducks juste avant la fin de la période puis au début de la période suivante, Perry inscrit son troisième but de la série et juste après l'avoir marqué il reçoit une mise en échec par derrière par Dustin Byfuglien qui reçoit alors une pénalité pour son geste. Les Jets tuent la pénalité puis profitent d'une supériorité numérique pour égaliser par Tyler Myers puis Blake Wheeler permet à son équipe d'avoir un but d'avance. Silfverberg égalise quelques minutes plus tard grâce au bon travail de Kesler derrière les buts des Jets. À la suite d'un mauvais renvoi de la défense des Ducks, Bryan Little permet aux locaux de terminer la deuxième période en tête au tableau d'affichage 4-3. Le score n'évolue pas pendant la majorité de la dernière période mais à moins de 3 minutes de la fin, Kesler égalise pour les Ducks et force les deux équipes à jouer les prolongations. François Beauchemin réalise un lancer à la 65e minute, lancer dévié par Rickard Rakell qui trompe Pavelec et donne une troisième victoire aux Ducks.
Le quatrième match de la série débute une nouvelle fois de la bonne manière pour les joueurs de Winnipeg puisque par un jeu rapide, ils parviennent à ouvrir le score par Little. Emerson Etem permet aux Ducks d'égaliser en dribblant un adversaire puis en lançant la rondelle au-dessus du gant de Pavelec. Andrew Cogliano trompe ce dernier à bout portant à la 32e minute. Kesler donne deux buts d'avance au début du troisième tiers puis malgré un second but des Jets, les Ducks inscrivent deux nouveaux buts puis s'imposent sur le score de 5-2. Il s'agit de la première équipe qualifiée pour le deuxième tour, la seule l'ayant fait en 4 rencontres.
| 16 avril | Anaheim | 4-2 (1-1, 0-1, 3-0) | Winnipeg | Honda Center 17 174 spectateurs |

| Feuille de match | Feuille de match | Feuille de match        | Feuille de match                                                        | Feuille de match                                                                  |
| ---------------- | --- | ----------------------- | ----------------------------------------------------------------------- | --------------------------------------------------------------------------------- |
|                  | Vatanen (Perry, Getzlaf) — 1 min 57 s - Perry (Maroon, Vatanen) — 41 min 9 s (SN) Perry (Getzlaf, Lindholm) — 53 min 21 s Getzlaf (Perry, Vatanen) — 56 min 55 s (SN) | 1-0 1-1 1-2 2-2 3-2 4-2 | - Lowry (Trouba, Stuart) — 2 min 46 s Stafford (Scheifele) — 25 min - - | Arbitrage : Mike Leggo, Dan O'Rourke, Brian Pochmara Brad Kovachik, Bryan Pancich |
| Andersen         | Gardiens | Pavelec                 |                                                                         | Arbitrage : Mike Leggo, Dan O'Rourke, Brian Pochmara Brad Kovachik, Bryan Pancich |
| 6 min            | Pénalités | 8 min                   |                                                                         | Arbitrage : Mike Leggo, Dan O'Rourke, Brian Pochmara Brad Kovachik, Bryan Pancich |
| 33               | Tirs | 27                      |                                                                         | Arbitrage : Mike Leggo, Dan O'Rourke, Brian Pochmara Brad Kovachik, Bryan Pancich |

| 18 avril | Anaheim | 2-1 (0-0, 0-1, 2-0) | Winnipeg | Honda Center 17 415 spectateurs |

| Feuille de match | Feuille de match                                                                          | Feuille de match | Feuille de match                         | Feuille de match                                                                 |
| ---------------- | ----------------------------------------------------------------------------------------- | ---------------- | ---------------------------------------- | -------------------------------------------------------------------------------- |
|                  | - Maroon (Fowler, Getzlaf) — 50 min 43 s (SN) Silfverberg (Kesler, Després) — 59 min 39 s | 0-1 1-1 2-1      | Pardy (Perreault, Lowry) — 35 min 43 s - | Arbitrage : Mike Leggo, Jean Hebert, Marc Joannette Brad Kovachik, Bryan Pancich |
| Andersen         | Gardiens                                                                                  | Pavelec          |                                          | Arbitrage : Mike Leggo, Jean Hebert, Marc Joannette Brad Kovachik, Bryan Pancich |
| 8 min            | Pénalités                                                                                 | 10 min           |                                          | Arbitrage : Mike Leggo, Jean Hebert, Marc Joannette Brad Kovachik, Bryan Pancich |
| 39               | Tirs                                                                                      | 29               |                                          | Arbitrage : Mike Leggo, Jean Hebert, Marc Joannette Brad Kovachik, Bryan Pancich |

| 20 avril | Winnipeg | 4-5 (pr) (1-1, 3-2, 0-1, 0-1) | Anaheim | MTS Centre 15 016 spectateurs |

| Feuille de match | Feuille de match | Feuille de match                    | Feuille de match | Feuille de match                                                                         |
| ---------------- | --- | ----------------------------------- | --- | ---------------------------------------------------------------------------------------- |
|                  | Stempniak (Lowry, Trouba) — 9 min 38 s Myers — 26 min 40 s (SN) Wheeler (Stafford, Enström) — 29 min 37 s Little — 38 min 18 s | 1-0 1-1 1-2 2-2 3-2 3-3 4-3 4-4 4-5 | Fowler (Cogliano, Silfverberg) — 19 min 53 s Perry (Lindholm, Beauchemin) — 23 min 8 s Silfverberg (Kesler) — 36 min 4 s Kesler (Silfverberg, Cogliano) — 57 min 46 s Rakell (Beauchemin, Cogliano) — 65 min 12 s | Arbitrage : Mike Leggo, Chris Rooney, Frederick L'Ecuyer Pierre Racicot, David Brisebois |
| Pavelec          | Gardiens | Anderson                            | | Arbitrage : Mike Leggo, Chris Rooney, Frederick L'Ecuyer Pierre Racicot, David Brisebois |
| 8 min            | Pénalités | 8 min                               | | Arbitrage : Mike Leggo, Chris Rooney, Frederick L'Ecuyer Pierre Racicot, David Brisebois |
| 35               | Tirs | 31                                  | | Arbitrage : Mike Leggo, Chris Rooney, Frederick L'Ecuyer Pierre Racicot, David Brisebois |

| 22 avril | Winnipeg | 2-5 (1-1, 0-1, 1-3) | Anaheim | MTS Centre 15 016 spectateurs |

| Feuille de match | Feuille de match                                                                     | Feuille de match            | Feuille de match | Feuille de match                                                                       |
| ---------------- | ------------------------------------------------------------------------------------ | --------------------------- | --- | -------------------------------------------------------------------------------------- |
|                  | Little (Perreault, Byfuglien) — 16 min 26 s (SN) Stuart (Ladd, Little) — 50 min 27 s | 1-0 1-1 1-2 1-3 2-3 2-4 2-5 | Etem (Vatanen, Perry) — 17 min 52 s Cogliano (Perry, Lindholm) — 32 min 55 s Kesler (Després, Fleischmann) — 46 min 41 s Kesler (Silfverberg, Maroon) — 55 min 11 s Vatanen — 59 min 33 s (CV) | Arbitrage : Mike Leggo, Dave Jackson, Steve Kozari Steve Barton, Tim Nowak, Brian Mach |
| Pavelec          | Gardiens                                                                             | Anderson                    | | Arbitrage : Mike Leggo, Dave Jackson, Steve Kozari Steve Barton, Tim Nowak, Brian Mach |
| 2 min            | Pénalités                                                                            | 6 min                       | | Arbitrage : Mike Leggo, Dave Jackson, Steve Kozari Steve Barton, Tim Nowak, Brian Mach |
| 27               | Tirs                                                                                 | 35                          | | Arbitrage : Mike Leggo, Dave Jackson, Steve Kozari Steve Barton, Tim Nowak, Brian Mach |

#### Vancouver contre Calgary

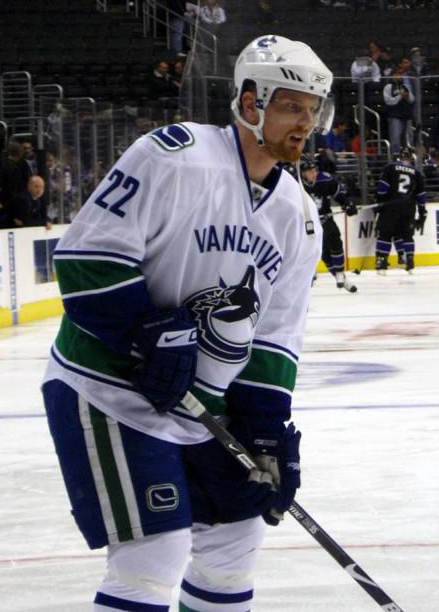
Daniel Sedin meilleur pointeur de la saison pour les Canucks.

La série entre les Canucks et les Flames voit s’opposer deux franchises qui n’ont pas participé aux séries 2014. Les Canucks, deuxièmes de la division Pacifique, n’ont manqué les séries qu’une fois lors des six années précédentes et peuvent compter sur le retour de leur gardien numéro 1, Ryan Miller. Ce dernier manque une partie de la saison en raison d’une blessure au genou le 22 février mais fait son retour lors du dernier match de la saison régulière. Les Flames sont présents en séries pour la première fois depuis 2009 mais doivent se passer de leur capitaine, Mark Giordano, blessé au biceps et qui a mis un terme à sa saison. Lors des quatre rencontres qui les ont opposés au cours de la saison régulière, les deux franchises ont chacune remporté une victoire à domicile et une à l’extérieur.
Malgré le retour de Miller, Eddie Läck est aligné par les Canucks pour le premier match de la série qui a lieu le 15 avril. Il faut attendre la moitié de la rencontre pour voir le premier but inscrit. Bo Horvat profite d'une situation confuse devant les buts des Flames pour tromper Jonas Hiller. Läck garde ses buts inviolés jusqu'à la fin de la période mais les Flames reviennent dans la partie à la 47e minute grâce à David Jones et à un pressing haut réalisé sur la défense des Canucks qui ne parviennent pas à sortir le palet de leur zone. Les deux équipes semblent se diriger vers les prolongations mais à 30 secondes de la fin, Kris Russell réalise un lancer lointain de la ligne bleue qui scelle la victoire des Flames. Les Canucks réagissent dès l'entame du deuxième match avec un premier but inscrit par leur première ligne : Henrik Sedin fait une passe depuis la gauche de la glace à son frère, Daniel qui ne laisse pas de chance à Hiller. Les joueurs locaux doublent la mise cinq minutes plus tard sur une supériorité numérique. Au début du troisième tiers-temps, c'est au tour du joueur recrue, Ronalds Ķēniņš, de tromper Hiller pour porter le score à 3-0. Sur une supériorité numérique, Russell réduit l'écart à moins de cinq minutes de la fin mais le Tchèque Radim Vrbata profite de la sortie du gardien des Flames pour clore le pointage 4-1. Cette deuxième rencontre est marquée par une bagarre générale à la 58e minute du match avec les cinq joueurs de chaque côté impliqués ; 132 minutes de pénalité sont distribuées par les arbitres au cours du match.

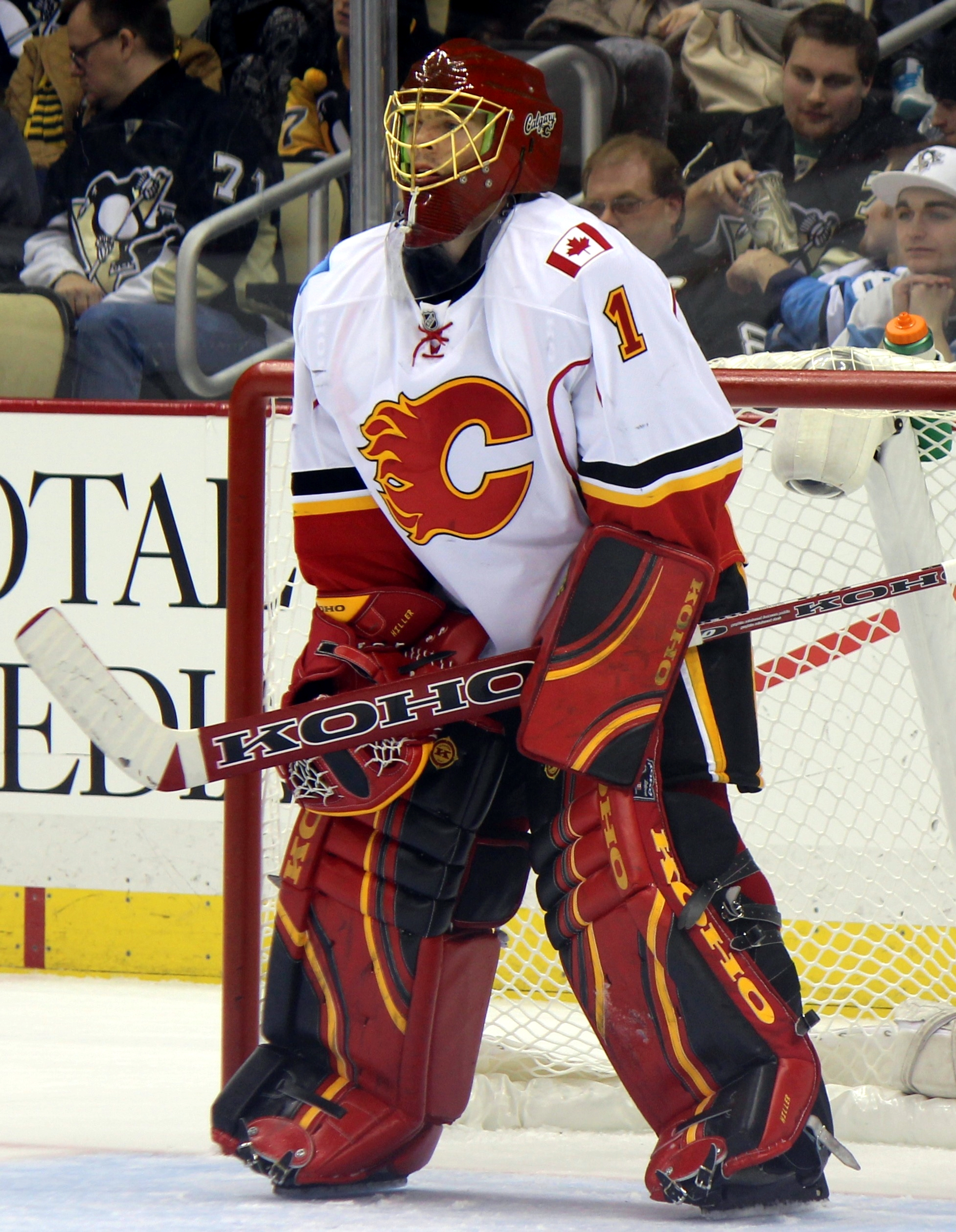
Jonas Hiller, gardien des Flames de Calgary.

La série se déplace à Calgary pour le troisième match, une première depuis six ans que l'équipe n'a plus joué les séries. Brandon Bollig marque le premier but de la soirée au bout de six minutes pour les joueurs locaux mais les Canucks égalisent moins de trois minutes plus tard par Shawn Matthias. Les Flames finissent tout de même la période devant grâce à un but de T. J. Brodie. Les deux équipes se neutralisent lors du deuxième tiers-temps puis au début de la dernière période, les Flames inscrivent deux nouveaux buts d'abord par Sam Bennett puis par Sean Monahan en supériorité numérique. Bennett devient ainsi le deuxième plus jeune joueur de l'histoire des Flames à inscrire un but en séries éliminatoires, derrière Jarome Iginla ; il a alors 18 ans et 303 jours. Les Canucks tentent le tout pour le tour en sortant leur gardien et Jannik Hansen parvient à inscrire un but alors qu'il reste moins de 3 minutes de jeu ; le score ne change ensuite plus et Calgary remporte le match 4-2.
Le match numéro quatre se décide uniquement au cours de la première période. Les Flames commencent bien la rencontre puisqu'ils ouvrent le score à la troisième minute par Johnny Gaudreau sur une supériorité numérique ; Henrik Sedin permet aux Canucks d'égaliser cinq minutes plus tard, également en avantage numérique. Dans la foulée, Nick Bonino reçoit une nouvelle pénalité pour les Canucks et lors de la supériorité numérique qui suit Dennis Wideman effectue un lancer puissant. La trajectoire du palet est déviée juste devant Läck par Jiří Hudler. Juste avant la fin du tiers, Bennett inscrit un troisième but pour les Flames. Plus aucun but n'est inscrit au cours du match et ceci malgré les 15 lancers des joueurs de Vancouver lors du dernier tiers temps. Autre fait du match, Läck est remplacé dans les buts au début du deuxième tiers-temps par Miller.
C'est ce même Miller qui commence dans les buts de Vancouver pour le cinquième match alors que son équipe n'a plus le droit à l'erreur. Le match débute cependant mal pour les Cancuks qui accordent un but dès les premières minutes de jeu. Les deux équipes rentrent au vestiaire avec les Flames menant au score et il faut attendre que la moitié de la rencontre soit passée pour voir les Canucks réagir. Nick Bonino inscrit son premier but des séries en recevant une passe de Radim Vrbata depuis l'arrière des buts. Le but de la victoire est inscrit au début de la dernière période de jeu. Henrik Sedin remporte un engagement joué devant les buts de Jonas Hiller, passe le palet à son défenseur Dan Hamhuis qui avance sur les côtés de la patinoire pour servir Daniel Sedin qui, juste devant les buts du gardien Suisse, n'a plus qu'à pousser le palet au fond des filets. Le sixième match débute mal pour les joueurs des Flames qui accordent deux buts en sept minutes sur seulement trois lancers des Canucks. Hiller est alors remplacé par Karri Ramo mais ce dernier encaisse également un but sur son premier lancer. Il faut attendre la 17e minute pour voir les locaux réagir. La deuxième période est cette fois-ci à l'avantage des Flames qui inscrivent deux nouveaux buts mais en accorde encore un. Au début du troisième tiers-temps, Jiří Hudler permet aux Flames d'égaliser puis près de 10 minutes plus tard, Matthew Stajan inscrit le but de la victoire. Les Cancuks jouent le tout pour le tout dans la dernière minute en sortant leur gardien mais ils accordent deux buts de plus. Le score final est donc de 7-4 pour Calgary qui passe le premier tour des séries pour la première fois depuis 2004.
| 15 avril | Vancouver | 1-2 (0-0, 1-0, 0-2) | Calgary | Rogers Arena 18 870 spectateurs |

| Feuille de match | Feuille de match                    | Feuille de match | Feuille de match                                                       | Feuille de match                                                           |
| ---------------- | ----------------------------------- | ---------------- | ---------------------------------------------------------------------- | -------------------------------------------------------------------------- |
|                  | Horvat (Hansen, Edler) — 32 min 8 s | 1-0 1-1 1-2      | Jones (Ferland) — 47 min 59 s Russell (Wideman, Bennett) — 59 min 30 s | Arbitrage : Brad Watson, Chris Lee, Kyle Rehman Jay Sharrers, Darren Gibbs |
| Läck             | Gardiens                            | Hiller           |                                                                        | Arbitrage : Brad Watson, Chris Lee, Kyle Rehman Jay Sharrers, Darren Gibbs |
| 2 min            | Pénalités                           | 6 min            |                                                                        | Arbitrage : Brad Watson, Chris Lee, Kyle Rehman Jay Sharrers, Darren Gibbs |
| 30               | Tirs                                | 30               |                                                                        | Arbitrage : Brad Watson, Chris Lee, Kyle Rehman Jay Sharrers, Darren Gibbs |

| 17 avril | Vancouver | 4-1 (2-0, 0-0, 2-1) | Calgary | Rogers Arena 18 870 spectateurs |

| Feuille de match | Feuille de match | Feuille de match                      | Feuille de match                                   | Feuille de match                                                             |
| ---------------- | --- | ------------------------------------- | -------------------------------------------------- | ---------------------------------------------------------------------------- |
|                  | D. Sedin (H. Sedin, Burrows) — 2 min 56 s Higgins (Burrows, Tanev) — 7 min 6 s (SN) Ķēniņš (Horvat, Sbisa) — 42 min 17 s - Vrbata (Bonino, Tanev) — 57 min 59 s (CV) | 1-0 2-0 3-0 3-1 4-1                   | - Russell (Monahan, Gaudreau) — 56 min 26 s (SN) - | Arbitrage : Dan O'Halloran, Ian Walsh, Brad Meier Jay Sharrers, Darren Gibbs |
| Läck             | Gardiens | Hiller (54 min 8 s) Ramo (4 min 58 s) |                                                    | Arbitrage : Dan O'Halloran, Ian Walsh, Brad Meier Jay Sharrers, Darren Gibbs |
| 71 min           | Pénalités | 95 min                                |                                                    | Arbitrage : Dan O'Halloran, Ian Walsh, Brad Meier Jay Sharrers, Darren Gibbs |
| 32               | Tirs | 23                                    |                                                    | Arbitrage : Dan O'Halloran, Ian Walsh, Brad Meier Jay Sharrers, Darren Gibbs |

| 19 avril | Calgary | 4-2 (2-1, 0-0, 2-1) | Vancouver | Scotiabank Saddledome 19 289 spectateurs |

| Feuille de match | Feuille de match | Feuille de match        | Feuille de match                                           | Feuille de match                                                             |
| ---------------- | --- | ----------------------- | ---------------------------------------------------------- | ---------------------------------------------------------------------------- |
|                  | Bollig (Raymond, Brodie) — 6 min 35 s Brodie (Schlemko, Backlund) — 15 min 2 s Bennett (Colborne) — 42 min 14 s Monahan (Gaudreau, Russell) — 54 min 36 s (SN) | 1-0 1-1 2-1 3-1 4-1 4-2 | Matthias (Vrbata, Bonino) — 9 min 9 s Hansen — 57 min 41 s | Arbitrage : Gord Dwyer, Eric Furlatt Brad Meier, Ryan Galloway, Steve Miller |
| Hiller           | Gardiens | Läck                    |                                                            | Arbitrage : Gord Dwyer, Eric Furlatt Brad Meier, Ryan Galloway, Steve Miller |
| 30 min           | Pénalités | 39 min                  |                                                            | Arbitrage : Gord Dwyer, Eric Furlatt Brad Meier, Ryan Galloway, Steve Miller |
| 28               | Tirs | 25                      |                                                            | Arbitrage : Gord Dwyer, Eric Furlatt Brad Meier, Ryan Galloway, Steve Miller |

| 21 avril | Calgary | 3-1 (3-1, 0-0, 0-0) | Vancouver | Scotiabank Saddledome 19 289 spectateurs |

| Feuille de match | Feuille de match | Feuille de match                       | Feuille de match                             | Feuille de match                                                                |
| ---------------- | --- | -------------------------------------- | -------------------------------------------- | ------------------------------------------------------------------------------- |
|                  | Gaudreau (Wideman, Hudler) — 3 min 23 s (SN) Hudler (Wideman, Russell) — 9 min 20 s (SN) Bennett (Brodie, Colborne) — 19 min 18 s | 1-0 1-1 2-1 3-1                        | H. Sedin (Edler, D. Sedin) — 8 min 12 s (SN) | Arbitrage : Dan O'Rourke, Brian Pochmara, Tom Kowal Mark Shewchyk, Brian Murphy |
| Hiller           | Gardiens | Läck (20 min 0 s) Miller (37 min 51 s) |                                              | Arbitrage : Dan O'Rourke, Brian Pochmara, Tom Kowal Mark Shewchyk, Brian Murphy |
| 14 min           | Pénalités | 8 min                                  |                                              | Arbitrage : Dan O'Rourke, Brian Pochmara, Tom Kowal Mark Shewchyk, Brian Murphy |
| 22               | Tirs | 29                                     |                                              | Arbitrage : Dan O'Rourke, Brian Pochmara, Tom Kowal Mark Shewchyk, Brian Murphy |

| 23 avril | Vancouver | 2-1 (0-1, 1-0, 1-0) | Calgary | Rogers Arena 18 870 spectateurs |

| Feuille de match | Feuille de match                                                                | Feuille de match | Feuille de match            | Feuille de match                                                                          |
| ---------------- | ------------------------------------------------------------------------------- | ---------------- | --------------------------- | ----------------------------------------------------------------------------------------- |
|                  | Bonino (Vrbata, Edler) — 33 min 31 s D. Sedin (Hamhuis, H. Sedin) — 41 min 47 s | 0-1 1-1 2-1      | Jones (Stajan) — 2 min 40 s | Arbitrage : Jean Hebert, Marc Joannette, Ian Walsh Mike Cvik, Mark Shewchyk, Brian Murphy |
| Miller           | Gardiens                                                                        | Hiller           |                             | Arbitrage : Jean Hebert, Marc Joannette, Ian Walsh Mike Cvik, Mark Shewchyk, Brian Murphy |
| 6 min            | Pénalités                                                                       | 4 min            |                             | Arbitrage : Jean Hebert, Marc Joannette, Ian Walsh Mike Cvik, Mark Shewchyk, Brian Murphy |
| 43               | Tirs                                                                            | 21               |                             | Arbitrage : Jean Hebert, Marc Joannette, Ian Walsh Mike Cvik, Mark Shewchyk, Brian Murphy |

| 25 avril | Calgary | 7-4 (1-3, 2-1, 4-0) | Vancouver | Scotiabank Saddledome 19 289 spectateurs |

| Feuille de match                       | Feuille de match | Feuille de match                            | Feuille de match | Feuille de match                                                                                 |
| -------------------------------------- | --- | ------------------------------------------- | --- | ------------------------------------------------------------------------------------------------ |
|                                        | Ferland (Stajan, Jones) — 17 min 2 s Monahan (Hudler, Wideman) — 21 min 2 s Gaudreau (Hudler, Brodie) — 25 min 35 s Hudler (Monahan, Gaudreau) — 46 min 14 s (SN) Stajan (Ferland, Jones) — 55 min 43 s Hudler (Monahan, Gaudreau) — 59 min 31 s (CV) Ferland (Jones, Stajan) — 59 min 57 s (CV) | 0-1 0-2 0-3 1-3 2-3 3-3 3-4 4-4 5-4 6-4 7-4 | McMillan (Higgins, Horvat) — 2 min 36 s Hansen (Matthias, Tanev) — 7 min 32 s Vrbata (D. Sedin, H. Sedin) — 9 min 42 s (SN) Sbisa (Hansen) — 30 min 36 s | Arbitrage : Chris Rooney, Frederick L'Ecuyer, Tom Kowal Scott Cherrey, Scott Driscoll, Mike Cvik |
| Hiller (7 min 32 s) Ramo (52 min 28 s) | Gardiens | Miller                                      | | Arbitrage : Chris Rooney, Frederick L'Ecuyer, Tom Kowal Scott Cherrey, Scott Driscoll, Mike Cvik |
| 4 min                                  | Pénalités | 6 min                                       | | Arbitrage : Chris Rooney, Frederick L'Ecuyer, Tom Kowal Scott Cherrey, Scott Driscoll, Mike Cvik |
| 33                                     | Tirs | 22                                          | | Arbitrage : Chris Rooney, Frederick L'Ecuyer, Tom Kowal Scott Cherrey, Scott Driscoll, Mike Cvik |

### Demi-finales d'association

#### Montréal contre Tampa Bay

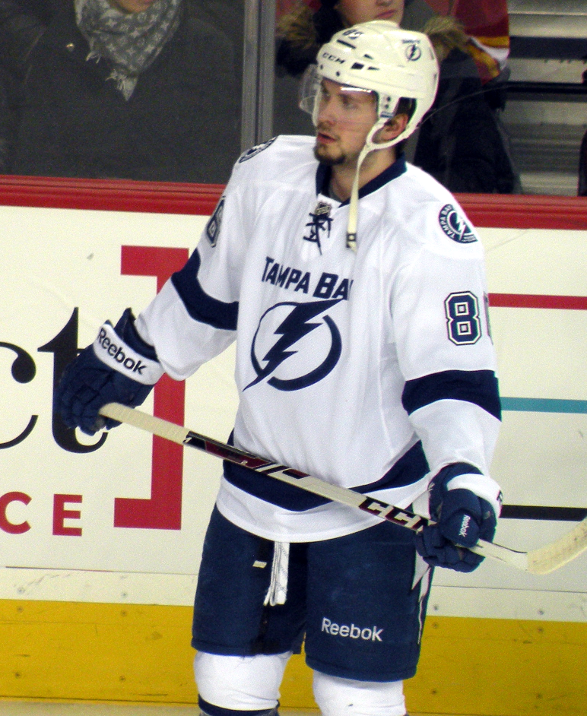
Nikita Koutcherov marque six buts lors de la série contre les Canadiens.

Les deux séries de l'association de l'Est voient les affrontements des deux meilleures équipes des divisions Atlantique et Maritime. Ainsi, la série de la division Atlantique voit la confrontation entre les Canadiens de Montréal et les Lightning de Tampa Bay. Les deux équipes se sont rencontrées à cinq reprises au cours de la saison régulière, toutes les rencontres tournant à l'avantage de Tampa Bay avec 21 buts inscrits contre seulement 8 buts concédés. Les Canadiens peuvent toutefois se reposer sur le résultat des séries 2014 au cours desquelles ils ont éliminé le Lightning en quatre matchs au premier tour. La différence majeure est l'absence en 2014 de Bishop dans les buts de Tampa alors qu'il est à chaque fois titularisé lors de la saison 2014-2015.
Le premier match, joué à Montréal, voit les gardiens numéro un des deux franchises être présents devant les buts : Bishop du côté du Lightning, Price du côté des Canadiens. La première période se termine sans but, bien que Montréal ait tiré à deux reprises sur les poteaux, d'abord par David Desharnais puis par Pacioretty. En fin de deuxième tiers-temps, alors que le score est toujours vierge, Bishop empêche les Canadiens d'ouvrir la marque sur un tir de Plekanec après une attaque à deux contre un. Ce sont finalement les joueurs du Lightning qui marquent les premiers en troisième période par Johnson en déviant un lancer frappé de Matthew Carle. Les Canadiens égalisent à cinq minutes du terme de la rencontre sur une erreur de Bishop qui laisse échapper la rondelle de sa mitaine après un tir de Pacioretty. Les deux équipes se neutralisent ensuite et elles doivent jouer des prolongations. Lors de la première, Nikita Koutcherov pense marquer le but de la victoire, mais celui-ci est refusé, l'attaquant ayant poussé Price dans son propre but en même temps que le palet. Il ne faut cependant que deux minutes à ce même Koutcherov pour marquer le but victorieux en deuxième prolongation lors de ce premier match. Le but victorieux est cependant contesté par l'entraîneur des Canadiens qui estime qu'un joueur du Lightning était hors-jeu au début de l'action. Au niveau des gardiens, Bishop remporte son duel face à Price en arrêtant 43 des 44 tirs auxquels il fait face contre 33 arrêts pour Price.
Lors du deuxième match entre les deux équipes, ce sont les locaux qui marquent en premier grâce à Jeff Petry et Bishop les empêche ensuite de mener 2-0 sur une échappée en infériorité numérique de Mitchell, mais Tampa Bay parvient à égaliser avant la fin du tiers-temps, en supériorité numérique par Valtteri Filppula. Le Lightning marque ensuite trois nouveaux buts en deuxième période. Stamkos permet tout d'abord à son équipe de prendre l'avantage sur une échappée et après avoir effectué plusieurs feintes pour battre Price. Les deux buts suivants, à nouveau en supériorité numérique, sont ensuite inscrits par Koutcherov et Hedman. Le troisième tiers-temps voit le Lightning marquer un cinquième but, encore en supériorité numérique par Koutcherov. Les Canadiens parviennent à réduire la marque en milieu de période grâce à Gilbert mais J.T. Brown clôt le score pour Tampa Bay qui remporte le match 6-2 et mène 2-0 dans la série. Au cours de la rencontre, les Canadiens écopent d'un total de 53 minutes de pénalité, dont 31 pour le seul Prust. Le Lightning a profité des nombreuses pénalités des Canadiens pour marquer à quatre reprises en supériorité numérique alors que les Canadiens n'ont marqué qu'une fois en 26 situations en supériorité numérique depuis le début des séries. Bishop, qui a effectué 27 arrêts, affiche maintenant un total de 12 victoires, une moyenne de 1,49 but encaissé et un pourcentage d'arrêts de 94,4 % en 16 matchs disputés contre les Canadiens.
Après deux victoires en deux matchs à Montréal, Tampa Bay accueille les Canadiens qui enregistrent pour la troisième rencontre le retour de David Desharnais, absent précédemment en raison d'un virus. Le Lightning ouvre la marque après 12 minutes de jeu en première période sur un tir des poignets d'Alexander Killorn après une passe de Stamkos. Aucun but n'est ensuite marqué, le Lightning ne tirant au but que trois fois en deuxième tiers-temps, jusqu'en milieu de troisième période où Gallagher, qui récupère un retour après un lancer de Gilbert, égalise pour Montréal. Le match se dirige vers la prolongation, mais à 1,1 seconde de la fin du match, Hedman passe à Johnson qui marque. Bien qu'ayant tiré 31 fois au but contre 19 tirs pour leurs adversaires, les Canadiens s'inclinent pour la troisième fois consécutive dans la série.
Malgré sa mauvaise performance de la veille, néanmoins récompensée par la victoire, le Lightning espère remporter le quatrième match de cette série et se qualifier ainsi pour le tour suivant. Les Canadiens ouvrent rapidement la marque par Markov en première période sur une passe de Subban puis Pacioretty inscrit le deuxième but de son équipe, en infériorité numérique, six minutes plus tard. Après cinq minutes de jeu en deuxième tiers-temps, Desharnais marque un nouveau but depuis le cercle gauche ; ce troisième but des Canadiens provoque la sortie du gardien du Lightning, Ben Bishop, remplacé par Andreï Vassilevski. Le changement de gardien de Tampa Bay n'apporte pas l'effet escompté et Montréal inscrit deux nouveaux buts en 15 secondes moins de cinq minutes après le troisième, par Petry puis par Gallagher, qui permettent aux Canadiens de mener 5-0. Le Lightning parvient enfin à battre Price grâce à Koutcherov en deuxième période puis à revenir à 5-2 en tout début de troisième par Palát, ces deux buts étant marqués en supériorité numérique, mais Montréal inscrit un sixième et dernier but par Prust alors qu'il reste moins de quinze minutes à jouer. Les Canadiens remportent leur premier match dans cette série, évitant ainsi l'élimination et leur permettant de revenir jouer un nouveau match à domicile.
Pour le cinquième match entre les deux franchises, les Canadiens voient cette fois-ci le retour de Beaulieu, absent depuis le troisième match du premier tour. Devante Smith-Pelly marque le premier but du match pour les Canadiens à la neuvième minute de jeu, but qui est accordé après un certain délai : le tir de Smith-Pelly semble avoir frappé la barre transversale au-dessus de l'épaule droite de Bishop et le jeu se poursuit, mais l'arbitre placé derrière le but l'accorde tardivement avec raison. Les Canadiens ont ensuite une occasion d'aggraver le score en supériorité numérique quand, à la suite d'un tir de Petry, la rondelle se retrouve derrière Bishop ; Galchenyuk se jette alors sur le palet laissé libre, mais Stralman l'empêche de marquer le deuxième but de Montréal. Stralman est ensuite impliqué dans le but de l'égalisation de Tampa Bay qui est marqué par Stamkos en milieu de troisième tiers-temps. Mais les Canadiens s'imposent finalement grâce à Pierre-Alexandre Parenteau qui inscrit son premier but en séries 2015. Montréal parvient pour la première fois de son histoire à forcer son adversaire à disputer une sixième rencontre après avoir été mené 3-0 dans une série au meilleur des sept matchs.
Le Lightning, privé de Ryan Callahan qui a subi une appendicectomie d'urgence, mais de retour à domicile pour la sixième rencontre, commence mieux le match en tirant 13 fois contre six seulement pour son adversaire lors du premier tiers-temps. Malgré une belle occasion de Plekanec pour les Canadiens arrêtée par Bishop, Tampa Bay ouvre la marque après 15 minutes de jeu par Koutcherov qui dévie un tir de Palát. En début de deuxième période, Stamkos ajoute un deuxième but pour son équipe. Parenteau rate ensuite de peu la réduction du score pour les Canadiens mais ce sont les joueurs du Lightning qui marquent à nouveau, en supériorité numérique, par Palát sur une passe de Koutcherov pour mener 3-0 après 40 minutes. Après une échappée de Weise arrêtée par Bishop, Pacioretty réduit le score à moins de cinq minutes de la fin du match mais Koutcherov profite de l'absence de Price, sorti au profit d'un sixième joueur, pour inscrire un quatrième et dernier but pour son équipe, la qualifiant ainsi pour le tour suivant.
| 1er mai | Montréal | 1-2 (2 pr) (0-0, 0-0, 1-1, 0-0, 0-1) | Tampa Bay | Centre Bell 21 287 spectateurs |

| Feuille de match | Feuille de match                           | Feuille de match | Feuille de match                                                        | Feuille de match                                                                        |
| ---------------- | ------------------------------------------ | ---------------- | ----------------------------------------------------------------------- | --------------------------------------------------------------------------------------- |
|                  | Pacioretty (Subban, Gilbert) — 54 min 47 s | 0-1 1-1 1-2      | Johnson (Carle, Šustr) — 42 min 34 s Koutcherov (Filppula) — 82 min 6 s | Arbitrage : Gord Dwyer, Eric Furlatt, François St. Laurent Pierre Racicot, Steve Miller |
| Price            | Gardiens                                   | Bishop           |                                                                         | Arbitrage : Gord Dwyer, Eric Furlatt, François St. Laurent Pierre Racicot, Steve Miller |
| 8 min            | Pénalités                                  | 6 min            |                                                                         | Arbitrage : Gord Dwyer, Eric Furlatt, François St. Laurent Pierre Racicot, Steve Miller |
| 44               | Tirs                                       | 35               |                                                                         | Arbitrage : Gord Dwyer, Eric Furlatt, François St. Laurent Pierre Racicot, Steve Miller |

| 3 mai | Montréal | 2-6 (1-1, 0-3, 1-2) | Tampa Bay | Centre Bell 21 287 spectateurs |

| Feuille de match | Feuille de match                                                                  | Feuille de match                | Feuille de match | Feuille de match                                                                      |
| ---------------- | --------------------------------------------------------------------------------- | ------------------------------- | --- | ------------------------------------------------------------------------------------- |
|                  | Petry (Mitchell, Prust) — 7 min 20 s Gilbert (Iemeline, Smith-Pelly) — 51 min 6 s | 1-0 1-1 1-2 1-3 1-4 1-5 2-5 2-6 | Filppula (Hedman, Killorn) — 19 min 36 s (SN) Stamkos (Garrison, Coburn) — 28 min 6 s Koutcherov (Johnson, Stamkos) — 32 min 29 s (SN) Hedman (Killorn, Filppula) — 39 min 46 s (SN) Koutcherov (Johnson, Stamkos) — 46 min 37 s (SN) Brown (Filppula, Boyle) — 36 min 5 s | Arbitrage : Brad Watson, Chris Lee, Francois St. Laurent Brad Kovachik, Bryan Pancich |
| Price            | Gardiens                                                                          | Bishop                          | | Arbitrage : Brad Watson, Chris Lee, Francois St. Laurent Brad Kovachik, Bryan Pancich |
| 53 min           | Pénalités                                                                         | 13 min                          | | Arbitrage : Brad Watson, Chris Lee, Francois St. Laurent Brad Kovachik, Bryan Pancich |
| 29               | Tirs                                                                              | 24                              | | Arbitrage : Brad Watson, Chris Lee, Francois St. Laurent Brad Kovachik, Bryan Pancich |

| 6 mai | Tampa Bay | 2-1 (1-0, 0-0, 1-1) | Montréal | Amalie Arena 19 204 spectateurs |

| Feuille de match | Feuille de match                                                 | Feuille de match | Feuille de match                          | Feuille de match                                                                   |
| ---------------- | ---------------------------------------------------------------- | ---------------- | ----------------------------------------- | ---------------------------------------------------------------------------------- |
|                  | Killorn (Stamkos) — 12 min Johnson (Hedman, Palát) — 59 min 58 s | 1-0 1-1 2-1      | Gallagher (Gilbert, Pateryn) — 50 min 3 s | Arbitrage : Wes McCauley, Francis Charron, Kevin Pollock Derek Nansen, Derek Amell |
| Bishop           | Gardiens                                                         | Price            |                                           | Arbitrage : Wes McCauley, Francis Charron, Kevin Pollock Derek Nansen, Derek Amell |
| 4 min            | Pénalités                                                        | 6 min            |                                           | Arbitrage : Wes McCauley, Francis Charron, Kevin Pollock Derek Nansen, Derek Amell |
| 19               | Tirs                                                             | 31               |                                           | Arbitrage : Wes McCauley, Francis Charron, Kevin Pollock Derek Nansen, Derek Amell |

| 7 mai | Tampa Bay | 2-6 (0-2, 1-3, 1-1) | Montréal | Amalie Arena 19 204 spectateurs |

| Feuille de match                              | Feuille de match                                                                            | Feuille de match                | Feuille de match | Feuille de match                                                                                     |
| --------------------------------------------- | ------------------------------------------------------------------------------------------- | ------------------------------- | --- | --- |
|                                               | Koutcherov (Palát, Stralman) — 32 min 26 s (SN) Palát (Johnson, Stamkos) — 40 min 17 s (SN) | 0-1 0-2 0-3 0-4 0-5 1-5 2-5 2-6 | Markov (Subban, Pacioretty) — 2 min 44 s Pacioretty (Gilbert) — 8 min 43 s (IN) Desharnais (Weise, Galchenyuk) — 25 min 8 s Petry (Galchenyuk, Subban) — 29 min 39 s (SN) Gallagher (Pacioretty, Plekanec) — 29 min 54 s Prust (Eller, Parenteau) — 44 min 52 s | Arbitrage : Francis Charron, Dan O'Rourke, Dan O'Halloran Greg Devorski, Derek Amell, Michel Cormier |
| Bishop (25 min 8 s) Vassilevski (34 min 52 s) | Gardiens                                                                                    | Price                           | | Arbitrage : Francis Charron, Dan O'Rourke, Dan O'Halloran Greg Devorski, Derek Amell, Michel Cormier |
| 8 min                                         | Pénalités                                                                                   | 8 min                           | | Arbitrage : Francis Charron, Dan O'Rourke, Dan O'Halloran Greg Devorski, Derek Amell, Michel Cormier |
| 24                                            | Tirs                                                                                        | 40                              | | Arbitrage : Francis Charron, Dan O'Rourke, Dan O'Halloran Greg Devorski, Derek Amell, Michel Cormier |

| 9 mai | Montréal | 2-1 (1-0, 0-0, 1-1) | Tampa Bay | Centre Bell 21 287 spectateurs |

| Feuille de match | Feuille de match                                                           | Feuille de match | Feuille de match                          | Feuille de match                                                                                 |
| ---------------- | -------------------------------------------------------------------------- | ---------------- | ----------------------------------------- | ------------------------------------------------------------------------------------------------ |
|                  | Smith-Pelly (Mitchell, Petry) — 9 min 1 s Parenteau (Subban) — 55 min 53 s | 1-0 1-1 2-1      | Stamkos (Stralman, Killorn) — 49 min 27 s | Arbitrage : Wes McCauley, Marc Joannette, Steve Kozari Scott Cherrey, Shane Heyer, Mark Shewchyk |
| Price            | Gardiens                                                                   | Bishop           |                                           | Arbitrage : Wes McCauley, Marc Joannette, Steve Kozari Scott Cherrey, Shane Heyer, Mark Shewchyk |
| 18 min           | Pénalités                                                                  | 22 min           |                                           | Arbitrage : Wes McCauley, Marc Joannette, Steve Kozari Scott Cherrey, Shane Heyer, Mark Shewchyk |
| 29               | Tirs                                                                       | 25               |                                           | Arbitrage : Wes McCauley, Marc Joannette, Steve Kozari Scott Cherrey, Shane Heyer, Mark Shewchyk |

| 12 mai | Tampa Bay | 4-1 (1-0, 2-0, 1-1) | Montréal | Amalie Arena 19 204 spectateurs |

| Feuille de match | Feuille de match | Feuille de match    | Feuille de match                    | Feuille de match                                                                                 |
| ---------------- | --- | ------------------- | ----------------------------------- | ------------------------------------------------------------------------------------------------ |
|                  | Koutcherov (Palát) — 15 min 35 s Stamkos (Killorn, Carle) — 25 min 12 s Palát (Koutcherov, Stralman) — 38 min 56 s (SN) Koutcherov — 57 min 59 s | 1-0 2-0 3-0 3-1 4-1 | Pacioretty (Gallagher) — 55 min 3 s | Arbitrage : Chris Rooney Kelly Sutherland Marc Joannette Jay Sharrers Mark Shewchyk Brian Murphy |
| Bishop           | Gardiens | Price               |                                     | Arbitrage : Chris Rooney Kelly Sutherland Marc Joannette Jay Sharrers Mark Shewchyk Brian Murphy |
| 4 min            | Pénalités | 4 min               |                                     | Arbitrage : Chris Rooney Kelly Sutherland Marc Joannette Jay Sharrers Mark Shewchyk Brian Murphy |
| 28               | Tirs | 19                  |                                     | Arbitrage : Chris Rooney Kelly Sutherland Marc Joannette Jay Sharrers Mark Shewchyk Brian Murphy |

#### Rangers de New York contre Washington

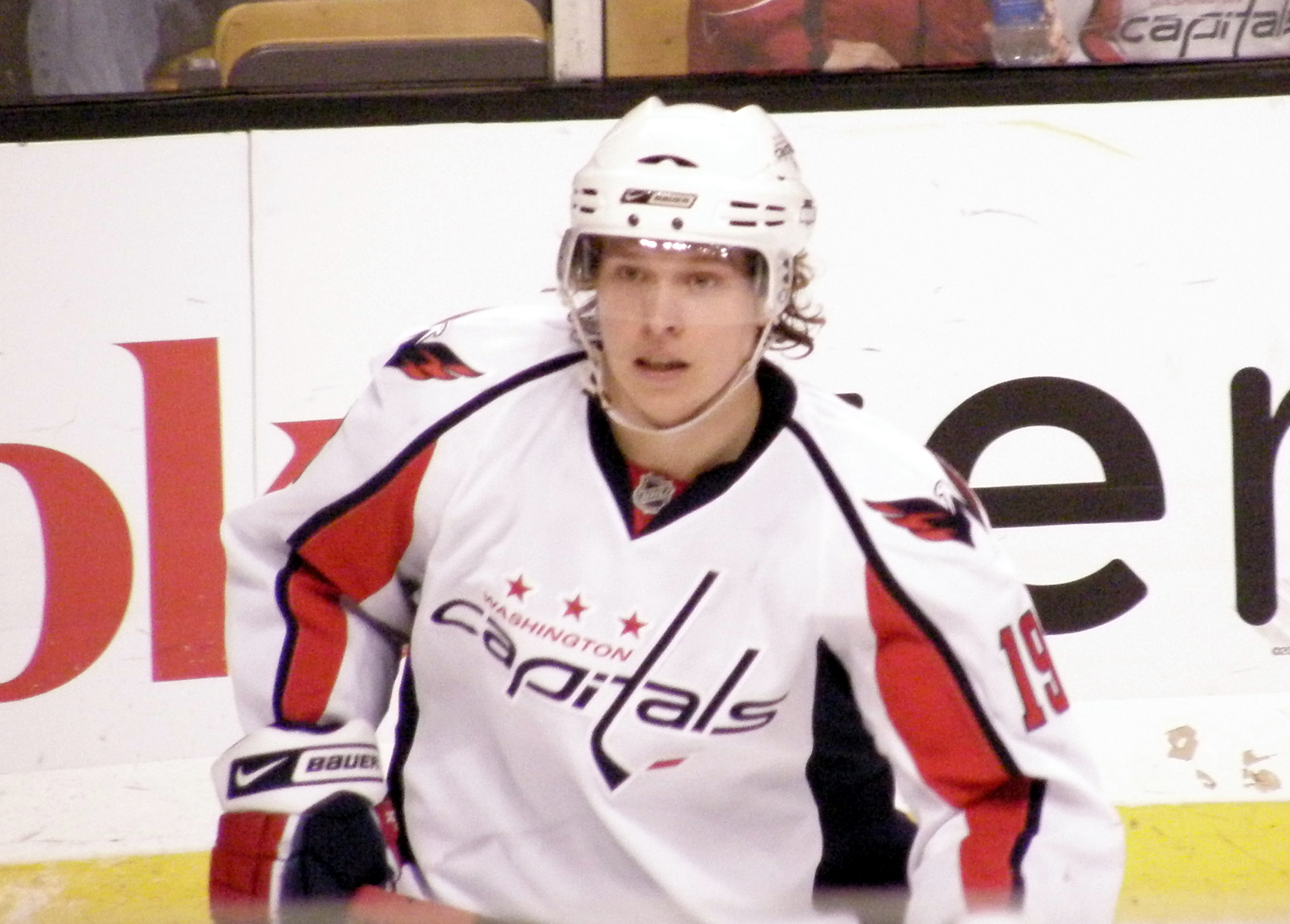
Nicklas Bäckström inscrit 8 points lors des séries de 2015

Les Rangers se sont qualifiés pour le deuxième tour des séries avec trois jours d'avance sur les Capitals mais ils ont également pu mieux se reposer en ne jouant que 5 matchs contre 7 pour leurs adversaires. C'est la cinquième fois depuis 2009 que les deux équipes se rencontrent lors des séries éliminatoires, les Rangers prenant le dessus lors des deux confrontations les plus récentes, à chaque fois en sept rencontres. Au vu des résultats de la saison 2014-2015, trois victoires pour New York, les Rangers partent favoris pour cette série qui s'annonce être physique.
Malgré cet avantage sur le papier, ce sont les Capitals qui s'illustrent les premiers lors d'une supériorité numérique en fin de première période. John Carlson récupère le palet pour lancer son capitaine, Ovetchkine, dans leur propre moitié de terrain. Le joueur russe avance vers le camp adverse puis effectue rapidement un tir des poignets qui ne laisse aucune chance à Lundqvist. Le lancer d'Ovetchkine est si puissant que la rondelle ressort du but. La deuxième période ne voit pas le score évoluer et finalement, dans les cinq dernières minutes du match, Jesper Fast détourne la trajectoire d'un lancer de Hayes juste devant Holtby pour égaliser pour les Rangers. Les deux équipes semblent se diriger vers les prolongations quand dans les dernières secondes de jeu, Dan Boyle contrôle le palet dans son camp, le long de la bande. Les Capitals ne s'en laissent pas conter et Bäckström effectue une solide mise en échec sur le défenseur des Rangers. Ovetchkine récupère le palet dans les patins des deux joueurs puis part pour contourner le but de Lundqvist ; au dernier moment, il remet le palet au premier poteau à Ward qui passe le palet sous la jambière du portier de New York. Le but est validé à moins de 2 secondes de jeu de la fin du match.
Les Rangers se reprennent dès l'entame du deuxième match en partant rapidement à l'attaque. Dès leur première attaque, ils sont dangereux : Stepan centre devant les buts pour la reprise de Fast ; même si Holtby fait l'arrêt, il concède un rebond juste devant sa zone et Kreider qui a bien suivi envoie le palet dans les filets. Ils doublent la mise à la 15e minute sur une supériorité numérique : après un dégagement de la défense des Capitals, Dan Boyle récupère la rondelle à la ligne bleue et la propulse dans les buts pour le 2-0. À la 34e minute, Kouznetsov et Chimera partent à deux en contre-attaque ; le russe lance le palet contre la bande du fond de la glace et Chimera tente un lancer. Lundqvist fait l'arrêt mais Kouznetsov qui a bien suivi permet aux joueurs de Washington de revenir dans le match. Au début de la troisième période, St-Louis envoie le palet au centre de la glace mais les défenseurs des Capitals se gênent et la rondelle arrive dans la palette de Brassard qui trompe pour la troisième fois de la soirée Holtby. Le capitaine des Capitals inscrit un deuxième but à la 50e pour son équipe : il récupère le palet un peu avant la ligne médiane, passe entre les deux défenseurs adverses, finit sa course à genou mais a le temps de lancer le palet dans la lucarne de Lundqvist. Malgré ce but spectaculaire, le score n'évolue plus et les Rangers égalisent dans la série.
La troisième rencontre est jouée à Washington et ce sont les visiteurs qui se montrent les plus dangereux en début de rencontre en effectuant 11 tirs lors de la première période ; mais ils ne réussissent pas à battre Holtby alors que Washington, de son côté, n'effectue son premier tir que plus de six minutes après le début du match. Malgré six nouvelles minutes sans tir en début de deuxième tiers-temps, les Capitals ouvrent la marque après 27 minutes de jeu par Jay Beagle qui inscrit son premier but de ces séries. Il tire une première fois à côté après des passes de Brouwer et d'André Burakovsky puis récupère la rondelle derrière le filet et l'envoie devant le but ; le palet rebondit alors sur le patin du défenseur des Rangers Keith Yandle puis sur celui de Lundqvist avant de rentrer dans les filets. Plus aucun but n'est ensuite marqué, Holtby réalisant un blanchissage en repoussant les 30 tirs auxquels il fait face, et Washington reprend l'avantage 2-1 dans la série. Après cette victoire, Holtby possède une moyenne de 1,54 but encaissé pour 94,9 % d'arrêts en séries en 2015 et Beagle, qui avait marquer son dernier but en séries le 6 mai 2013, voit sa séquence de 14 matchs sans but en séries s'arrêter. 
Lundqvist commence le quatrième match dans les buts des Rangers. Il s'agit de son 100e match en séries avec la franchise ; il est le troisième gardien à obtenir autant de départs en séries avec la même équipe derrière Martin Brodeur et Patrick Roy. De l'autre côté de la patinoire, la séquence sans prendre de but de Holtby s'arrête à 100 minutes et 5 secondes quand Brassard, qui était le dernier joueur de New York à le battre, marque son cinquième but des séries en glissant la rondelle sous la barre des Capitals et ouvre le score en deuxième période. Mais Washington égalise dix minutes plus tard, par Burakovsky, qui n'a été rappelé avec l'équipe que lors du premier tour après la blessure de Fehr. Ce même Burakovsky inscrit le but de la victoire quatre minutes plus tard, au tout début de la dernière période du match. Les Capitals mènent donc la série 3 rencontres à 1. 

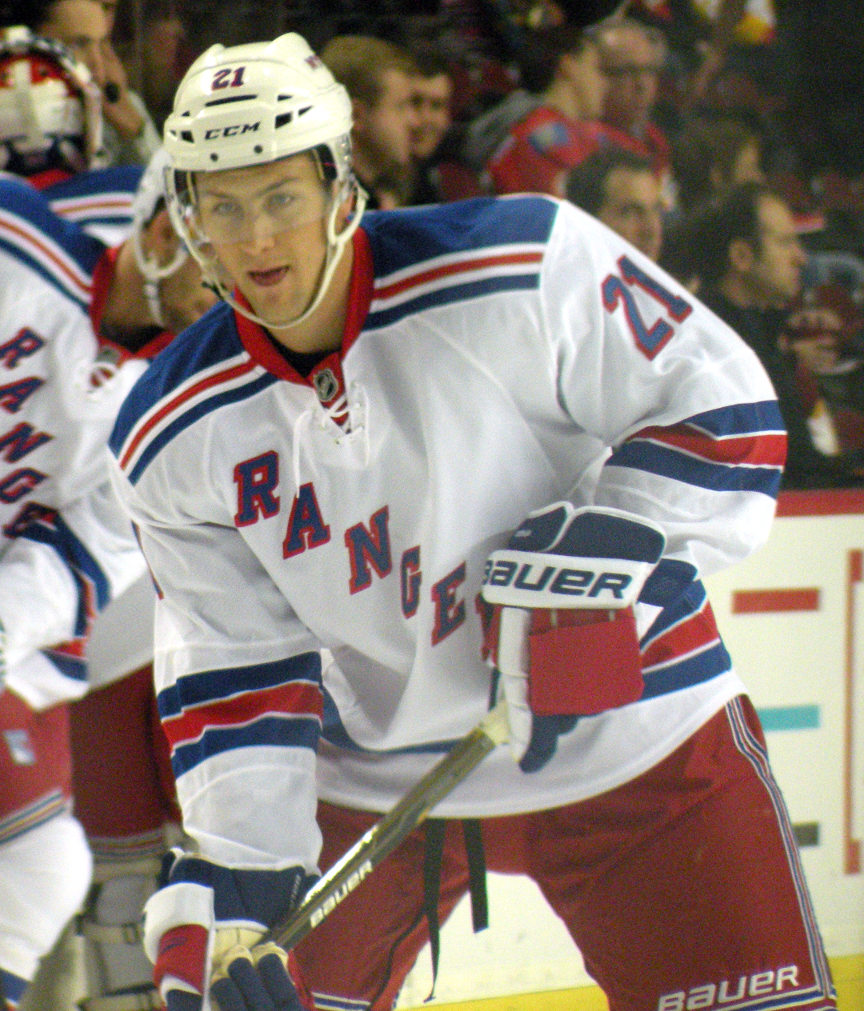
Derek Stepan donne la qualification aux Rangers en prolongation du septième match de la série.

Les Rangers et les Capitals sont de retour pour le cinquième match de la série à New York et les locaux n'ont pas d'autre choix que de remporter le match pour ne pas être éliminés. Les deux gardiens sont les joueurs clés de la rencontre ; en effet, ni Holtby ni Lundqvist ne concèdent le moindre but durant les deux premières périodes et ceci malgré 28 lancers des Rangers et 18 des Capitals. Lundqvist est le premier à craquer à la 50e minute sur une échappée de Glencross. Les Rangers tentent d'égaliser mais ne parviennent pas à tromper la vigilance de Holtby et à deux minutes de la fin du match, ils décident de faire sortir leur gardien suédois. Il n'a pas le temps d'atteindre le banc de touche que Kreider égalise pour son équipe. Les deux franchises jouent donc les prolongations et après 9 minutes, ce sont finalement les Rangers qui s'imposent. Ils profitent d'une sortie de zone défensive des Capitals mal négociée pour inscrire un but par Ryan McDonagh.
Devant leur public, les Capitals ont une nouvelle chance de se qualifier pour la finale d'association mais le sixième match débute mal pour eux puisque les visiteurs ouvrent le score dès la première minute par Kreider qui remonte toute la patinoire en échappée et parvient à tromper Holtby du revers de la crosse. Ce même Kreider double la mise à la fin de la période en supériorité numérique en reprenant un lancer repoussé de la jambière par Holtby. Les locaux reviennent dans la partie dès le retour sur la glace quand Kouznetsov effectue un lancer puissant depuis le cercle d'engagement. Lundqvist arrête la course de la rondelle mais Chimera a bien suivi et réduit l'écart. Aucun but n'est inscrit durant toute la période mais comme lors des deux premières périodes, un but est inscrit dans la première minute de la troisième période. Nash, Brassard et St-Louis mettent la pression sur la défense des Capitals et après une tentative de St-Louis, Nash récupère le palet et bat Holtby en lui passant devant. New York mène alors 3-1 puis 4-1 moins de quatre minutes plus tard grâce à un but de Dan Boyle. Kouznetsov puis Ward inscrivent deux buts pour Washington qui revient à 4-3 mais les Rangers tiennent leur victoire et ne la lâchent pas. Lundqvist arrête un total de 42 lancers au cours de ce sixième match.
Après avoir gâché deux occasions de se qualifier pour la finale de l'association, les Capitals sont les premiers à s'illustrer au cours du septième et dernier match de la série. Johansson réalise une passe transversale du côté de la glace vers le centre à la douzième minute ; Ovetchkine récupère ce palet et parvient à tromper Lundqvist. Les Rangers reviennent au score à la sixième minute de la deuxième période par le jeune Hayes, sur une supériorité numérique, la quatrième depuis le début du match. Les deux équipes se séparent à l'issue des trois périodes réglementaires sur un score nul 1-1 avec 28 lancers pour les Capitals et 34 pour les Rangers. Il faut attendre la 71e minute de jeu pour voir les Rangers l'emporter. Sur un engagement en zone offensive remporté par Stepan, Keith Yandle récupère le palet pour le transmettre à Dan Girardi qui est à la ligne bleue. Il effectue un lancer que Holtby ne parvient pas à bloquer. La rondelle revient dans la palette de Derek Stepan qui n'a plus qu'à l'envoyer au fond du filet pour donner la qualification à son équipe.
| 30 avril | New York | 1-2 (0-1, 0-0, 1-1) | Washington | Madison Square Garden 18 006 spectateurs |

| Feuille de match | Feuille de match                    | Feuille de match | Feuille de match                                                                           | Feuille de match                                                                            |
| ---------------- | ----------------------------------- | ---------------- | ------------------------------------------------------------------------------------------ | ------------------------------------------------------------------------------------------- |
|                  | Fast (Hayes, Hagelin) — 55 min 21 s | 0-1 1-1 1-2      | Ovetchkine (Carlson, Holtby) — 18 min 13 s (SN) Ward (Ovetchkine, Bäckström) — 59 min 58 s | Arbitrage : Chris Rooney, Kelly Sutherland, Francois St. Laurent Jay Sharrers, Brian Murphy |
| Lundqvist        | Gardiens                            | Holtby           |                                                                                            | Arbitrage : Chris Rooney, Kelly Sutherland, Francois St. Laurent Jay Sharrers, Brian Murphy |
| 6 min            | Pénalités                           | 6 min            |                                                                                            | Arbitrage : Chris Rooney, Kelly Sutherland, Francois St. Laurent Jay Sharrers, Brian Murphy |
| 32               | Tirs                                | 29               |                                                                                            | Arbitrage : Chris Rooney, Kelly Sutherland, Francois St. Laurent Jay Sharrers, Brian Murphy |

| 2 mai | New York | 3-2 (2-0, 0-1, 1-1) | Washington | Madison Square Garden 18 006 spectateurs |

| Feuille de match | Feuille de match                                                                              | Feuille de match    | Feuille de match                                                          | Feuille de match                                                                       |
| ---------------- | --------------------------------------------------------------------------------------------- | ------------------- | ------------------------------------------------------------------------- | -------------------------------------------------------------------------------------- |
|                  | Kreider (Fast, Stepan) — 38 s Boyle — 15 min 40 s (SN) Brassard (St-Louis, Nash) — 46 min 7 s | 1-0 2-0 2-1 3-1 3-2 | Kouznetsov (Chimera) — 33 min 59 s Ovetchkine (Ward, Orpik) — 50 min 29 s | Arbitrage : Dan O'Rourke, Dan O'Halloran, Marc Joannette Greg Devorski, Michel Cormier |
| Lundqvist        | Gardiens                                                                                      | Holtby              |                                                                           | Arbitrage : Dan O'Rourke, Dan O'Halloran, Marc Joannette Greg Devorski, Michel Cormier |
| 2 min            | Pénalités                                                                                     | 8 min               |                                                                           | Arbitrage : Dan O'Rourke, Dan O'Halloran, Marc Joannette Greg Devorski, Michel Cormier |
| 35               | Tirs                                                                                          | 32                  |                                                                           | Arbitrage : Dan O'Rourke, Dan O'Halloran, Marc Joannette Greg Devorski, Michel Cormier |

| 4 mai | Washington | 1-0 (0-0, 1-0, 0-0) | New York | Verizon Center 18 506 spectateurs |

| Feuille de match | Feuille de match                           | Feuille de match | Feuille de match | Feuille de match                                                                 |
| ---------------- | ------------------------------------------ | ---------------- | ---------------- | -------------------------------------------------------------------------------- |
|                  | Beagle (Burakovsky, Brouwer) — 27 min 31 s | 1-0              |                  | Arbitrage : Brad Watson, Marc Joannette, Steve Kozari Scott Cherrey, Shane Heyer |
| Holtby           | Gardiens                                   | Lundqvist        |                  | Arbitrage : Brad Watson, Marc Joannette, Steve Kozari Scott Cherrey, Shane Heyer |
| 4 min            | Pénalités                                  | 4 min            |                  | Arbitrage : Brad Watson, Marc Joannette, Steve Kozari Scott Cherrey, Shane Heyer |
| 22               | Tirs                                       | 30               |                  | Arbitrage : Brad Watson, Marc Joannette, Steve Kozari Scott Cherrey, Shane Heyer |

| 6 mai | Washington | 2-1 (0-0, 1-1, 1-0) | New York | Verizon Center 18 506 spectateurs |

| Feuille de match | Feuille de match                                                    | Feuille de match | Feuille de match                        | Feuille de match                                                              |
| ---------------- | ------------------------------------------------------------------- | ---------------- | --------------------------------------- | ----------------------------------------------------------------------------- |
|                  | Burakovsky (Beagle, Gleason) — 36 min 29 s Burakovsky — 40 min 24 s | 0-1 1-1 2-1      | Brassard (St-Louis, Nash) — 26 min 12 s | Arbitrage : Brad Watson, Eric Furlatt, Chris Lee Brad Kovachik, Bryan Pancich |
| Holtby           | Gardiens                                                            | Lundqvist        |                                         | Arbitrage : Brad Watson, Eric Furlatt, Chris Lee Brad Kovachik, Bryan Pancich |
| 23 min           | Pénalités                                                           | 13 min           |                                         | Arbitrage : Brad Watson, Eric Furlatt, Chris Lee Brad Kovachik, Bryan Pancich |
| 30               | Tirs                                                                | 29               |                                         | Arbitrage : Brad Watson, Eric Furlatt, Chris Lee Brad Kovachik, Bryan Pancich |

| 8 mai | New York | 2-1 (pr) (0-0, 0-0, 1-1, 1-0) | Washington | Madison Square Garden 18 006 spectateurs |

| Feuille de match | Feuille de match                                                             | Feuille de match | Feuille de match                           | Feuille de match                                                                                  |
| ---------------- | ---------------------------------------------------------------------------- | ---------------- | ------------------------------------------ | ------------------------------------------------------------------------------------------------- |
|                  | Kreider (Stepan, Yandle) — 58 min 19 s McDonagh (Stepan, Fast) — 69 min 37 s | 0-1 1-1 2-1      | Glencross (Niskanen, Wilson) — 50 min 54 s | Arbitrage : Wes McCauley, Dan O'Rourke, Kevin Pollock Derek Nansen, Brian Murphy, David Brisebois |
| Lundqvist        | Gardiens                                                                     | Holtby           |                                            | Arbitrage : Wes McCauley, Dan O'Rourke, Kevin Pollock Derek Nansen, Brian Murphy, David Brisebois |
| 4 min            | Pénalités                                                                    | 4 min            |                                            | Arbitrage : Wes McCauley, Dan O'Rourke, Kevin Pollock Derek Nansen, Brian Murphy, David Brisebois |
| 43               | Tirs                                                                         | 29               |                                            | Arbitrage : Wes McCauley, Dan O'Rourke, Kevin Pollock Derek Nansen, Brian Murphy, David Brisebois |

| 10 mai | Washington | 3-4 (0-2, 1-0, 2-2) | New York | Verizon Center 18 506 spectateurs |

| Feuille de match | Feuille de match | Feuille de match            | Feuille de match | Feuille de match                                                                                     |
| ---------------- | --- | --------------------------- | --- | --- |
|                  | Chimera (Kouznetsov, Ward) — 20 min 28 s Kouznetsov (Alzner, Ward) — 47 min 40 s Ward (Chimera, Carlson) — 50 min 33 s | 0-1 0-2 1-2 1-3 1-4 2-4 3-4 | Kreider (Fast, Klein) — 40 s Kreider (Brassard, Stepan) — 19 min 59 s (SN) Nash (St-Louis, Brassard) — 40 min 54 s Boyle (Sheppard, Miller) — 44 min 24 s | Arbitrage : Chris Rooney, Kelly Sutherland, Kevin Pollock Jay Sharrers, Derek Amell, David Brisebois |
| Holtby           | Gardiens | Lundqvist                   | | Arbitrage : Chris Rooney, Kelly Sutherland, Kevin Pollock Jay Sharrers, Derek Amell, David Brisebois |
| 6 min            | Pénalités | 8 min                       | | Arbitrage : Chris Rooney, Kelly Sutherland, Kevin Pollock Jay Sharrers, Derek Amell, David Brisebois |
| 45               | Tirs | 28                          | | Arbitrage : Chris Rooney, Kelly Sutherland, Kevin Pollock Jay Sharrers, Derek Amell, David Brisebois |

| 13 mai | New York | 2-1 (pr) (0-1, 1-0, 0-0, 1-0) | Washington | Madison Square Garen 18 006 spectateurs |

| Feuille de match | Feuille de match                                                                   | Feuille de match | Feuille de match                                | Feuille de match                                                                                      |
| ---------------- | ---------------------------------------------------------------------------------- | ---------------- | ----------------------------------------------- | --- |
|                  | Hayes (Miller, McDonagh) — 26 min 22 s (SN) Stepan (Girardi, Yandle) — 71 min 24 s | 0-1 1-1 2-1      | Ovetchkine (Johansson, Bäckström) — 12 min 50 s | Arbitrage : Wes McCauley, Francis Charron, Kevin Pollock Pierre Racicot, Derek Amell, David Brisebois |
| Lundqvist        | Gardiens                                                                           | Holtby           |                                                 | Arbitrage : Wes McCauley, Francis Charron, Kevin Pollock Pierre Racicot, Derek Amell, David Brisebois |
| 6 min            | Pénalités                                                                          | 8 min            |                                                 | Arbitrage : Wes McCauley, Francis Charron, Kevin Pollock Pierre Racicot, Derek Amell, David Brisebois |
| 39               | Tirs                                                                               | 36               |                                                 | Arbitrage : Wes McCauley, Francis Charron, Kevin Pollock Pierre Racicot, Derek Amell, David Brisebois |

#### Anaheim contre Calgary
Les Ducks sont les favoris de leur série contre les Flames : ils finissent devant au classement dans la division Pacifique puis éliminent leurs adversaires en quatre matchs lors du premier tour des séries. De plus, alors que les Ducks jouent régulièrement les séries, les remportant même en 2007, les Flames n'ont pas joué les demi-finales d'association depuis 2004. Les deux équipes se sont rencontrées à cinq reprises au cours de la saison régulière avec trois victoires d'Anaheim contre deux pour Calgary.
Le premier match de la série tourne rapidement à l'avantage des Ducks qui mènent sur le score de 2-0 à la fin du premier tiers-temps. Quant à la 22e minute de jeu, Hiller accorde un troisième but sur 14 lancers, il est remplacé une nouvelle fois par Ramo. Malgré ce changement, les joueurs d'Anaheim continuent leur travail offensif et inscrivent un quatrième but au mi-match par Etem. Le troisième tiers-temps ne commence pas mieux pour les Flames qui concèdent deux buts en moins de 3 minutes ; ils sauvent finalement leur honneur dix minutes avant la fin du match. Le score final de ce premier match est donc de 6-1 pour les Ducks d'Anaheim. L'équipe des Flames joue une grande partie de la rencontre sans Jiří Hudler blessé en seconde période alors que Micheal Ferland quitte le match lors de la première période.
La deuxième rencontre de la série est également remportée par les Ducks. Ces derniers s'imposent sur le score de 3-0 devant leur public. Le premier but est inscrit par Beleskey en première période à la 7e minute et il faut attendre la 51e pour voir le deuxième but de la soirée inscrit cette fois par Lindholm. Le dernier but est inscrit par Nate Thompson dans les 3 dernières minutes dans la cage vide. De l'autre côté de la glace, Andersen arrête l'intégralité des 30 lancers qu'il reçoit. Les Flames se reprennent sur leur glace dès l'entame de la troisième rencontre en inscrivant un premier but à la deuxième minute du match par un but de Brandon Bollig sur une passe de Mason Raymond. Maroon puis Perry, en moins de huit minutes, permettent aux Ducks de revenir puis de mener au score à la fin du premier tiers-temps. Le but de Perry est inscrit du patin mais, après une revue vidéo par le corps arbitral, le but est accordé, le geste n'étant pas volontaire. Colborne égalise pour les Flames en début de deuxième période, mais quelques minutes plus tard, Beleskey trompe Ramo d'un tir des poignets pour redonner l'avantage aux visiteurs 3-2. Alors qu'il reste environ six minutes à faire en troisième période, Sam Bennett effectue un tir vers Andersen ; le palet semble avoir franchi la ligne de but avant d'être rapidement repoussé par le gardien d'Anaheim mais la reprise vidéo n'est cependant pas concluante pour accorder le but aux Flames. Le score reste inchangé pour la quasi-totalité de la dernière période et les Ducks semblent se diriger vers une troisième victoire de rang. Les deux équipes jouent la dernière minute avec un avantage numérique double pour les Flames en raison d'une pénalité et de la sortie de Ramo. Les Ducks tentent un lancer de loin qui passe proche des buts des Flames, Kris Russell récupère et remonte le palet pour le transmettre à John Gaudreau. Ce dernier temporise avant de propulser la rondelle au-dessus de l'épaule droite d'Andersen. Les deux équipes jouent donc une prolongation et, après moins de 5 minutes, Backlund offre la victoire aux locaux d'un tir masqué.
Le quatrième match débute par un but des Ducks d'Anaheim en supériorité numérique. Les joueurs d'Anaheim démarrent l'action derrière leur but puis, par un jeu de passes, se retrouvent rapidement en position d'attaque. Silfverberg tente sa chance et trompe Ramo pour mener 1-0. L'avantage au tableau de marque ne dure que 39 secondes quand Gaudreau se défait de deux joueurs adverses. Il bute sur la jambière d'Andersen, mais Monahan reprend la rondelle pour égaliser. Une minute plus tard, Ferland, de retour de blessure, réalise un exploit personnel en remontant toute la glace pour inscrire le deuxième but des Flames. Les Ducks reviennent dans la partie à la 36e minute par l'intermédiaire d'Andrew Cogliano qui récupère un palet mal dégagé par la défense des Flames pour égaliser. Les deux équipes commencent la troisième période à égalité, mais à la suite d'une pénalité de Joe Colborne à la fin de la période précédente, les Flames débutent en infériorité numérique. Les visiteurs profitent de cet avantage numérique pour passer devant grâce à Beleskey qui reprend un palet juste devant Ramo. En toute fin de match, Maroon profite de la sortie de Ramo pour inscrire un quatrième but pour sceller une victoire finale 4-2.
Les Flames sont les premiers à marquer lors de la cinquième rencontre qui se déroule à Anaheim. Profitant d'une double pénalité mineure infligée à Kesler, Hudler marque d'un lancer frappé en supériorité numérique le seul but du premier tiers-temps. À peine cinq minutes après le début de la deuxième période, ce même Kesler égalise pour Anaheim après une passe de Silfverberg mais, moins d'une minute plus tard, les Flames reprennent l'avantage grâce à Gaudreau, seul dans l'enclave, dont le tir dévié par Perry bat Andersen. Menés 2-1 à l'issue du deuxième tiers-temps, les Ducks reviennent à nouveau au score en supériorité numérique en tout début de troisième période par Beleskey qui marque pour un cinquième match consécutif, établissant ainsi un nouveau record de franchise. Aucune équipe ne parvient à inscrire de but avant la fin du temps réglementaire et le match se joue alors en prolongation. Perry, qui avait temporairement quitté la glace plus tôt dans la partie après un choc au genou, inscrit finalement le but de la victoire pour les Ducks après un peu plus de deux minutes de temps supplémentaire. Anaheim, qui a dominé Calgary 47-19 au nombre des lancers, se qualifie ainsi pour la finale de l'association de l'Ouest pour la première fois en huit ans.
| 30 avril | Anaheim | 6-1 (2-0, 2-0, 2-1) | Calgary | Honda Center 17 174 spectateurs |

| Feuille de match | Feuille de match | Feuille de match                        | Feuille de match                  | Feuille de match                                                                     |
| ---------------- | --- | --------------------------------------- | --------------------------------- | ------------------------------------------------------------------------------------ |
|                  | Beleskey (Palmieri, Lindholm) — 10 min 17 s Maroon (Getzlaf, Perry) — 13 min 11 s Perry (Després, Getzlaf) — 22 min 13 s Etem (Beauchemin, Lindholm) — 30 min 11 s Perry (Getzlaf, Fowler) — 40 min 44 s (SN) Getzlaf (Vatanen, Perry) — 42 min 32 s (SN) | 1-0 2-0 3-0 4-0 5-0 6-0 6-1             | Bennett (Engelland) — 49 min 16 s | Arbitrage : Francis Charron, Marc Joannette, Steve Kozari Scott Cherrey, Shane Heyer |
| Anderson         | Gardiens | Hiller (22 min 13 s) Ramo (37 min 47 s) |                                   | Arbitrage : Francis Charron, Marc Joannette, Steve Kozari Scott Cherrey, Shane Heyer |
| 18 min           | Pénalités | 20 min                                  |                                   | Arbitrage : Francis Charron, Marc Joannette, Steve Kozari Scott Cherrey, Shane Heyer |
| 35               | Tirs | 24                                      |                                   | Arbitrage : Francis Charron, Marc Joannette, Steve Kozari Scott Cherrey, Shane Heyer |

| 3 mai | Anaheim | 3-0 (1-0, 0-0, 2-0) | Calgary | Honda Center 17 299 spectateurs |

| Feuille de match | Feuille de match | Feuille de match | Feuille de match | Feuille de match                                                                   |
| ---------------- | --- | ---------------- | ---------------- | ---------------------------------------------------------------------------------- |
|                  | Beleskey (Kesler, Silfverberg) — 7 min 27 s Lindholm (Perry, Getzlaf) — 51 min 15 s Thompson (Perry, Getzlaf) — 57 min 44 s (CV) | 1-0 2-0 3-0      |                  | Arbitrage : Wes McCauley, Francis Charron, Kevin Pollock Derek Nansen, Derek Amell |
| Andersen         | Gardiens | Ramo             |                  | Arbitrage : Wes McCauley, Francis Charron, Kevin Pollock Derek Nansen, Derek Amell |
| 8 min            | Pénalités | 10 min           |                  | Arbitrage : Wes McCauley, Francis Charron, Kevin Pollock Derek Nansen, Derek Amell |
| 34               | Tirs | 30               |                  | Arbitrage : Wes McCauley, Francis Charron, Kevin Pollock Derek Nansen, Derek Amell |

| 5 mai | Calgary | 4-3 (pr) (1-2, 1-1, 1-0, 1-0) | Anaheim | Scotiabank Saddledome 19 289 spectateurs |

| Feuille de match | Feuille de match | Feuille de match            | Feuille de match | Feuille de match                                                                            |
| ---------------- | --- | --------------------------- | --- | ------------------------------------------------------------------------------------------- |
|                  | Bollig (Raymond, Granlund) — 2 min 7 s - Colborne — 24 min 17 s (IN) - Gaudreau (Russell) — 59 min 40 s Backlund (Wideman, Brodie) — 64 min 24 s | 1-0 1-1 1-2 2-2 2-3 3-3 4-3 | - Maroon (Getzlaf, Vatanen) — 6 min 57 s Perry (Després, Getzlaf) — 14 min 10 s - Beleskey (Kesler, Després) — 28 min 20 s - - | Arbitrage : Chris Rooney, Kelly Sutherland, Francois St. Laurent Jay Sharrers, Brian Murphy |
| Ramo             | Gardiens | Andersen                    | | Arbitrage : Chris Rooney, Kelly Sutherland, Francois St. Laurent Jay Sharrers, Brian Murphy |
| 6 min            | Pénalités | 14 min                      | | Arbitrage : Chris Rooney, Kelly Sutherland, Francois St. Laurent Jay Sharrers, Brian Murphy |
| 21               | Tirs | 21                          | | Arbitrage : Chris Rooney, Kelly Sutherland, Francois St. Laurent Jay Sharrers, Brian Murphy |

| 8 mai | Calgary | 2-4 (2-1, 0-1, 0-2) | Anaheim | Scotiabank Saddledome 19 289 spectateurs |

| Feuille de match | Feuille de match                                              | Feuille de match        | Feuille de match | Feuille de match                                                                        |
| ---------------- | ------------------------------------------------------------- | ----------------------- | --- | --------------------------------------------------------------------------------------- |
|                  | Monahan (Gaudreau, Russell) — 4 min 37 s Ferland — 5 min 44 s | 0-1 1-1 2-1 2-2 2-3 2-4 | Silfverberg (Kesler, Beauchemin) — 3 min 58 s (SN) Cogliano (Palmieri) — 36 min 42 s Beleskey (Silfverberg, Beauchemin) — 41 min 11 s (SN) Maroon — 59 min 23 s (CV) | Arbitrage : Gord Dwyer, Eric Furlatt, François St. Laurent Pierre Racicot, Steve Miller |
| Ramo             | Gardiens                                                      | Andersen                | | Arbitrage : Gord Dwyer, Eric Furlatt, François St. Laurent Pierre Racicot, Steve Miller |
| 10 min           | Pénalités                                                     | 6 min                   | | Arbitrage : Gord Dwyer, Eric Furlatt, François St. Laurent Pierre Racicot, Steve Miller |
| 27               | Tirs                                                          | 29                      | | Arbitrage : Gord Dwyer, Eric Furlatt, François St. Laurent Pierre Racicot, Steve Miller |

| 10 mai | Anaheim | 3-2 (pr) (0-1, 1-1, 1-0, 1-0) | Calgary | Honda Center 17 284 spectateurs |

| Feuille de match | Feuille de match | Feuille de match    | Feuille de match                                                                      | Feuille de match                                                                                    |
| ---------------- | --- | ------------------- | ------------------------------------------------------------------------------------- | --------------------------------------------------------------------------------------------------- |
|                  | Kesler (Silfverberg, Fowler) — 24 min 59 s (SN) Beleskey (Beauchemin, Silfverberg) — 40 min 59 s (SN) Perry (Maroon, Fowler) — 62 min 26 s | 0-1 1-1 1-2 2-2 3-2 | Hudler (Wideman, Russell) — 10 min 43 s (SN) Gaudreau (Hudler, Wideman) — 25 min 55 s | Arbitrage : Brad Watson, Chris Lee, Francois St. Laurent Brad Kovachik, Steve Miller, Bryan Pancich |
| Andersen         | Gardiens | Ramo                |                                                                                       | Arbitrage : Brad Watson, Chris Lee, Francois St. Laurent Brad Kovachik, Steve Miller, Bryan Pancich |
| 12 min           | Pénalités | 12 min              |                                                                                       | Arbitrage : Brad Watson, Chris Lee, Francois St. Laurent Brad Kovachik, Steve Miller, Bryan Pancich |
| 47               | Tirs | 19                  |                                                                                       | Arbitrage : Brad Watson, Chris Lee, Francois St. Laurent Brad Kovachik, Steve Miller, Bryan Pancich |

#### Chicago contre Minnesota

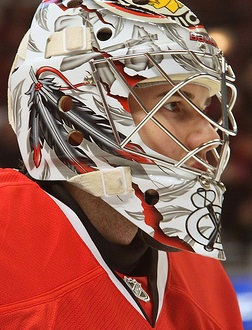
Corey Crawford est de retour dans les buts pour les Blackhawks lors de la série et remporte les 4 matchs, dont un par blanchissage

Le deuxième tour des séries opposant les Blackhawks de Chicago au Wild du Minnesota est la troisième confrontation consécutive en séries entre les deux franchises. Les deux précédentes oppositions ont vu les Blackhawks s'imposer à chaque fois. Contrairement aux séries passées où les blessures ont contrarié les gardiens du Wild, celui-ci peut s'appuyer cette fois-ci sur son gardien numéro un, Devan Dubnyk, finaliste 2015 du trophée Vézina. De son côté, Chicago s'appuie sur un duo de gardiens de bon niveau, Corey Crawford et Scott Darling.
Les Blackhawks accueillent le Wild pour le premier match. Pour la première fois depuis le deuxième match du premier tour, Crawford débute devant le but de Chicago. Les Blackhawks ouvrent le score par Saad, sur une passe de Hossa, après 75 secondes de jeu et sur le premier tir du match. Chicago double ensuite le score par Kane puis Marcus Kruger donne une avance de trois buts à son équipe après 15 minutes de jeu. Le Wild parvient à revenir au score et à égaliser avant la moitié du deuxième tiers-temps d'abord par Zucker sur un tir sur réception en tout début de période, puis par Parisé moins de quatre minutes plus tard et enfin par Granlund qui marque après avoir intercepté une passe entre Keith et Toews. Le deuxième tiers-temps, qui est essentiellement à l'avantage du Wild, se termine cependant par un but de Teuvo Teräväinen, son premier en séries éliminatoires, qui permet à Chicago de terminer la période avec une avance d'un but. Plus aucun but n'est marqué lors du troisième tiers-temps et ce premier but de Teräväinen s'avère être le but gagnant pour Chicago qui remportent leur septième match consécutif à domicile contre le Wild en séries.

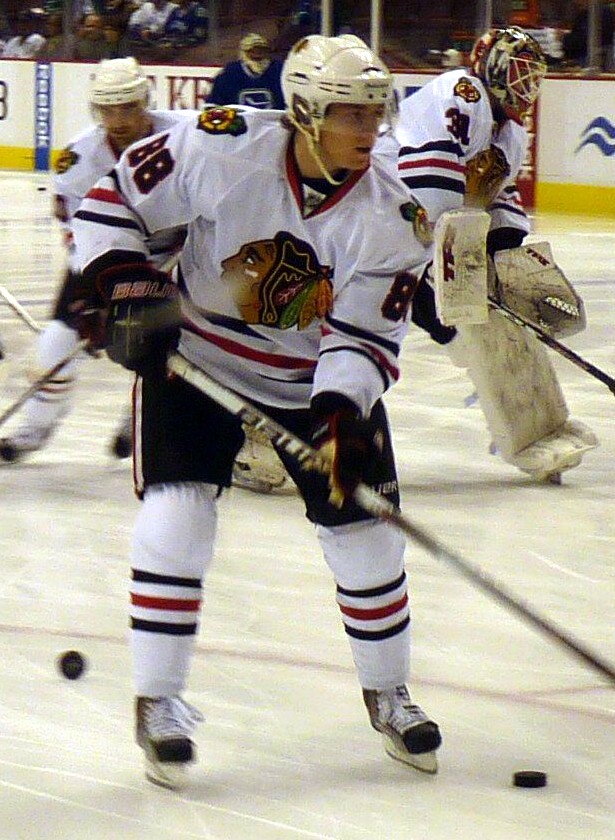
Patrick Kane inscrit 5 buts en 4 rencontres contre le Wild

Lors du deuxième match, aucune équipe ne parvient à marquer en première période mais, après 12 minutes de jeu en deuxième tiers-temps, les Blackhawks ouvrent la marque en infériorité numérique : Hossa récupère la rondelle derrière Suter puis transmet à Toews qui tire au but ; le palet est arrêté par Dubnyk mais touche le pommeau de son bâton et franchit la ligne. Crawford permet ensuite à son équipe de rester en tête en effectuant deux arrêts puis, pour la deuxième fois en deux matchs, le Wild encaisse un but en toute fin de période, par Kane, sur une passe de Keith, qui permet à Chicago de mener 2-0. En début de troisième tiers-temps, Dumba marque pour le Wild en supériorité numérique depuis le côté droit de la patinoire mais Sharp, sur une passe de Teräväinen, inscrit son quatrième but des séries un peu plus tard et les Blackhawks reprennent deux buts d'avance. En fin de match, alors que Dubnyk vient de sortir au profit d'un attaquant supplémentaire, Kane marque son deuxième but du match dans le filet désert et Chicago remporte le match 4-1 pour mener 2-0 dans la série. Crawford termine le match avec 30 arrêts alors que Dubnyk, qui a pris 7 buts en deux matchs, se contente de 27 tirs stoppés. Keith, avec un nouveau point marqué, pointe en tête des défenseurs avec 10 points en séries. Avec cette victoire, les Blackhawks étendent à huit leur suite de victoires à domicile en séries contre le Wild en trois saisons.
Le début du troisième match est dominé par le Wild qui ne parvient cependant pas à battre Crawford. Ce sont au contraire les Blackhawks qui ouvrent le score après 14 minutes de jeu. Andrew Shaw récupère une passe ratée de Sharp et transmet le palet à Kane qui marque son sixième but des séries en battant Dubnyk entre les jambières. Minnesota a ensuite plusieurs occasions d'égaliser en deuxième et troisième périodes mais Crawford ne laisse passer aucune rondelle et permet, grâce à un blanchissage, à Chicago de remporter le match 1-0 et de mener 3-0 dans la série. Kane, avec son sixième but et son onzième point des séries, est alors classé à la deuxième place de la LNH dans ces séries.
L'ouverture du score lors du quatrième match est à nouveau l'œuvre des Blackhawks, comme depuis le début de la série entre les deux franchises ; Seabrook bat Dubnyk d'un tir lointain après une passe de Bickell en milieu de première période. Chicago mène ensuite 2-0 en début de deuxième tiers-temps par l'intermédiaire de Shaw qui marque entre les jambières de Dubnyk lors d'une supériorité numérique. Peu après la blessure de Rozsival qui oblige les Blackhawks à finir le match à cinq défenseurs, le Wild revient au score lorsqu'Erik Haula marque en reprenant une rondelle repoussée par Crawford sur un tir de Dumba. Après 13 minutes en troisième période, sur une passe lobée de Hjalmarsson, Bickell récupère la rondelle et, en situation de deux contre un, passe à Kane qui marque et redonne deux buts d'avance à Chicago. En supériorité numérique, le Wild sort son gardien pour jouer à six contre quatre et tenter de revenir au score mais à trois minutes de la fin de la rencontre, Hossa marque son premier but depuis 22 matchs en séries et permet aux Blackhawks de mener 4-1. Minnesota, toujours avec Dubnyk sur le banc, revient à 4-2 en supériorité numérique par Pominville à deux minutes 18 du terme puis à 4-3 par Niederreiter alors qu'il ne reste plus qu'une minute 27 à jouer. Mais malgré une ultime supériorité numérique, le Wild ne réussit pas à égaliser et les Blackhawks se qualifient pour la finale d'association. Crawford termine cette série avec 124 arrêts en 131 tirs et 94,7 % d'arrêts alors que Kane compte cinq buts en quatre matchs. Le lendemain du dernier match la série, la franchise annonce que Michal Rozsíval ne reviendra pas au jeu avant la saison suivante.
| 1er mai | Chicago | 4-3 (3-0, 1-3, 0-0) | Minnesota | United Center 21 851 spectateurs |

| Feuille de match | Feuille de match | Feuille de match            | Feuille de match                                                                                   | Feuille de match                                                                  |
| ---------------- | --- | --------------------------- | -------------------------------------------------------------------------------------------------- | --------------------------------------------------------------------------------- |
|                  | Saad (Hossa) — 1 min 15 s Kane (Richards, Vermette) — 13 min 11 s Kruger (Shaw, Keith) — 15 min 15 s - Teräväinen (Sharp, Keith) — 39 min 1 s | 1-0 2-0 3-0 3-1 3-2 3-3 4-3 | - Zucker (Vanek) — 21 min 21 s Parisé (Vanek, Koivu) — 25 min 7 s Granlund (Parisé) — 29 min 3 s - | Arbitrage : Kelly Sutherland, Brad Watson, Chris Lee Brad Kovachik, Bryan Pancich |
| Crawford         | Gardiens | Dubnyk                      | | Arbitrage : Kelly Sutherland, Brad Watson, Chris Lee Brad Kovachik, Bryan Pancich |
| 6 min            | Pénalités | 2 min                       | | Arbitrage : Kelly Sutherland, Brad Watson, Chris Lee Brad Kovachik, Bryan Pancich |
| 35               | Tirs | 33                          | | Arbitrage : Kelly Sutherland, Brad Watson, Chris Lee Brad Kovachik, Bryan Pancich |

| 3 mai | Chicago | 4-1 (0-0, 2-0, 2-1) | Minnesota | United Center 21 934 spectateurs |

| Feuille de match | Feuille de match | Feuille de match    | Feuille de match                         | Feuille de match                                                                |
| ---------------- | --- | ------------------- | ---------------------------------------- | ------------------------------------------------------------------------------- |
|                  | Toews (Hossa) — 32 min 28 s (IN) Kane (Keith) — 39 min 40 s Sharp (Teräväinen) — 47 min 39 s Kane (Sharp, Hjalmarsson) — 57 min 53 s (CV) | 1-0 2-0 2-1 3-1 4-1 | Dumba (Suter, Dubnyk) — 41 min 20 s (SN) | Arbitrage : Chris Rooney, Gord Dwyer, Eric Furlatt Pierre Racicot, Steve Miller |
| Crawford         | Gardiens | Dubnyk              |                                          | Arbitrage : Chris Rooney, Gord Dwyer, Eric Furlatt Pierre Racicot, Steve Miller |
| 4 min            | Pénalités | 4 min               |                                          | Arbitrage : Chris Rooney, Gord Dwyer, Eric Furlatt Pierre Racicot, Steve Miller |
| 31               | Tirs | 31                  |                                          | Arbitrage : Chris Rooney, Gord Dwyer, Eric Furlatt Pierre Racicot, Steve Miller |

| 5 mai | Minnesota | 0-1 (0-1, 0-0, 0-0) | Chicago | Xcel Energy Center 19 349 spectateurs |

| Feuille de match | Feuille de match | Feuille de match | Feuille de match                     | Feuille de match                                                                   |
| ---------------- | ---------------- | ---------------- | ------------------------------------ | ---------------------------------------------------------------------------------- |
|                  |                  | 0-1              | Kane (Shaw, Sharp) — 14 min 6 s (SN) | Arbitrage : Dan O'Rourke, Dan O'Halloran, Gord Dwyer Greg Devorski, Michel Cormier |
| Dubnyk           | Gardiens         | Crawford         |                                      | Arbitrage : Dan O'Rourke, Dan O'Halloran, Gord Dwyer Greg Devorski, Michel Cormier |
| 2 min            | Pénalités        | 6 min            |                                      | Arbitrage : Dan O'Rourke, Dan O'Halloran, Gord Dwyer Greg Devorski, Michel Cormier |
| 30               | Tirs             | 22               |                                      | Arbitrage : Dan O'Rourke, Dan O'Halloran, Gord Dwyer Greg Devorski, Michel Cormier |

| 7 mai | Minnesota | 3-4 (0-1, 1-1, 2-2) | Chicago | Xcel Energy Center 19 163 spectateurs |

| Feuille de match | Feuille de match | Feuille de match            | Feuille de match | Feuille de match                                                                            |
| ---------------- | --- | --------------------------- | --- | ------------------------------------------------------------------------------------------- |
|                  | Haula (Dumba) — 26 min 41 s Pominville (Spurgeon, Koivu) — 57 min 42 s (SN) Niederreiter (Dumba, Suter) — 58 min 33 s | 0-1 0-2 1-2 1-3 1-4 2-4 3-4 | Seabrook (Bickell, Oduya) — 10 min 23 s Shaw (Toews, Kane) — 23 min 28 s (SN) Kane (Bickell, Hjalmarsson) — 53 min 20 s Hossa (Toews) — 56 min 53 s (IN + CV) | Arbitrage : Marc Joannette, Chris Lee, Steve Kozari Scott Cherrey,Shane Heyer, Jay Sharrers |
| Dubnyk           | Gardiens | Crawford                    | | Arbitrage : Marc Joannette, Chris Lee, Steve Kozari Scott Cherrey,Shane Heyer, Jay Sharrers |
| 4 min            | Pénalités | 6 min                       | | Arbitrage : Marc Joannette, Chris Lee, Steve Kozari Scott Cherrey,Shane Heyer, Jay Sharrers |
| 37               | Tirs | 25                          | | Arbitrage : Marc Joannette, Chris Lee, Steve Kozari Scott Cherrey,Shane Heyer, Jay Sharrers |

### Finales d'association

#### Rangers de New York contre Tampa Bay

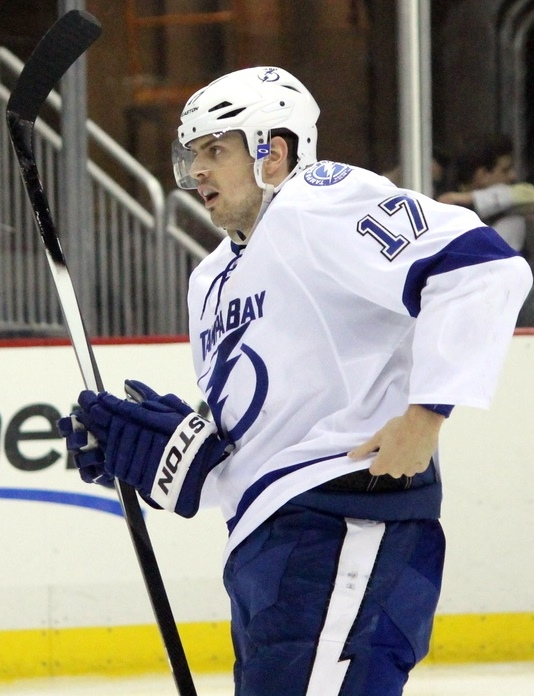
Alex Killorn inscrit 7 points lors de la série contre les Rangers, dont le but de la victoire lors du match décisif.

La finale de l'association de l'Est voit la confrontation de la meilleure équipe de la saison régulière, les Rangers de New York, contre la deuxième équipe de la division Atlantique, le Lightning de Tampa Bay. Cette série voit la rencontre entre Martin St-Louis et Ryan Callahan qui ont changé d'équipe au cours de la saison précédente au cours d'un échange, le premier passant aux Rangers alors que Callahan rejoignait le Lightning. Au cours de la saison 2014-2015, les Rangers se sont inclinés à trois reprises face aux joueurs de Tampa Bay, ceci malgré un classement final en faveur des Rangers.
Bishop et Lundqvist, les gardiens des deux équipes, sont les premiers à s'illustrer lors du premier match de la série. Bishop, le gardien de Tampa Bay, arrête ainsi les 11 lancers adverses lors du premier tiers alors que Lundqvist en arrête 7. Stepan ouvre le score pour les Rangers à 13 secondes de la fin du deuxième tiers-temps, en profitant d'un rebond laissé par Bishop sur un tir de Chris Kreider. Dans les buts Lundqvist continue à frustrer les joueurs de Tampa en arrêtant les 12 lancers adverses. Il craque finalement à la 46e minute sur une supériorité numérique. Les joueurs du Lightning sont installés dans la zone défensive adverse et font tourner le palet qui est finalement envoyé au fond du filet par Palát. Malgré cette égalisation, les Rangers sortent victorieux du match grâce à Dominic Moore qui profite d'un bon travail de Hayes derrière les buts pour tromper Bishop à bout portant.
Les joueurs de Tampa Bay inscrivent le premier but lors de la deuxième rencontre par Tyler Johnson qui inscrit son neuvième but des séries en infériorité numérique. Avec l'aide d'Alex Killorn, il subtilise le palet à l'attaque adverse puis part en échappée pour battre Lundqvist en deux temps. Le but est dans un premier temps refusé puis finalement accordé par le corps arbitral après l'avoir revisionné au ralenti. Trois minutes plus, à la 8e, les Rangers sont une nouvelle fois en supériorité numérique mais cette fois après un lancer de St. Louis, Bishop laisse un rebond qui profite Kreider. Les joueurs de Tampa reprennent les devants trois minutes plus tard sur une supériorité numérique à 4 contre 3. Johnson contrôle le palet à quelques mètres de Lundqvist et inscrit un nouveau but en lançant la rondelle au-dessus de l'épaule du portier suédois. Ce même Johnson inscrit son troisième but de la série au début du deuxième tiers-temps. Palát récupère le palet en défense, part sur le côté gauche puis sert Johnson démarqué au centre la patinoire. Ce dernier n'a plus qu'à ajuster Lundqvist pour réaliser un coup du chapeau. Stepan permet aux Rangers de réduire l'écart avec un but, encore une fois en supériorité numérique, avant la fin du tiers. Le denier tiers-temps tourne exclusivement à l'avantage des visiteurs avec deux buts de Killorn et un autre par Stamkos. Tampa Bay remporte ainsi la victoire sur le score de 6-2.
Vexés après avoir accordé six buts, les joueurs des Rangers commencent bien le troisième match, le premier de la série à Tampa, en inscrivant deux buts consécutifs dans la première période. C'est d'abord Brassard qui trompe Bishop d'un lancer frappé en supériorité numérique puis huit minutes plus tard, Fast double la mise à la suite d'une échappée. Stamkos réduit l'écart à la onzième minute : il vole le palet à un défenseur adverse puis prend le rebond d'un lancer de Killorn pour tromper le gardien suédois. Les visiteurs terminent la première période en tête mais les joueurs du Lightning dominent la deuxième période en inscrivant trois buts contre un seul pour les Rangers. Palát égalise pour le Lightning à la 30e minute sur une passe de Johnson puis trois minutes plus tard, Johnson marque son douzième but des séries sur une passe de Palát. Killorn est le troisième buteur des locaux lors de cette période, à la 37e minute, puis 30 secondes plus tard, Fast inscrit le troisième but des joueurs de New York. Au tout début de la troisième période, McDonagh ramène l'égalité au tableau de score mais à six minutes de la fin du temps réglementaire, Palát inscrit son deuxième but. L'avance de Tampa ne dure que quatre minutes quand, à la 58e, Dan Boyle marque le dixième but de la soirée et le score à la soixantième minute est donc de 5-5. La prolongation ne dure que 3 minutes avant que Koucherov ne donne la victoire aux joueurs de Tampa.
À l'aube du quatrième match, Lundqvist, qui a concédé douze buts en deux rencontres, ne se sent pas très bien et souhaite faire un grand match. Nash inscrit le premier but de la soirée à la 17e minute. Stamkos parvient à égaliser pour les locaux à la mi-match mais Kreider puis Yandle permettent aux Rangers de prendre deux buts d'avance. Ils en inscrivent deux de plus au cours de la troisième période, deux buts en supériorité numérique réussis par St-Louis puis Nash. Lundqvist réalise le match qu'il cherchait en réalisant 38 arrêts et les Rangers s'imposent 5-1. Le cinquième match se joue au Madison Square Garden ; Bishop ressent une douleur lors de l'échauffement mais il est tout de même aligné. La première période est relativement calme avec 4 lancers pour les visiteurs et 6 pour les locaux, tous arrêtés par les deux portiers. À la mi-match, les deux équipes sont toujours à égalité 0-0 et il faut attendre la 33e minute pour voir Filppula tromper Lundqvist d'un tir des poignets après une passe de Stamkos. Le capitaine de Tampa inscrit son deuxième point de la soirée cinq minutes plus tard en supériorité numérique sur une passe de Palát. Le score n'évolue plus au cours de la dernière période et malgré 26 lancers, les Rangers sont blanchis par Bishop et le Lightning.
Brassard inscrit le premier but de la sixième rencontre de la série. Il trompe Bishop dès la troisième minute et douze minutes plus tard, Yandle vient doubler la marque pour les Rangers. Callahan réussit à réduire l'écart au cours d'une supériorité numérique en fin de tiers-temps à la suite d'une échappée. Au cours de la deuxième période, ce sont les gardiens qui s'illustrent, Bishop faisant 11 arrêts et Lundqvist 13. Le troisième tiers-temps est plus dur pour Bishop : il accorde en effet trois buts en quatre minutes, dont un par Brassard, et est remplacé à la 47e par Andreï Vassilevski. De retour au jeu, Koucherov inscrit le deuxième but de la soirée pour Tampa Bay mais les Rangers marquent une sixième fois à la 50e. Encore une fois, Koucherov donne un léger espoir au Lightning avec un deuxième but à moins de 7 minutes de la fin du match mais en fin de rencontre, alors que Vassilevski a quitté la glace pour apporter un joueur supplémentaire, Brassard complète son coup du chapeau avec son neuvième but des séries.
Les Rangers accueillent le Lightning pour le septième et dernier match de la série. Bishop, après avoir été remplacé lors du match précédent, retrouve sa place devant le but de Tampa Bay alors que les Rangers font toujours confiance à Lundqvist, qui, lors des six dernières séries disputées en sept matchs, n'a jamais perdu l'ultime rencontre. La première période voit les deux équipes se neutraliser, notamment grâce à un arrêt de Lundqvist aux dépens de Stamkos. Le capitaine des Rangers, McDonagh, qui a été blessé au cours du match précédent et ne s'est pas entraîné le jeudi précédent, joue moins de deux minutes lors de ce premier tiers-temps. En deuxième période, les gardiens continuent à garder leur but inviolé, Lundqvist sauvant son équipe par un arrêt de l'épaule sur un tir de Jason Garrison. Ce sont finalement les joueurs de Tampa Bay qui ouvrent la marque en début de troisième tiers-temps par Killorn grâce à un tir entre les jambières de Lundqvist, masqué par Filppula. Bishop empêche les Rangers d'égaliser en arrêtant un tir à bout portant de Brassard en milieu de période puis le Lightning marque un deuxième but sur tir des poignets de Palát, son septième des séries. Les Rangers ne parviennent pas à marquer et Bishop termine la rencontre sur un blanchissage qui permet à Tampa Bay de remporter le Trophée Prince de Galles et de se qualifier pour la finale de la Coupe Stanley. Après le match, l'entraîneur des Rangers, Alain Vigneault, révèle que McDonagh, qui était le joueur le plus utilisé de son équipe en séries, a joué moins de 18 minutes lors de la rencontre en raison d'un pied fracturé.
| 16 mai | New York | 2-1 (0-0, 1-0, 1-1) | Tampa Bay | Madison Square Garden 18 006 spectateurs |

| Feuille de match | Feuille de match                                                               | Feuille de match | Feuille de match                           | Feuille de match                                                                                |
| ---------------- | ------------------------------------------------------------------------------ | ---------------- | ------------------------------------------ | ----------------------------------------------------------------------------------------------- |
|                  | Stepan (Kreider, McDonagh) — 39 min 47 s Moore (Hayes, Brassard) — 57 min 35 s | 1-0 1-1 2-1      | Palát (Johnson, Hedman) — 46 min 45 s (SN) | Arbitrage : Wes McCauley Dan O'Halloran Steve Kozari Scott Cherrey Greg Devorski Michel Cormier |
| Lundqvist        | Gardiens                                                                       | Bishop           |                                            | Arbitrage : Wes McCauley Dan O'Halloran Steve Kozari Scott Cherrey Greg Devorski Michel Cormier |
| 8 min            | Pénalités                                                                      | 4 min            |                                            | Arbitrage : Wes McCauley Dan O'Halloran Steve Kozari Scott Cherrey Greg Devorski Michel Cormier |
| 30               | Tirs                                                                           | 24               |                                            | Arbitrage : Wes McCauley Dan O'Halloran Steve Kozari Scott Cherrey Greg Devorski Michel Cormier |

| 18 mai | New York | 2-6 (1-2, 1-1, 0-3) | Tampa Bay | Madison Square Garden 18 006 spectateurs |

| Feuille de match | Feuille de match                                                                        | Feuille de match                | Feuille de match | Feuille de match                                                                                        |
| ---------------- | --------------------------------------------------------------------------------------- | ------------------------------- | --- | --- |
|                  | Kreider (St-Louis, Boyle) — 8 min 50 s (SN) Stepan (St-Louis, Boyle) — 34 min 17 s (SN) | 0-1 1-1 1-2 1-3 2-3 2-4 2-5 2-6 | Johnson (Killorn) — 5 min 38 s (IN) Johnson (Stamkos, Koutcherov) — 11 min 15 s (SN) Johnson (Palát, Koutcherov) — 28 min 17 s Killorn (Hedman, Filppula) — 43 min 9 s Stamkos (Coburn, Koutcherov) — 46 min 28 s (SN) Killorn (Garrison, Filppula) — 57 min 58 s (SN) | Arbitrage : Chris Rooney, Kelly Sutherland, Dan O'Halloran Greg Devorski, Pierre Racicot, Brad Kovachik |
| Lundqvist        | Gardiens                                                                                | Bishop                          | | Arbitrage : Chris Rooney, Kelly Sutherland, Dan O'Halloran Greg Devorski, Pierre Racicot, Brad Kovachik |
| 22 min           | Pénalités                                                                               | 12 min                          | | Arbitrage : Chris Rooney, Kelly Sutherland, Dan O'Halloran Greg Devorski, Pierre Racicot, Brad Kovachik |
| 37               | Tirs                                                                                    | 26                              | | Arbitrage : Chris Rooney, Kelly Sutherland, Dan O'Halloran Greg Devorski, Pierre Racicot, Brad Kovachik |

| 20 mai | Tampa Bay | 6-5 (pr) (1-2, 3-1, 1-2, 1-0) | New York | Amalie Arena 19 204 spectateurs |

| Feuille de match | Feuille de match | Feuille de match                            | Feuille de match | Feuille de match                                                                              |
| ---------------- | --- | ------------------------------------------- | --- | --------------------------------------------------------------------------------------------- |
|                  | Stamkos (Killorn) — 11 min 7 s Palát (Johnson, Stamkos) — 30 min 32 s (SN) Johnson (Palát, Hedman) — 33 min 17 s Killorn (Hedman) — 37 min 18 s Palát (Nesterov, Koutcherov) — 54 min 5 s Koutcherov (Nesterov) — 63 min 33 s | 0-1 0-2 1-2 2-2 3-2 4-2 4-3 4-4 5-4 5-5 6-5 | Brassard (Boyle, Stepan) — 1 min 2 s (SN) Fast (Kreider, McDonagh) — 9 min 55 s Fast (Klein, Stepan) — 37 min 47 s McDonagh (Hayes, Yandle) — 42 min 28 s (SN) Boyle (Miller, Yandle) — 58 min 4 s | Arbitrage : Chris Rooney, Brad Watson, Eric Furlatt Pierre Racicot, Derek Amell, Brian Murphy |
| Bishop           | Gardiens | Lundqvist                                   | | Arbitrage : Chris Rooney, Brad Watson, Eric Furlatt Pierre Racicot, Derek Amell, Brian Murphy |
| 10 min           | Pénalités | 6 min                                       | | Arbitrage : Chris Rooney, Brad Watson, Eric Furlatt Pierre Racicot, Derek Amell, Brian Murphy |
| 40               | Tirs | 28                                          | | Arbitrage : Chris Rooney, Brad Watson, Eric Furlatt Pierre Racicot, Derek Amell, Brian Murphy |

| 22 mai | Tampa Bay | 1-5 (0-1, 1-2, 0-2) | New York | Amalie Arena 19 204 spectateurs |

| Feuille de match | Feuille de match                          | Feuille de match        | Feuille de match | Feuille de match                                                                              |
| ---------------- | ----------------------------------------- | ----------------------- | --- | --------------------------------------------------------------------------------------------- |
|                  | Stamkos (Killorn, Filppula) — 31 min 30 s | 0-1 1-1 1-2 1-3 1-4 1-5 | Nash (Hayes, Hagelin) — 17 min 18 s Kreider (Klein, Yandle) — 35 min 16 s Yandle (Klein, Nash) — 37 min 4 s St-Louis (Brassard, Boyle) — 45 min 8 s (SN) Nash (Hayes, Yandle) — 51 min 33 s (SN) | Arbitrage : Wes McCauley, Eric Furlatt, Kevin Pollock Scott Cherrey, Shane Heyer, Derek Amell |
| Bishop           | Gardiens                                  | Lundqvist               | | Arbitrage : Wes McCauley, Eric Furlatt, Kevin Pollock Scott Cherrey, Shane Heyer, Derek Amell |
| 36 min           | Pénalités                                 | 26 min                  | | Arbitrage : Wes McCauley, Eric Furlatt, Kevin Pollock Scott Cherrey, Shane Heyer, Derek Amell |
| 39               | Tirs                                      | 24                      | | Arbitrage : Wes McCauley, Eric Furlatt, Kevin Pollock Scott Cherrey, Shane Heyer, Derek Amell |

| 24 mai | New York | 0-2 (0-0, 0-2, 0-0) | Tampa Bay | Madison Square Garden 18 006 spectateurs |

| Feuille de match | Feuille de match | Feuille de match | Feuille de match                                                                          | Feuille de match                                                                                     |
| ---------------- | ---------------- | ---------------- | ----------------------------------------------------------------------------------------- | --- |
|                  |                  | 0-1 0-2          | Filppula (Stamkos, Stralman) — 33 min 29 s Stamkos (Palát, Koutcherov) — 38 min 22 s (SN) | Arbitrage : Dan O'Halloran, Kevin Pollock, Steve Kozari Scott Cherrey, Greg Devorski, Michel Cormier |
| Lundqvist        | Gardiens         | Bishop           |                                                                                           | Arbitrage : Dan O'Halloran, Kevin Pollock, Steve Kozari Scott Cherrey, Greg Devorski, Michel Cormier |
| 8 min            | Pénalités        | 10 min           |                                                                                           | Arbitrage : Dan O'Halloran, Kevin Pollock, Steve Kozari Scott Cherrey, Greg Devorski, Michel Cormier |
| 26               | Tirs             | 22               |                                                                                           | Arbitrage : Dan O'Halloran, Kevin Pollock, Steve Kozari Scott Cherrey, Greg Devorski, Michel Cormier |

| 26 mai | Tampa Bay | 3-7 (1-2, 0-0, 2-5) | New York | Amalie Arena 19 204 spectateurs |

| Feuille de match                              | Feuille de match | Feuille de match                        | Feuille de match | Feuille de match                                                                                      |
| --------------------------------------------- | --- | --------------------------------------- | --- | --- |
|                                               | Callahan (Stralman, Bishop) — 17 min 20 s (SN) Koutcherov (Johnson) — 47 min 50 s Koutcherov (Johnson, Nesterov) — 53 min 21 s | 0-1 0-2 1-2 1-3 1-4 1-5 2-5 2-6 3-6 3-7 | Brassard (Miller, Boyle) — 3 min 36 s Yandle (Brassard, Nash) — 15 min 30 s Miller (Brassard, Nash) — 43 min 2 s Sheppard (Moore, Glass) — 46 min Brassard (Miller, Nash) — 47 min 14 s Nash (Yandle, Miller) — 50 min 21 s (SN) Brassard — 58 min 19 s (CV) | Arbitrage : Chris Rooney, Kelly Sutherland, Steve Kozari Pierre Racicot, Michel Cormier, Steve Miller |
| Bishop (47 min 14 s) Vassilevski (10 min 7 s) | Gardiens | Lundqvist                               | | Arbitrage : Chris Rooney, Kelly Sutherland, Steve Kozari Pierre Racicot, Michel Cormier, Steve Miller |
| 8 min                                         | Pénalités | 8 min                                   | | Arbitrage : Chris Rooney, Kelly Sutherland, Steve Kozari Pierre Racicot, Michel Cormier, Steve Miller |
| 39                                            | Tirs | 34                                      | | Arbitrage : Chris Rooney, Kelly Sutherland, Steve Kozari Pierre Racicot, Michel Cormier, Steve Miller |

| 29 mai | New York | 0-2 (0-0, 0-0, 0-2) | Tampa Bay | Madison Square Garden 18 006 spectateurs |

| Feuille de match | Feuille de match | Feuille de match | Feuille de match                                                              | Feuille de match                                                                                |
| ---------------- | ---------------- | ---------------- | ----------------------------------------------------------------------------- | ----------------------------------------------------------------------------------------------- |
|                  |                  | 0-1 0-2          | Killorn (Carle, Filppula) — 41 min 54 s Palát (Johnson, Bishop) — 51 min 17 s | Arbitrage : Wes McCauley, Chris Rooney, Kevin Pollock Derek Amell, Michel Cormier, Brian Murphy |
| Lundqvist        | Gardiens         | Bishop           |                                                                               | Arbitrage : Wes McCauley, Chris Rooney, Kevin Pollock Derek Amell, Michel Cormier, Brian Murphy |
| 0 min            | Pénalités        | 4 min            |                                                                               | Arbitrage : Wes McCauley, Chris Rooney, Kevin Pollock Derek Amell, Michel Cormier, Brian Murphy |
| 22               | Tirs             | 25               |                                                                               | Arbitrage : Wes McCauley, Chris Rooney, Kevin Pollock Derek Amell, Michel Cormier, Brian Murphy |

#### Anaheim contre Chicago

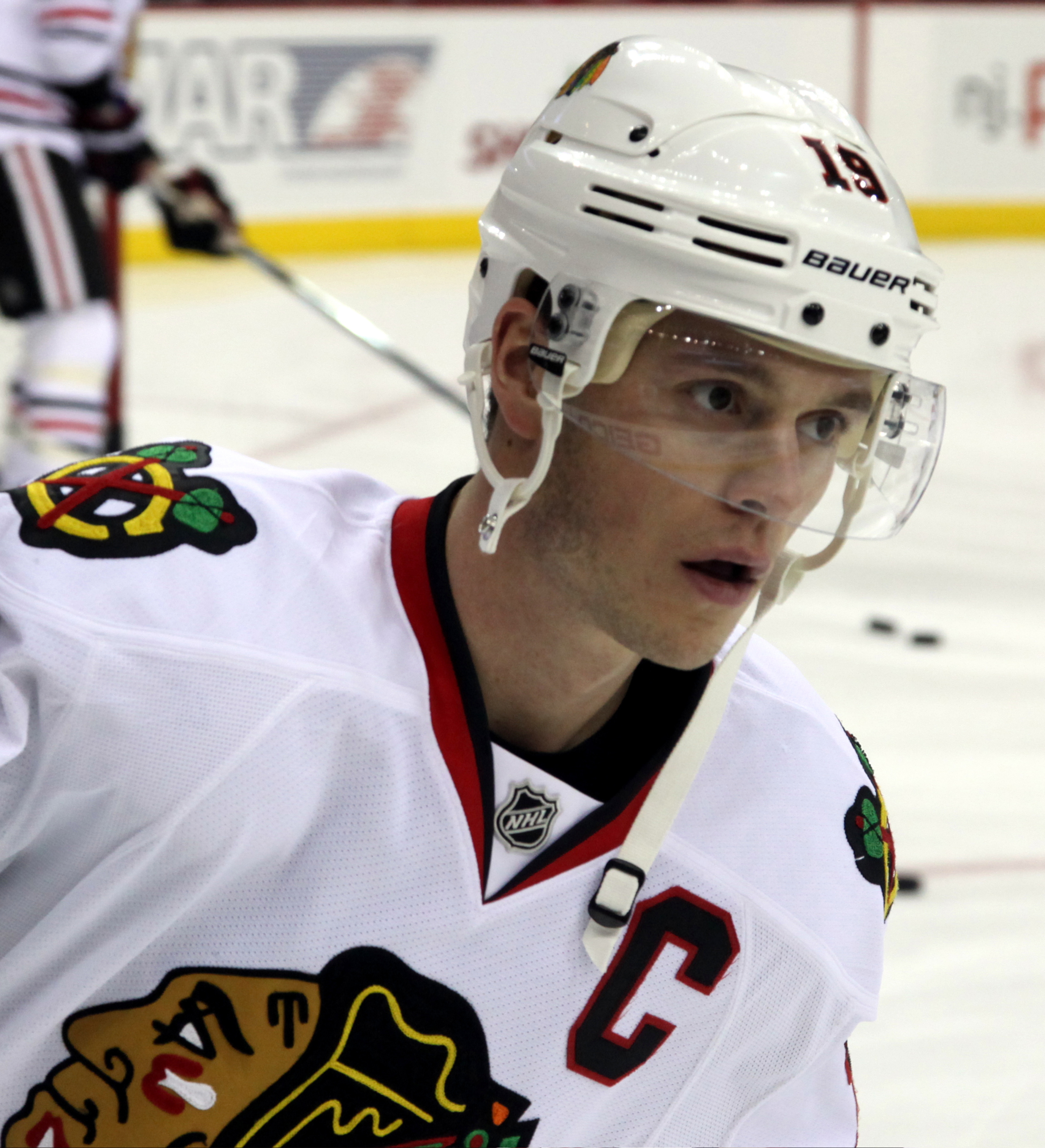
Jonathan Toews, capitaine de Chicago, inscrit cinq buts contre les Ducks.

La finale de l'Association de l'Ouest oppose donc la meilleure équipe de la division Pacifique, Anaheim, contre la troisième de la division Centrale, Chicago. L'équipe des Blackhawks joue pour la cinquième fois en sept ans la finale d'association alors que de leur côté, les Ducks se qualifient pour la première fois depuis leur succès en 2007 en finale des séries. Les deux équipes se sont rencontrées à trois reprises lors de la saison régulière avec deux victoires pour les joueurs de Chicago. Il s'agit cependant de la première confrontation entre les deux formations en série.
En raison du meilleur classement des Ducks, ce sont eux qui accueillent la première rencontre de la série le 17 mai. Il ne faut que huit minutes pour que Lindholm donne l'avantage aux locaux à la suite d'une passe par Silfverberg. Ils doublent ensuite le score sur une forte présence devant les buts de Crawford grâce au premier but des séries de Kyle Palmieri. Alors qu'il ne reste qu'une poignée de secondes dans la deuxième période, le défenseur des Ducks, François Beauchemin, tente de temporiser pour attendre la sonnerie de fin de période mais Brad Richards lui vole la rondelle puis trompe Andersen pour redonner l'espoir aux Blackhawks. À la 52e minute, les joueurs des Ducks reprennent deux buts d'avance grâce à une attaque combinée de Lindholm, Cogliano puis Thompson. Ce dernier reprend le rebond laissé par Crawford sur le lancer de Cogliano. L'entraîneur de Chicago tente le tout pour le tout dans les dernières minutes en faisant sortir Crawford mais la tactique ne fonctionne pas, Silfverberg inscrivant un quatrième but dans le filet désert. 
Les deux équipes se rencontrent deux jours plus tard pour le deuxième match et les visiteurs prennent rapidement les devants dès la deuxième minute de jeu par Shaw qui dévie un lancer de Keith juste devant Andersen. Ce premier but est inscrit en supériorité numérique tout comme le deuxième de Chicago, quatre minutes plus tard, marqué cette fois par Hossa. Les Ducks parviennent à réduire l'écart trois minutes plus tard par Cogliano puis Perry égalise à la 37e minute en déviant un lancer de Getzlaf juste devant Crawford. Les deux équipes sont à égalité 2-2 à la fin du temps réglementaire et il faut attendre la deuxième prolongation pour voir un nouveau but inscrit. En effet, à la 88e minute, Shaw est devant Andersen quand le palet part en hauteur. Il saute alors sur place et envoie d'un coup de casque la rondelle au fond du filet des Ducks. Même si les arbitres accordent dans un premier temps le but, ils reviennent finalement sur leur décision pour invalider le but en raison de l'article 78.5 du règlement de la LNH. Marcus Krüger vient finalement donner la victoire aux joueurs de Chicago à la 116e minute, lors de la troisième période de prolongation. Dans les buts, Crawford arrête 60 lancers contre 53 pour Andersen.
Le premier but du troisième match de la série est inscrit par Patrick Maroon qui dévie un lancer de Lindholm sur une supériorité numérique à la 12e minute. Crawford masqué par Perry et Maroon ne peut rien faire pour empêcher la rondelle de se loger au fond du filet. Juste avant la fin du tiers-temps, Kane parvient à égaliser : il récupère un palet mal dégagé par la défense des Ducks juste devant Andersen et propulse le palet de dos et du revers de son bâton. Le score n'évolue pas la majeure partie de la deuxième période mais dans la dernière minute, Després inscrit le premier but de sa carrière en séries après une passe de Getzlaf pour redonner l'avantage aux Ducks. Malgré 10 lancers des joueurs de Chicago lors du dernier tiers-temps, le score n'évolue plus et les joueurs d'Anaheim mènent la série 2-1. Le quatrième match débute par de nombreux arrêts des gardiens de but : Andersen arrête ainsi 13 lancers contre 6 pour Crawford. Le gardien des Ducks cède cependant dans la dernière minute de la première période. En infériorité numérique, Saad récupère un palet puis part en échappée. Il profite de la collision entre un arbitre et Beauchemin pour mener son action à terme. La deuxième période se joue sur le même rythme puisque Andersen arrête les 6 lancers qu'il reçoit et dans le même temps, Crawford en arrête 10, un seul finissant sa course dans ses filets. En effet, à la 38e minute, alors que les joueurs de Chicago doivent se sortir simplement de leur zone, ils perdent le palet et Emerson Etem en profite pour égaliser. Toews permet aux Blackhawks de prendre les devants au début du troisième tiers-temps puis Seabrook leur donne un deuxième but d'avance cinq minutes plus tard. Les Ducks réagissent à la 48e minute en inscrivant un but puis un deuxième 23 secondes plus tard et enfin un troisième 14 secondes après. Les joueurs des Ducks sont la deuxième équipe à réussir un triplé aussi rapidement lors d'un match des séries après trois réussites en 22 secondes par les Maple Leafs de Toronto contre les Flames d'Atlanta en 1979. Les Ducks mènent alors sur le score de 4-3 mais Patrick Kane permet à Chicago d'égaliser à la 52e minute. La première prolongation ne donne rien malgré 17 lancers des Ducks contre 5 pour les locaux. Ce sont finalement, ces derniers qui s'imposent à la 85e minute. Sharp récupère le palet derrière le but d'Andersen. Il contourne le filet puis réalise une passe à Vermette qui arrive face au portier des Ducks. Ce dernier est aidé par Rickard Rakell qui arrête le palet en plongeant mais Vermette poursuit son action pour propulser la rondelle au fond des filets et égaliser 2-2 dans la série.
Les deux équipes sont de retour à Anaheim pour le cinquième match et ce sont les joueurs locaux qui se mettent en évidence lors du premier tiers-temps. Avant que les Blackhawks ne tirent une seule fois au but, les Ducks marquent trois fois par Cam Fowler après cinq minutes, Kesler 30 secondes plus tard et enfin Vatanen sur une passe de Getzlaf à un peu plus de cinq minutes de la fin de la période. Chicago parvient à réduire l'écart en tout début de deuxième tiers-temps grâce à Teräväinen qui marque d'abord avant d'obtenir une aide sur un but de Seabrook à moins de 25 secondes de la fin du tiers-temps. En troisième période, les Ducks reprennent deux buts d'avance par Maroon alors que Getzlaf obtient sa deuxième passe de la soirée. Il établit alors un nouveau record de franchise en séries éliminatoires avec 19 points marqués . En fin de rencontre, les Blackhawks sortent leur gardien au profit d'un sixième joueur afin de tenter de revenir au score. Toews parvient à inscrire deux buts consécutifs, d'abord à une minute 50 de la fin puis à 37 secondes du terme pour forcer la prolongation. Celle-ci dure moins longtemps que les précédentes et Beleskey stoppe la remontée de Chicago en donnant la victoire à Anaheim après seulement 45 secondes de temps supplémentaire.
Après cette victoire, les Ducks ne sont plus qu'à un succès de la finale. La première période tourne à l'avantage des gardiens avec des arrêts importants réalisés par les deux portiers et les 20 premières minutes de jeu se terminent sur un score vierge. Andersen est le premier à craquer lors du deuxième tiers-temps ; il cède ainsi à trois reprises entre la 28e et la 32e, Duncan Keith comptant une aide sur chacun des buts de Chicago. Patrick Maroon donne un espoir aux Ducks à la 34e minute sur une supériorité numérique mais les joueurs des Blackhawks sont en tête à la fin du deuxième tiers-temps. Clayton Stoner inscrit un deuxième but pour Anaheim dans les deux premières minutes de la dernière période et le score n'évolue plus jusqu'aux cinq dernières minutes de la partie. Sur une échappée lancée par Andrew Desjardins, Andrew Shaw inscrit un quatrième but pour les Blackhawks à la 56e minute puis un cinquième dans la dernière minute de jeu, Andersen ayant quitté ses buts. Comme dans la série opposant New York à Tampa Bay, les deux équipes doivent donc jouer un septième match décisif pour accéder à la finale.
Cette septième rencontre a lieu le 30 mai sur la glace d'Anaheim. Pourtant, ce sont les visiteurs qui s'illustrent en premiers : dès la deuxième minute de jeu, Kane part en attaque depuis son camp puis passe la rondelle à la ligne bleue à Hjalmarsson. Le défenseur suédois tente un lancer qui est repoussé par Andersen mais le capitaine des Ducks, Toews, a suivi le mouvement et ouvre le score. Ce même Toews inscrit son second but de la soirée dix minutes plus tard sur une supériorité en profitant de l'écran de Shaw devant le portier des Ducks. Le festival offensif des visiteurs continue au deuxième tiers-temps avec deux nouveaux buts inscrits par Saad aidé de Kane puis par Hossa qui profite d'un bon pressing à deux avec Brad Richards. Kesler inscrit un but pour les locaux à la fin du tiers-temps ; son lancer au-dessus de l'épaule de Crawford ne semble pas avoir franchi la ligne mais les arbitres le valident finalement après avoir regardé le ralenti. Perry inscrit un deuxième but dans les dix dernières minutes du match en récupérant une passe de Maroon juste devant les buts de Chicago. Une minute plus tard, Fowler reçoit une pénalité pour avoir accroché Hossa et Seabrook en profite pour inscrire un cinquième but pour les Blackhawks. Juste avant la dernière minute de jeu, c'est au tour du défenseur de Chicago, Johnny Oduya, de recevoir une pénalité pour avoir retardé volontairement le jeu. Les locaux jouent le tout pour le tout en sortant leur gardien et jouent ainsi à 6 contre 4. Matt Beleskey parvient à concrétiser cette action mais le score n'évolue plus et les joueurs de Chicago remportent ainsi ce septième match.
| 17 mai | Anaheim | 4-1 (1-0, 1-1, 2-0) | Chicago | Honda Centre 17 291 spectateurs |

| Feuille de match | Feuille de match | Feuille de match    | Feuille de match       | Feuille de match                                                                         |
| ---------------- | --- | ------------------- | ---------------------- | ---------------------------------------------------------------------------------------- |
|                  | Lindholm (Silfverberg, Beleskey) — 8 min 48 s Palmieri (Thompson) — 24 min 17 s Thompson (Cogliano, Lindholm) — 52 min 5 s Silfverberg (Després, Getzlaf) — 58 min 42 s (CV) | 1-0 2-0 2-1 3-1 4-1 | Richards — 39 min 20 s | Arbitrage : Gord Dwyer, Brad Watson, Eric Furlatt Shane Heyer, Derek Amell, Brian Murphy |
| Andersen         | Gardiens | Crawford            |                        | Arbitrage : Gord Dwyer, Brad Watson, Eric Furlatt Shane Heyer, Derek Amell, Brian Murphy |
| 6 min            | Pénalités | 2 min               |                        | Arbitrage : Gord Dwyer, Brad Watson, Eric Furlatt Shane Heyer, Derek Amell, Brian Murphy |
| 27               | Tirs | 33                  |                        | Arbitrage : Gord Dwyer, Brad Watson, Eric Furlatt Shane Heyer, Derek Amell, Brian Murphy |

| 19 mai | Anaheim | 2-3 (3 pr) (1-2, 1-0, 0-0, 0-0, 0-0, 0-1) | Chicago | Honda Centre 17 234 spectateurs |

| Feuille de match | Feuille de match                                                                | Feuille de match    | Feuille de match | Feuille de match                                                                                 |
| ---------------- | ------------------------------------------------------------------------------- | ------------------- | --- | ------------------------------------------------------------------------------------------------ |
|                  | Cogliano (Thompson, Fowler) — 9 min 14 s Perry (Getzlaf, Vatanen) — 37 min 30 s | 0-1 0-2 1-2 2-2 2-3 | Shaw (Keith, Toews) — 2 min 14 s (SN) Hossa (Bickell, Richards) — 6 min 19 s (SN) Krüger (Seabrook, Oduya) — 116 min 12 s | Arbitrage : Wes McCauley, Kevin Pollock, Steve Kozari Scott Cherrey, Shane Heyer, Michel Cormier |
| Andersen         | Gardiens                                                                        | Crawford            | | Arbitrage : Wes McCauley, Kevin Pollock, Steve Kozari Scott Cherrey, Shane Heyer, Michel Cormier |
| 10 min           | Pénalités                                                                       | 10 min              | | Arbitrage : Wes McCauley, Kevin Pollock, Steve Kozari Scott Cherrey, Shane Heyer, Michel Cormier |
| 62               | Tirs                                                                            | 56                  | | Arbitrage : Wes McCauley, Kevin Pollock, Steve Kozari Scott Cherrey, Shane Heyer, Michel Cormier |

| 21 mai | Chicago | 1-2 (1-1, 0-1, 0-0) | Anaheim | United Center 22 160 spectateurs |

| Feuille de match | Feuille de match                          | Feuille de match | Feuille de match                                                                     | Feuille de match                                                                                       |
| ---------------- | ----------------------------------------- | ---------------- | ------------------------------------------------------------------------------------ | --- |
|                  | Kane (Richards, Hjalmarsson) — 19 min 3 s | 0-1 1-1 1-2      | Maroon (Lindholm, Getzlaf) — 12 min 55 s (SN) Després (Getzlaf, Fowler) — 39 min 5 s | Arbitrage : Kelly Sutherland, Dan O'Halloran, Steve Kozari Greg Devorski, Michel Cormier, Steve Miller |
| Crawford         | Gardiens                                  | Andersen         |                                                                                      | Arbitrage : Kelly Sutherland, Dan O'Halloran, Steve Kozari Greg Devorski, Michel Cormier, Steve Miller |
| 4 min            | Pénalités                                 | 12 min           |                                                                                      | Arbitrage : Kelly Sutherland, Dan O'Halloran, Steve Kozari Greg Devorski, Michel Cormier, Steve Miller |
| 28               | Tirs                                      | 27               |                                                                                      | Arbitrage : Kelly Sutherland, Dan O'Halloran, Steve Kozari Greg Devorski, Michel Cormier, Steve Miller |

| 23 mai | Chicago | 5-4 (2 pr) (1-0, 0-1, 3-3, 0-0, 1-0) | Anaheim | United Center 22 404 spectateurs |

| Feuille de match | Feuille de match | Feuille de match                    | Feuille de match | Feuille de match                                                                               |
| ---------------- | --- | ----------------------------------- | --- | ---------------------------------------------------------------------------------------------- |
|                  | Saad — 19 min 13 s (IN) Toews (Hossa, Saad) — 42 min 38 s Seabrook (Saad, Toews) — 47 min 38 s Kane (Richards, Keith) — 52 min 39 s (SN) Vermette (Sharp, Teräväinen) — 85 min 37 s | 1-0 1-1 2-1 3-1 3-2 3-3 3-4 4-4 5-4 | Etem (Palmieri, Beauchemin) — 38 min 14 s Kesler (Silfverberg, Cogliano) — 48 min 42 s Beleskey — 49 min 5 s Perry (Getzlaf) — 49 min 19 s | Arbitrage : Chris Rooney Kelly Sutherland Brad Watson Pierre Racicot Steve Miller Brian Murphy |
| Crawford         | Gardiens | Andersen                            | | Arbitrage : Chris Rooney Kelly Sutherland Brad Watson Pierre Racicot Steve Miller Brian Murphy |
| 6 min            | Pénalités | 10 min                              | | Arbitrage : Chris Rooney Kelly Sutherland Brad Watson Pierre Racicot Steve Miller Brian Murphy |
| 40               | Tirs | 51                                  | | Arbitrage : Chris Rooney Kelly Sutherland Brad Watson Pierre Racicot Steve Miller Brian Murphy |

| 25 mai | Anaheim | 5-4 (pr) (3-0, 0-2, 1-2, 1-0) | Chicago | Honda Center 17 286 spectateurs |

| Feuille de match | Feuille de match | Feuille de match                    | Feuille de match | Feuille de match                                                                           |
| ---------------- | --- | ----------------------------------- | --- | ------------------------------------------------------------------------------------------ |
|                  | Fowler (Thompson, Cogliano) — 5 min 10 s Kesler (Kesler, Beauchemin) — 5 min 42 s Vatanen (Getzlaf) — 14 min 37 s - Maroon (Vatanen, Getzlaf) — 54 min 45 s - Beleskey (Kesler, Silfverberg) — 60 min 45 s | 1-0 2-0 3-0 3-1 3-2 4-2 4-3 4-4 5-4 | - Teräväinen (Vermette, Sharp) — 21 min 11 s Seabrook (Teräväinen, Sharp) — 39 min 35 s - Toews (Hossa, Keith) — 58 min 10 s Toews (Shaw, Seabrook) — 59 min 22 s - | Arbitrage : Wes McCauley, Brad Watson, Eric Furlatt Shane Heyer, Derek Amell, Brian Murphy |
| Andersen         | Gardiens | Crawford                            | | Arbitrage : Wes McCauley, Brad Watson, Eric Furlatt Shane Heyer, Derek Amell, Brian Murphy |
| 4 min            | Pénalités | 4 min                               | | Arbitrage : Wes McCauley, Brad Watson, Eric Furlatt Shane Heyer, Derek Amell, Brian Murphy |
| 28               | Tirs | 28                                  | | Arbitrage : Wes McCauley, Brad Watson, Eric Furlatt Shane Heyer, Derek Amell, Brian Murphy |

| 27 mai | Chicago | 5-2 (0-0, 3-1, 2-1) | Anaheim | United Centre 22 089 spectateurs |

| Feuille de match | Feuille de match | Feuille de match            | Feuille de match                                                                         | Feuille de match                                                                                |
| ---------------- | --- | --------------------------- | ---------------------------------------------------------------------------------------- | ----------------------------------------------------------------------------------------------- |
|                  | Saad (Kane, Keith) — 28 min 23 s Hossa (Keith, Richards) — 30 min 41 s Kane (Keith) — 32 min 8 s Shaw (Desjardins, Vermette) — 56 min 28 s Shaw (Desjardins, Kruger) — 59 min 11 s (CV) | 1-0 2-0 3-0 3-1 3-2 4-2 5-2 | Maroon (Fowler, Vatanen) — 34 min 13 s (SN) Stoner (Thompson, Silfverberg) — 41 min 57 s | Arbitrage : Wes McCauley, Eric Furlatt, Kevin Pollock Scott Cherrey, Greg Devorski, Shane Heyer |
| Crawford         | Gardiens | Andersen                    |                                                                                          | Arbitrage : Wes McCauley, Eric Furlatt, Kevin Pollock Scott Cherrey, Greg Devorski, Shane Heyer |
| 6 min            | Pénalités | 6 min                       |                                                                                          | Arbitrage : Wes McCauley, Eric Furlatt, Kevin Pollock Scott Cherrey, Greg Devorski, Shane Heyer |
| 23               | Tirs | 32                          |                                                                                          | Arbitrage : Wes McCauley, Eric Furlatt, Kevin Pollock Scott Cherrey, Greg Devorski, Shane Heyer |

| 30 mai | Anaheim | 3-5 (0-2, 1-2, 2-1) | Chicago | Honda Centre 17 375 spectateurs |

| Feuille de match | Feuille de match | Feuille de match                | Feuille de match | Feuille de match                                                                                    |
| ---------------- | --- | ------------------------------- | --- | --------------------------------------------------------------------------------------------------- |
|                  | Kesler (Silfverberg, Beauchemin) — 38 min 51 s Perry (Maroon, Getzlaf) — 51 min 36 s Beleskey (Fowler, Lindholm) — 59 min 18 s (SN) | 0-1 0-2 0-3 0-4 1-4 2-4 2-5 3-5 | Toews (Hjalmarsson, Kane) — 2 min 23 s Toews (Richards, Keith) — 11 min 55 s (SN) Saad (Kane, Oduya) — 21 min 18 s Hossa (Richards) — 33 min 45 s Seabrook (Kane, Keith) — 53 min 23 s (SN) | Arbitrage : Kelly Sutherland, Dan O'Halloran, Brad Watson Shane Heyer, Pierre Racicot, Steve Miller |
| Andersen         | Gardiens | Crawford                        | | Arbitrage : Kelly Sutherland, Dan O'Halloran, Brad Watson Shane Heyer, Pierre Racicot, Steve Miller |
| 8 min            | Pénalités | 4 min                           | | Arbitrage : Kelly Sutherland, Dan O'Halloran, Brad Watson Shane Heyer, Pierre Racicot, Steve Miller |
| 38               | Tirs | 26                              | | Arbitrage : Kelly Sutherland, Dan O'Halloran, Brad Watson Shane Heyer, Pierre Racicot, Steve Miller |

### Finale de la Coupe Stanley
La finale 2015 de la Coupe Stanley oppose donc les Blackhawks de Chicago au Lightning de Tampa Bay, deux équipes qui se sont qualifiées au septième match du tour précédent. Elles ne se sont rencontrées que deux fois lors de la saison régulière avec une victoire de chaque côté, 3-2 pour Chicago et 4-0 pour Tampa Bay. La franchise de Chicago a remporté cinq Coupes Stanley au cours de son histoire, dont la dernière en 2013, alors que le Lightning est sorti vainqueur une unique fois en 2004.
Le premier match de la finale se joue le 3 juin dans la patinoire de Tampa, l'Amalie Arena. Les locaux ouvrent le score à la quatrième minute après un lancer d'Anton Stralman. La course de la rondelle est déviée devant les buts par le bâton de Killorn qui se trouve dos à Crawford. Dans le même temps, Bishop arrête les attaques adverses en stoppant les 10 lancers qu'il reçoit au cours de la première période puis les 8 autres tirs des 20 minutes suivantes. Chicago revient finalement au score à sept minutes de la fin du match quand Teräväinen transforme une passe de Keith en but. Deux minutes plus tard, ce même Teräväinen vole le palet à J.T. Brown et offre le but de la victoire à Vermette dont le tir est dévié au fond de ses propres filets par un défenseur du Lightning. Le score n'évolue plus et Chicago remporte un premier succès.
La deuxième rencontre voit à nouveau Tampa Bay ouvrir la marque ; Cédric Paquette profite d'un écran de J.T. Brown pour battre Crawford et permettre à son équipe de mener 1-0 à la fin du premier tiers-temps. En début de deuxième période, et comme lors du premier match, les Blackhawks inscrivent deux buts consécutifs, en un peu plus de deux minutes cette fois-ci. C'est tout d'abord Shaw qui égalise sur un retour après un tir de Desjardins puis Teräväinen, en supériorité numérique, qui donne l'avantage à Chicago en marquant son deuxième but de la série après une passe de Hossa. Le Lightning revient cependant au score rapidement grâce à une déviation de Koutcherov. Tyler Johnson, le meilleur pointeur des séries, redonne ensuite un but d'avance à Tampa Bay après un peu moins de 34 minutes de jeu ; il inscrit ainsi son 13e but des séries, établissant ainsi un nouveau record pour le Lightning. À nouveau menés d'un but, les Blackhawks égalisent encore, en début de troisième tiers-temps, par Seabrook d'un lancer frappé. Alors qu'il reste 12 minutes 43 à jouer, Bishop est remplacé dans le but de Tampa Bay par Vassilevski au début d'une supériorité numérique lors de laquelle le Lightning prend à nouveau l'avantage par Garrison. Il reprend sa place devant son filet à l'issue de ce but mais est remplacé peu après une deuxième fois par Vassilevski qui termine le match sans qu'en soit communiquée la raison. Vassilevski repousse ensuite les cinq tentatives de Chicago auxquelles il fait face et Tampa Bay remporte la victoire pour égaliser 1-1 dans la série.
Sans avoir divulgué la nature de la blessure de Bishop au match précédent, Jon Cooper, l'entraîneur de Tampa Bay, lui fait à nouveau confiance au poste de gardien titulaire pour la troisième rencontre, jouée à Chicago. En début de rencontre, le Lightning domine Chicago et ouvre le score par Callahan, sur une passe de Hedman, un peu après la cinquième minute de jeu. Les Blackhawks dominent le reste du tiers-temps, menant 19 à 7 au nombre des tirs et parvenant à égaliser après 14 minutes de jeu grâce à Richards. Après une deuxième période sans but, ils prennent l'avantage par Saad au bout de quatre minutes jouées lors du dernier tiers-temps mais sont rejoints 13 secondes plus tard quand Palát reprend une rondelle laissée libre par Crawford. Puis, alors qu'il ne reste que trois minutes et 11 secondes à jouer, Paquette, qui avait ouvert le score lors de la deuxième rencontre, marque le troisième but du Lightning sur la deuxième passe du match de Hedman et donne ainsi la victoire à son équipe.
Vassilevski remplace finalement Bishop, toujours blessé, pour le quatrième match. Après une première période sans but qui voit les Blackhawks obtenir plus de minutes de pénalité que de tirs, Jonathan Toews marque son dixième but des séries et ouvre le score en deuxième tiers-temps après une action de Sharp. Cinq minutes plus tard, le Lightning égalise grâce à Killorn ; ce dernier profite du travail de Filppula qui lui fait une passe depuis l'arrière du but de Crawford pour inscrire son neuvième but : pour la quatrième fois en quatre matchs, Chicago est rejoint après avoir mené au score. Bien que dominant globalement la rencontre, Tampa Bay ne parvient cependant pas à marquer un deuxième but et à la place en encaisse un en troisième période. Saad, aidé de Kane qui marque son premier point de la finale, parvient à battre Vassilevski et à donner l'avantage à son équipe. Chicago, en partie grâce à Crawford qui réalise 24 arrêts au cours du match dont un sur un tir de près de Stamkos dans la dernière minute, gagne un deuxième match pour égaliser à deux victoires partout. Vassilevski, à seulement 20 ans, termine le match avec 17 arrêts. 
Bishop est de retour devant le but du Lightning pour le cinquième match de la série. La première période est marquée par des erreurs des deux gardiens. Crawford perd tout d'abord la rondelle du côté gauche de son but au profit de Koutcherov. Ce dernier ne parvient cependant pas à marquer et se blesse sur l'action en heurtant le poteau gauche du filet des Blackhawks ; il est alors contraint de quitter définitivement la rencontre. C'est ensuite Bishop qui sort loin de son but et entre en collision avec son défenseur Victor Hedman ; ils laissent le palet libre pour Sharp qui marque dans le but vide après un peu plus de six minutes de jeu. En milieu de deuxième tiers-temps, le Lightning parvient à égaliser par Filppula sur une passe Garrison. Mais les Blackhawks reprennent l'avantage en début de troisième période par Vermette, acquis le 28 février des Coyotes de Phoenix contre un choix de premier tour au repêchage de 2015 et Klas Dahlbeck. Le score n'évolue ensuite plus et Tampa Bay s'incline pour la troisième fois sur le score de 2-1 dans la série alors qu'aucune des deux équipes n'a réussi à obtenir jusque-là une avance de plus d'un but dans un match. 
Chicago accueille Tampa Bay pour le sixième match de la série. Les gardiens des deux équipes repoussent tous les tirs en première période et c'est Chicago qui ouvre la marque en fin de deuxième tiers-temps par l'intermédiaire de Keith. Sur une passe de Kane, Keith tire une première fois au but mais son lancer est repoussé par Bishop ; il parvient cependant à récupérer le palet et à battre le gardien du Lightning sur sa deuxième tentative pour inscrire son troisième but des séries. À un peu plus de cinq minutes du terme de la rencontre, Kane profite d'une passe de Richards pour marquer son premier but de la série et donner deux buts d'avance à Chicago. C'est la première fois de la finale qu'une équipe mène avec deux buts d'écart. Le score n'évolue ensuite plus et, malgré les 30 arrêts de Bishop dont on apprend à l'issue du match qu'il jouait avec une déchirure à l'aine, et grâce au blanchissage de Crawford, les Blackhawks remportent le match 2-0 et soulèvent leur sixième Coupe Stanley, la première devant leur public depuis 1938. À l'issue du match et à la suite d'un vote unanime, Keith reçoit le trophée Conn-Smythe du meilleur joueur des séries éliminatoires. Pour huit joueurs de Chicago et pour l'entraîneur Joel Quenneville, c'est la troisième coupe remportée en six ans alors que pour Kimmo Timonen, vétéran de 40 ans acquis par Chicago en février, il s'agit de la première de sa carrière.
| 3 juin | Tampa Bay | 1-2 (1-0, 0-0, 0-2) | Chicago | Amalie Arena 19 204 spectateurs |

| Feuille de match | Feuille de match                          | Feuille de match | Feuille de match                                                           | Feuille de match                                                                                    |
| ---------------- | ----------------------------------------- | ---------------- | -------------------------------------------------------------------------- | --------------------------------------------------------------------------------------------------- |
|                  | Killorn (Stralman, Filppula) — 4 min 31 s | 1-0 1-1 1-2      | Teräväinen (Keith, Shaw) — 53 min 28 s Vermette (Teräväinen) — 55 min 26 s | Arbitrage : Wes McCauley, Kelly Sutherland, Kevin Pollock Pierre Racicot, Derek Amell, Brian Murphy |
| Bishop           | Gardiens                                  | Crawford         |                                                                            | Arbitrage : Wes McCauley, Kelly Sutherland, Kevin Pollock Pierre Racicot, Derek Amell, Brian Murphy |
| 6 min            | Pénalités                                 | 4 min            |                                                                            | Arbitrage : Wes McCauley, Kelly Sutherland, Kevin Pollock Pierre Racicot, Derek Amell, Brian Murphy |
| 23               | Tirs                                      | 21               |                                                                            | Arbitrage : Wes McCauley, Kelly Sutherland, Kevin Pollock Pierre Racicot, Derek Amell, Brian Murphy |

| 6 juin | Tampa Bay | 4-3 (1-0, 2-2, 1-1) | Chicago | Amalie Arena 19 204 spectateurs |

| Feuille de match                              | Feuille de match | Feuille de match            | Feuille de match | Feuille de match                                                                                     |
| --------------------------------------------- | --- | --------------------------- | --- | --- |
|                                               | Paquette (Callahan, Hedman) — 12 min 56 s Koutcherov (Garrison, Coburn) — 26 min 52 s Johnson (Koutcherov) — 33 min 58 s Garrison (Hedman, Callahan) — 48 min 49 s (SN) | 1-0 1-1 1-2 2-2 3-2 3-3 4-3 | Shaw (Kruger, Desjardins) — 23 min 4 s Teräväinen (Hossa, Sharp) — 25 min 20 s (SN) Seabrook (Toews, Oduya) — 43 min 38 s | Arbitrage : Kelly Sutherland, Dan O'Halloran, Kevin Pollock Shane Heyer, Pierre Racicot, Derek Amell |
| Bishop (50 min 33 s) Vassilevski (9 min 13 s) | Gardiens | Crawford                    | | Arbitrage : Kelly Sutherland, Dan O'Halloran, Kevin Pollock Shane Heyer, Pierre Racicot, Derek Amell |
| 6 min                                         | Pénalités | 6 min                       | | Arbitrage : Kelly Sutherland, Dan O'Halloran, Kevin Pollock Shane Heyer, Pierre Racicot, Derek Amell |
| 24                                            | Tirs | 29                          | | Arbitrage : Kelly Sutherland, Dan O'Halloran, Kevin Pollock Shane Heyer, Pierre Racicot, Derek Amell |

| 8 juin | Chicago | 2-3 (1-1, 0-0, 1-2) | Tampa Bay | United Center 22 336 spectateurs |

| Feuille de match | Feuille de match                                                            | Feuille de match    | Feuille de match | Feuille de match                                                                               |
| ---------------- | --------------------------------------------------------------------------- | ------------------- | --- | ---------------------------------------------------------------------------------------------- |
|                  | Richards (Hossa, Shaw) — 14 min 22 s (SN) Saad (Hossa, Keith) — 44 min 14 s | 0-1 1-1 2-1 2-2 2-3 | Callahan (Hedman, Brown) — 5 min 9 s Palát (Koutcherov, Johnson) — 44 min 27 s Paquette (Hedman, Callahan) — 56 min 49 s | Arbitrage : Wes McCauley, Dan O'Halloran, Kevin Pollock Shane Heyer, Derek Amell, Brian Murphy |
| Crawford         | Gardiens                                                                    | Bishop              | | Arbitrage : Wes McCauley, Dan O'Halloran, Kevin Pollock Shane Heyer, Derek Amell, Brian Murphy |
| 6 min            | Pénalités                                                                   | 6 min               | | Arbitrage : Wes McCauley, Dan O'Halloran, Kevin Pollock Shane Heyer, Derek Amell, Brian Murphy |
| 38               | Tirs                                                                        | 32                  | | Arbitrage : Wes McCauley, Dan O'Halloran, Kevin Pollock Shane Heyer, Derek Amell, Brian Murphy |

| 10 juin | Chicago | 2-1 (0-0, 1-1, 1-0) | Tampa Bay | United Center 22 354 spectateurs |

| Feuille de match | Feuille de match                                             | Feuille de match | Feuille de match                          | Feuille de match                                                                                     |
| ---------------- | ------------------------------------------------------------ | ---------------- | ----------------------------------------- | --- |
|                  | Toews (Sharp, Hossa) — 26 min 40 s Saad (Kane) — 46 min 22 s | 1-0 1-1 2-1      | Killorn (Filppula, Stamkos) — 31 min 47 s | Arbitrage : Wes McCauley, Kelly Sutherland, Dan O'Halloran Shane Heyer, Pierre Racicot, Brian Murphy |
| Crawford         | Gardiens                                                     | Vassilevski      |                                           | Arbitrage : Wes McCauley, Kelly Sutherland, Dan O'Halloran Shane Heyer, Pierre Racicot, Brian Murphy |
| 8 min            | Pénalités                                                    | 6 min            |                                           | Arbitrage : Wes McCauley, Kelly Sutherland, Dan O'Halloran Shane Heyer, Pierre Racicot, Brian Murphy |
| 19               | Tirs                                                         | 25               |                                           | Arbitrage : Wes McCauley, Kelly Sutherland, Dan O'Halloran Shane Heyer, Pierre Racicot, Brian Murphy |

| 13 juin | Tampa Bay | 1-2 (0-1, 1-0, 0-1) | Chicago | Amalie Arena 19 204 spectateurs |

| Feuille de match | Feuille de match                            | Feuille de match | Feuille de match                                                    | Feuille de match                                                                                    |
| ---------------- | ------------------------------------------- | ---------------- | ------------------------------------------------------------------- | --------------------------------------------------------------------------------------------------- |
|                  | Filppula (Garrison, Stralman) — 30 min 53 s | 0-1 1-1 1-2      | Sharp (Teräväinen, Toews) — 6 min 11 s Vermette (Versteeg) — 42 min | Arbitrage : Wes McCauley, Kelly Sutherland, Kevin Pollock Pierre Racicot, Derek Amell, Brian Murphy |
| Bishop           | Gardiens                                    | Crawford         |                                                                     | Arbitrage : Wes McCauley, Kelly Sutherland, Kevin Pollock Pierre Racicot, Derek Amell, Brian Murphy |
| 4 min            | Pénalités                                   | 2 min            |                                                                     | Arbitrage : Wes McCauley, Kelly Sutherland, Kevin Pollock Pierre Racicot, Derek Amell, Brian Murphy |
| 32               | Tirs                                        | 29               |                                                                     | Arbitrage : Wes McCauley, Kelly Sutherland, Kevin Pollock Pierre Racicot, Derek Amell, Brian Murphy |

| 15 juin | Chicago | 2-0 (0-0, 1-0, 1-0) | Tampa Bay | United Center 22 424 spectateurs |

| Feuille de match | Feuille de match                                                         | Feuille de match | Feuille de match | Feuille de match                                                                                     |
| ---------------- | ------------------------------------------------------------------------ | ---------------- | ---------------- | --- |
|                  | Keith (Kane, Richards) — 37 min 13 s Kane (Richards, Saad) — 54 min 46 s | 1-0 2-0          |                  | Arbitrage : Kelly Sutherland, Dan O'Halloran, Kevin Pollock Shane Heyer, Pierre Racicit, Derek Amell |
| Crawford         | Gardiens                                                                 | Bishop           |                  | Arbitrage : Kelly Sutherland, Dan O'Halloran, Kevin Pollock Shane Heyer, Pierre Racicit, Derek Amell |
| 2 min            | Pénalités                                                                | 6 min            |                  | Arbitrage : Kelly Sutherland, Dan O'Halloran, Kevin Pollock Shane Heyer, Pierre Racicit, Derek Amell |
| 32               | Tirs                                                                     | 25               |                  | Arbitrage : Kelly Sutherland, Dan O'Halloran, Kevin Pollock Shane Heyer, Pierre Racicit, Derek Amell |

## Effectif champion
La liste ci-dessous présente l'ensemble des personnalités ayant le droit de faire partie de l'effectif officiel champion de la Coupe Stanley. Pour être listés parmi les vainqueurs de la coupe et avoir leur nom gravé sur celle-ci, les joueurs doivent avoir participé, avec l'équipe gagnante, au minimum à 41 des rencontres de la saison régulière ou une rencontre de la finale des séries éliminatoires. En plus des joueurs, des membres de la franchise ont également leur nom sur la Coupe. Au total, 52 membres de l'équipe ont leur nom gravé sur la Coupe Stanley.
- Joueurs : Bryan Bickell, Daniel Carcillo, Corey Crawford, Kyle Cumiskey, Scott Darling, Andrew Desjardins, Niklas Hjalmarsson, Marián Hossa, Patrick Kane, Duncan Keith, Marcus Krüger, Joakim Nordström, Johnny Oduya, Brandon Saad, Patrick Sharp, Brad Richards, Michal Rozsíval, David Rundblad, Brent Seabrook, Andrew Shaw, Teuvo Teravainen, Kimmo Timonen, Jonathan Toews, Trevor van Riemsdyk, Antoine Vermette, Kris Versteeg.
- Membres de l'organisation : W. Rockwell Wirtz, John McDonough, Jay Blunk, Stan Bowman, Al MacIsaac, Norm Maciver, Scotty Bowman, Joel Quenneville, Mike Kitchen, Kevin Dineen, Jimmy Waite, Mike Gapski, Troy Parchman, Jeff Thomas, Pawel Prylinski, Jim Heintzelman, Paul Goodman, Matt Meacham, Pierre Gauthier, Mark Kelley, Barry Smith, Ryan Stewart, Ron Anderson, Tony Ommen, Mark Bernard, Michael Terry.

## Statistiques des joueurs

### Meilleurs pointeurs
Avec 13 buts et 23 points en 26 rencontres, Tyler Johnson du Lightning de Tampa Bay est le meilleur buteur des séries. Il est également en tête des pointeurs avec Patrick Kane des Blackhawks de Chicago. Duncan Keith, des Blackhawks, et Ryan Getzlaf, des Ducks d'Anaheim, se partagent le titre de meilleur passeur. Keith possède également le meilleur différentiel plus/moins avec un résultat final de +16, loin devant les autres joueurs.
| Joueur            | Équipe    | PJ | B  | A  | Pts | +/- | Pun |
| ----------------- | --------- | -- | -- | -- | --- | --- | --- |
| Tyler Johnson     | Tampa Bay | 26 | 13 | 10 | 23  | +7  | 24  |
| Patrick Kane      | Chicago   | 23 | 11 | 12 | 23  | +7  | 0   |
| Nikita Koutcherov | Tampa Bay | 26 | 10 | 12 | 22  | +7  | 14  |
| Jonathan Toews    | Chicago   | 23 | 10 | 11 | 21  | +7  | 8   |
| Duncan Keith      | Chicago   | 23 | 3  | 18 | 21  | +16 | 4   |
| Ryan Getzlaf      | Anaheim   | 16 | 2  | 18 | 20  | +6  | 6   |
| Corey Perry       | Anaheim   | 16 | 10 | 8  | 18  | +6  | 14  |
| Alexander Killorn | Tampa Bay | 26 | 9  | 9  | 18  | +3  | 12  |
| Steven Stamkos    | Tampa Bay | 26 | 7  | 11 | 18  | +2  | 20  |
| Jakob Silfverberg | Anaheim   | 16 | 4  | 14 | 18  | +6  | 16  |

### Meilleurs gardiens
Le classement suivant donne les cinq meilleurs gardiens des séries, les portiers étant classés à la fois sur leur moyenne de buts alloués et sur leur pourcentage d’arrêt. Pour figurer dans ce classement, un gardien doit avoir joué au moins 420 minutes.
| Joueur           | Équipe              | PJ | V  | D  | Min           | BC | Moy  | %Arr | Bl |
| ---------------- | ------------------- | -- | -- | -- | ------------- | -- | ---- | ---- | -- |
| Braden Holtby    | Washington          | 13 | 6  | 7  | 805 min 43 s  | 23 | 1,71 | 94,4 | 1  |
| Henrik Lundqvist | Rangers de New York | 19 | 11 | 8  | 1166 min 10 s | 41 | 2,11 | 92,8 | 0  |
| Benjamin Bishop  | Tampa Bay           | 25 | 13 | 11 | 1458 min 58 s | 53 | 2,18 | 92,1 | 3  |
| Carey Price      | Montréal            | 12 | 6  | 6  | 751 min 43 s  | 28 | 2,23 | 92,0 | 1  |
| Corey Crawford   | Chicago             | 20 | 13 | 6  | 1222 min 57 s | 47 | 2,31 | 92,4 | 2  |